# الإسكندر الأكبر
الإسكندر الثالث المقدوني، المعروف بأسماء عديدة أخرى أبرزها: الإسكندر الأكبر، والإسكندر الكبير، والإسكندر المقدوني، والإسكندر ذو القرنين (باليونانية: Ἀλέξανδρος ὁ Μέγας؛ نقحرة: ألكساندروس أوميگاس)، هو أحد ملوك مقدونيا الإغريق، ومن أشهر القادة العسكريين والفاتحين عبر التاريخ. وُلد الإسكندر في مدينة پيلا قرابة سنة 356 ق.م، وتتلمذ على يد الفيلسوف والعالم الشهير أرسطو حتى بلغ ربيعه السادس عشر. وبحلول عامه الثلاثين، كان قد أسس إحدى أكبر وأعظم الإمبراطوريات التي عرفها العالم القديم، والتي امتدت من سواحل البحر الأيوني غربًا وصولاً إلى سلسلة جبال الهيمالايا شرقًا. يُعد أحد أنجح القادة العسكريين في مسيرتهم، إذ لم يحصل أن هُزم في أي معركة خاضها على الإطلاق.
خلف الإسكندر والده، فيليپ الثاني المقدوني «الأعور»، على عرش البلاد سنة 336 ق.م، وبعد أن اغتيل الأخير. ورث الإسكندر عن أبيه مملكة متينة الأساس وجيشًا عرمرمًا قويًا ذا جنود مخضرمة. وقد مُنح حق قيادة جيوش بلاد اليونان كلها، فاستغل ذلك ليُحقق أهداف أبيه التوسعيّة، وانطلق في عام 334 ق.م في حملة على بلاد فارس، فتمكن من دحر الفرس وطردهم خارج آسيا الصغرى، ثم شرع في انتزاع ممتلكاتهم الواحدة تلو الأخرى في سلسلة من الحملات العسكرية التي دامت عشر سنوات. تمكن الإسكندر خلالها من كسر الجيش الفارسي وتحطيم القوة العسكرية للإمبراطورية الفارسية الأخمينية في عدّة وقعات حاسمة، أبرزها معركتيّ إسوس وگوگميلا. وتمكن الإسكندر في نهاية المطاف من الإطاحة بالشاه الفارسي دارا الثالث، وفتح كامل أراضي إمبراطوريته،i[›]وعند هذه النقطة، كانت الأراضي الخاضعة له قد امتدت من البحر الأدرياتيكي غربًا إلى نهر السند شرقًا.
كان الإسكندر يسعى للوصول إلى «نهاية العالم والبحر الخارجي الكبير»، فأقدم على غزو الهند سنة 326 ق.م في محاولة لاكتشاف الطريق إلى ذاك البحر، لكنه اضطرّ إلى أن يعود أدراجه بناءً على إلحاح قادة الجند وبسبب تمرّد الجيش. توفي الإسكندر في مدينة بابل سنة 323 ق.م، قبل أن يشرع في مباشرة عدّة حملات عسكرية جديدة خطط لها، وكان أولها فتح شبه الجزيرة العربية. بعد بضعة سنوات من وفاته، نشبت حروب أهلية طاحنة بين أتباعه كان من شأنها أن مزّقت أوصال إمبراطوريته، وولّدت عدّة دول يحكم كل منها «خليفة» وقد عرفت بملوك الطوائف (باليونانية: Διάδοχοι، وباللاتينية: Diadochi)، وكان كل ملك من هؤلاء الملوك مستقل لا يدين بالولاء إلا لنفسه، وكان هؤلاء هم من بقي حيًا من قادة جيش الإسكندر وشاركه حملاته في الماضي.
يشمل إرث الإسكندر التمازج الثقافي الذي خلقته فتوحاته، فقد تمكن من خلط الثقافة الإغريقية الهلينية بالثقافات الشرقية المختلفة للشعوب الخاضعة له، كما أسس أكثر من عشرين مدينة تحمل اسمه في أنحاء مختلفة من إمبراطوريته، أبرزها وأشهرها هي مدينة الإسكندرية في مصر. كما أدّى إنشاء الإسكندر للمستعمرات الإغريقية الكثيرة في طول البلاد وعرضها، إلى خلق حضارة هلينية جديدة استمرت مظاهرها بارزة في تقاليد الإمبراطورية البيزنطية حتى منتصف القرن الخامس عشر. استحال الإسكندر شخصيةً بارزة في الأساطير والقصص والتاريخ اليوناني والعالمي تقريبًا، حتى قام مقام البطل الأسطوري آخيل، وأصبح المقياس الذي يُحدد القادة العسكريون بناءً عليه نجاح أو فشل مسيرتهم، وما زالت المدارس العسكرية حول العالم تُدرّس أساليبه وتكتيكاته الحربيّة حتى الوقت الحالي.ii[›]

## بداية حياته

### نسبه ونشأته
| \| \| \| \| \| \| \| \| \| \| \| \| \| \| \| \| \| \| \| \| 4. أمينتاس الثالث المقدوني \| \| \| \| \| \| \| \| \| \| \| \| \| \| \| \| \| \| \| \| \| \| \| \| \| \| \| \| \| \| \| \| \| \| \| \| \| \| \| \| \| \| \| \| \| \| \| \| \| \| \| \| \| \| 2. فيليپ الثاني المقدوني \| \| \| \| \| \| \| \| \| \| \| \| \| \| \| \| \| \| \| \| \| \| \| \| \| \| \| \| \| \| \| \| \| \| \| \| \| \| \| \| \| \| \| \| \| \| \| \| \| \| \| \| \| \| 20. أرّهابيوس \| \| \| \| \| \| \| \| \| \| \| \| \| \| \| \| \| \| \| \| \| \| \| \| \| \| \| \| \| \| \| \| \| \| \| \| \| \| \| \| \| \| \| \| \| \| \| \| \| \| \| \| \| \| 10. ؟؟ \| \| \| \| \| \| \| \| \| \| \| \| \| \| \| \| \| \| \| \| \| \| \| \| \| \| \| \| \| \| \| \| \| \| \| \| \| \| \| \| \| \| \| \| \| \| \| \| \| \| \| \| \| \| 5. يوريديس الأولى المقدونية \| \| \| \| \| \| \| \| \| \| \| \| \| \| \| \| \| \| \| \| \| \| \| \| \| \| \| \| \| \| \| \| \| \| \| \| \| \| \| \| \| \| \| \| \| \| \| \| \| \| \| \| \| \| 1. الإسكندر الثالث المقدوني «الأكبر» \| \| \| \| \| \| \| \| \| \| \| \| \| \| \| \| \| \| \| \| \| \| \| \| \| \| \| \| \| \| \| \| \| \| \| \| \| \| \| \| \| \| \| \| \| \| \| \| \| \| \| \| \| \| 24. تاريپس \| \| \| \| \| \| \| \| \| \| \| \| \| \| \| \| \| \| \| \| \| \| \| \| \| \| \| \| \| \| \| \| \| \| \| \| \| \| \| \| \| \| \| \| \| \| \| \| \| \| \| \| \| \| 12. ألخيتاس الأول الإيپيروسي \| \| \| \| \| \| \| \| \| \| \| \| \| \| \| \| \| \| \| \| \| \| \| \| \| \| \| \| \| \| \| \| \| \| \| \| \| \| \| \| \| \| \| \| \| \| \| \| \| \| \| \| \| \| 6. نيوبطليموس الأول الإيپيروسي \| \| \| \| \| \| \| \| \| \| \| \| \| \| \| \| \| \| \| \| \| \| \| \| \| \| \| \| \| \| \| \| \| \| \| \| \| \| \| \| \| \| \| \| \| \| \| \| \| \| \| \| \| \| 3. أوليمپياس الإيپيروسية \| \| \| \| \| \| \| \| \| \| \| \| \| \| \| \| \| \| \| \| \| \| \| \| \| \| \| \| \| \| \| \| \| \| \| \| \| \| \| \| \| \| \| \| \| \| \| \| \| \| \| \| |                                      |  |  |  |  |  |  |  |  |  |  |  |  |  |  |  |
| |                                      |  |  |  |  |  |  |  |  |  |  |  |  |  |  |  |
| | 4. أمينتاس الثالث المقدوني           |  |  |  |  |  |  |  |  |  |  |  |  |  |  |  |
| |                                      |  |  |  |  |  |  |  |  |  |  |  |  |  |  |  |
| |                                      |  |  |  |  |  |  |  |  |  |  |  |  |  |  |  |
| | 2. فيليپ الثاني المقدوني             |  |  |  |  |  |  |  |  |  |  |  |  |  |  |  |
| |                                      |  |  |  |  |  |  |  |  |  |  |  |  |  |  |  |
| |                                      |  |  |  |  |  |  |  |  |  |  |  |  |  |  |  |
| | 20. أرّهابيوس                         |  |  |  |  |  |  |  |  |  |  |  |  |  |  |  |
| |                                      |  |  |  |  |  |  |  |  |  |  |  |  |  |  |  |
| |                                      |  |  |  |  |  |  |  |  |  |  |  |  |  |  |  |
| | 10. ؟؟                               |  |  |  |  |  |  |  |  |  |  |  |  |  |  |  |
| |                                      |  |  |  |  |  |  |  |  |  |  |  |  |  |  |  |
| |                                      |  |  |  |  |  |  |  |  |  |  |  |  |  |  |  |
| | 5. يوريديس الأولى المقدونية          |  |  |  |  |  |  |  |  |  |  |  |  |  |  |  |
| |                                      |  |  |  |  |  |  |  |  |  |  |  |  |  |  |  |
| |                                      |  |  |  |  |  |  |  |  |  |  |  |  |  |  |  |
| | 1. الإسكندر الثالث المقدوني «الأكبر» |  |  |  |  |  |  |  |  |  |  |  |  |  |  |  |
| |                                      |  |  |  |  |  |  |  |  |  |  |  |  |  |  |  |
| |                                      |  |  |  |  |  |  |  |  |  |  |  |  |  |  |  |
| | 24. تاريپس                           |  |  |  |  |  |  |  |  |  |  |  |  |  |  |  |
| |                                      |  |  |  |  |  |  |  |  |  |  |  |  |  |  |  |
| |                                      |  |  |  |  |  |  |  |  |  |  |  |  |  |  |  |
| | 12. ألخيتاس الأول الإيپيروسي         |  |  |  |  |  |  |  |  |  |  |  |  |  |  |  |
| |                                      |  |  |  |  |  |  |  |  |  |  |  |  |  |  |  |
| |                                      |  |  |  |  |  |  |  |  |  |  |  |  |  |  |  |
| | 6. نيوبطليموس الأول الإيپيروسي       |  |  |  |  |  |  |  |  |  |  |  |  |  |  |  |
| |                                      |  |  |  |  |  |  |  |  |  |  |  |  |  |  |  |
| |                                      |  |  |  |  |  |  |  |  |  |  |  |  |  |  |  |
| | 3. أوليمپياس الإيپيروسية             |  |  |  |  |  |  |  |  |  |  |  |  |  |  |  |
| |                                      |  |  |  |  |  |  |  |  |  |  |  |  |  |  |  |
| |                                      |  |  |  |  |  |  |  |  |  |  |  |  |  |  |  |

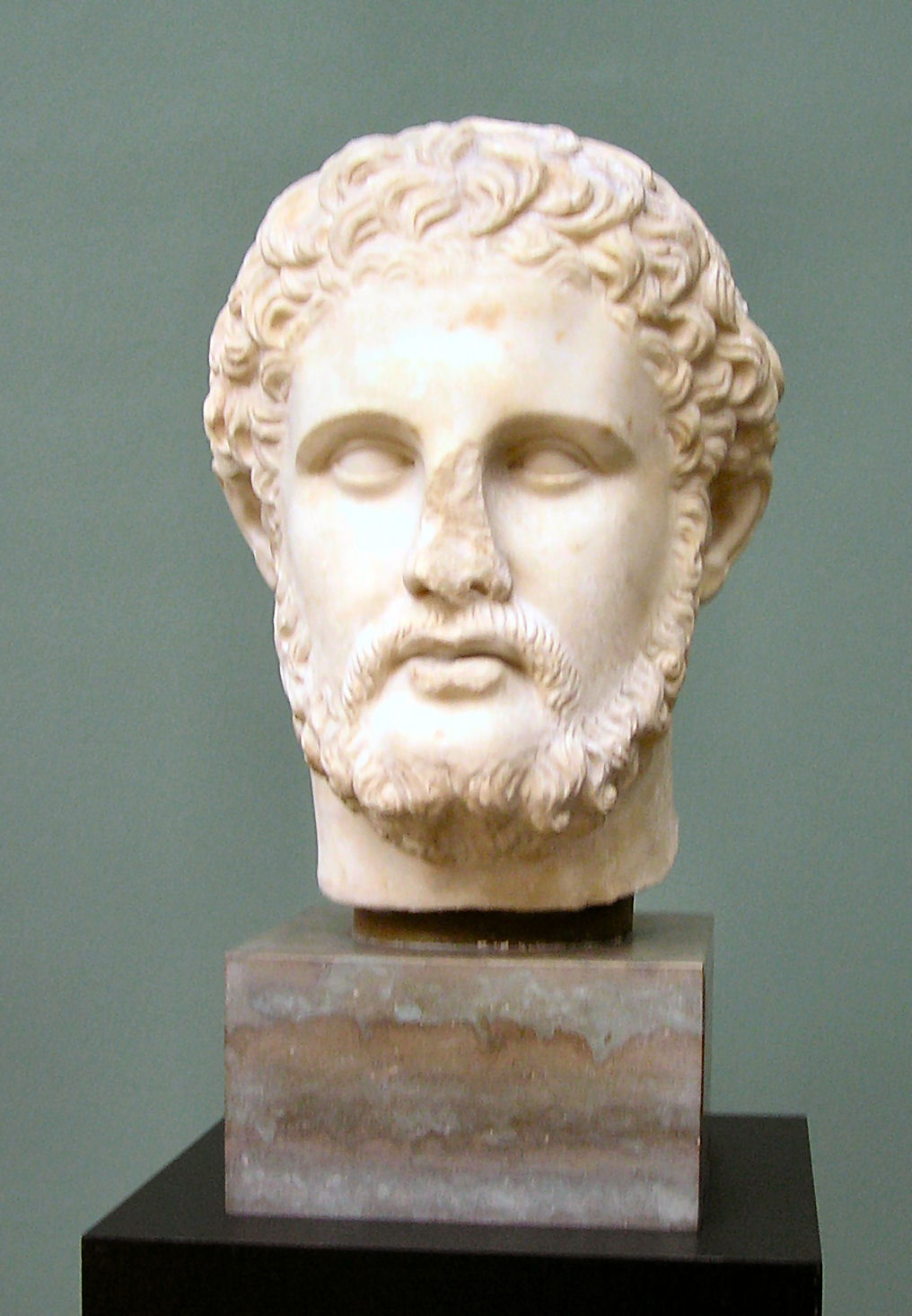
فيليپ الثاني المقدوني، والد الإسكندر.

وُلد الإسكندر في اليوم السادس من شهر «هيكاتومبايون» (باليونانية: Ἑκατομϐαιών) بحسب التقويم الإغريقي القديم، الموافق ليوم 20 يوليو من سنة 356 ق.م على الأرجح،
في مدينة پيلا عاصمة مملكة مقدونيا. والده هو الملك فيليپ الثاني المُلقب بالأعور، ووالدته هي أوليمپياس ابنة نيوبطليموس الأول ملك إقليم إيپيروس، وهي الزوجة الرابعة لفيليپ. وعلى الرغم من أن الأخير كان متزوجًا بسبع أو ثمانية نساء، إلا أن أوليمپياس كانت المفضلة لديه وأقربهنّ إليه لفترة من الزمن على الأقل، ويُرجح أن سبب ذلك هو إنجابها لوريث ذكر له، هو الإسكندر.

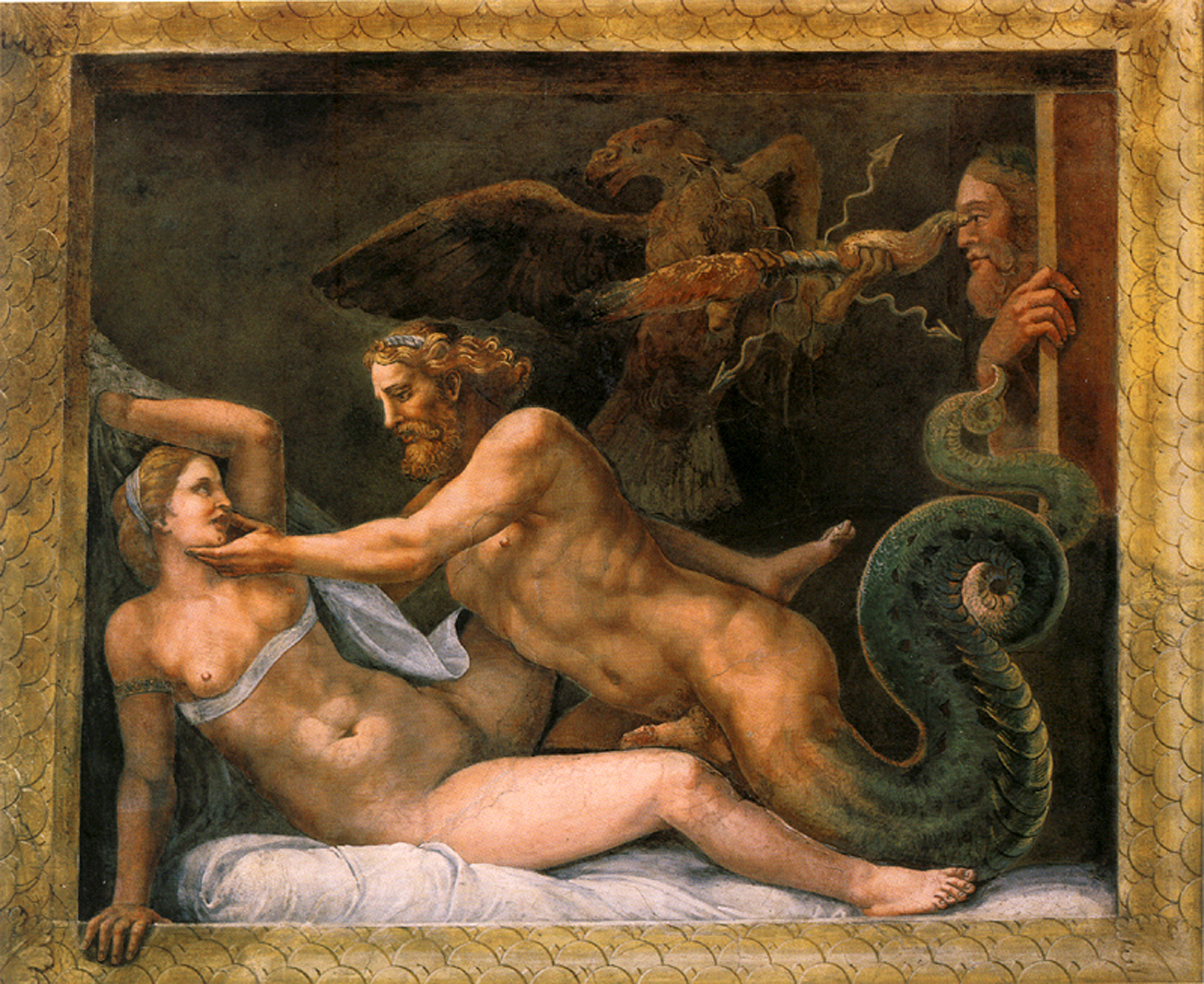
زيوس يُغري أوليمپياس، لوحة لجوليو رومانو، تُظهر أسطورة حمل أوليمپياس بالإسكندر من كبير آلهة الإغريق.

تحيط عدّة أساطير بولادة الإسكندر وبنشأته. فوفقًا للكاتب الإغريقي القديم پلوتارخ، رأت أوليمپياس في نومها في ليلة زواجها من فيليپ أن صاعقةً أصابت رحمها، فتولّدت عنها نارًا انتشرت «في كل مكان» قبل أن تنطفئ. وبعد مرور فترة على الزواج، قيل أن فيليپ رأى نفسه في المنام وهو يختم رحم زوجته بخاتم عليه صورة أسد. قدّم پلوتارخ في كتاباته عدّة تفسيرات لتلك المنامات، منها: أن أوليمپياس كانت حاملاً من قبل الزواج، وما يدل على ذلك هو رحمها المختوم؛ أو أن والد الإسكندر الحقيقي هو زيوس كبير آلهة الإغريق. انقسم الإخباريون القدماء حول ما إذا كانت أوليمپياس قد نشرت قصة أصول الإسكندر الإلهية، وأكدتها للإسكندر نفسه، أو أنها رفضت هذا التفسير أساسًا واعتبرته كفرًا.
كان فيليپ الثاني يُحضر لحصار مستعمرة «پوتيدايا» الواقعة على شبه جزيرة خالكيذيكي، في يوم ولادة ابنه. وفي ذات اليوم تلقى خبرًا مفاده أن أحد أبرز قادة جيشه، وهو پارمنيون، انتصر على جيش مكون من حلف من الأليريين والپايونيانيين وردّهم على أعقابهم، وأن خيوله فازت في السباق المنظم كجزء من الألعاب الأولمبية. يُقال أيضًا، أنه في هذا اليوم احترق هيكل أرتميس، أحد عجائب الدنيا السبعة، في أفسس، وقد جعلت هذه الواقعة المؤرخ «إيگيسياس المگنيزي» يقول أن الهيكل احترق لأن أرتميس كانت غائبة عنه لتشهد ولادة الإسكندر وتعين والدته على تحمّل آلام المخاض. يُحتمل أن تكون هذه الأساطير قد برزت إلى حيّز الوجود عندما اعتلى الإسكندر عرش المملكة ونمت مع كل فتح جديد، بل قد يكون هو من أشاعها عمدًا، ليؤكد أنه فوق مستوى البشر العاديين، وأنه قد قُدّر له أن يكون عظيمًا منذ أن حملت به أمه.

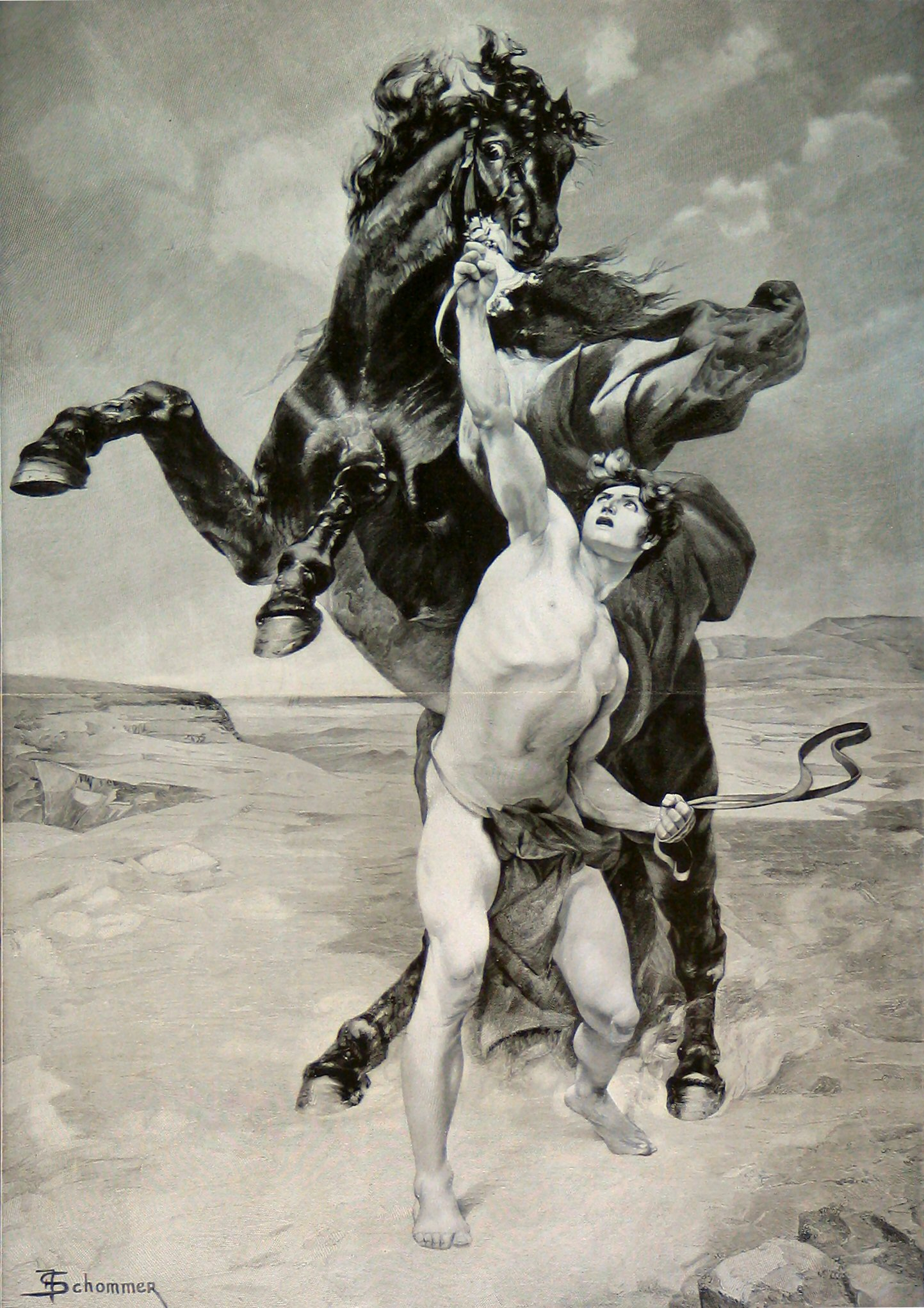
الإسكندر الفتى يروّض بوسيفالوس الحصان الجامح.

تربّى الإسكندر خلال السنوات الأولى من حياته على يد مرضعة وخادمة تُدعى «لانيك»، وهي شقيقة كليتوس الأسود، أحد القادة المستقبليين في جيش الإسكندر. وفي وقت لاحق، تتلمذ الإسكندر على يديّ ليونيدس الإيپروسي، وهو أحد أقارب أمه، وليسيماخوس، أحد قادة الجيش العاملين في خدمة والده. نشأ الإسكندر نشأة الشباب المقدونيين النبلاء، فتعلّم القراءة والكتابة، وعزف القيثارة، وركوب الخيل، والمصارعة، والصيد.
عندما بلغ الإسكندر عامه العاشر، أحضر أحد التجار الثيساليين حصانًا مطهمًا إلى الملك فيليپ، وعرض أن يبيعه إياه مقابل ثلاثين طالن. وعندما حاول الملك ركوب الحصان قاومه الأخير ورفض أن يسمح له أو أي شخص آخر بامتطائه، فأمر الملك بذبحه كونه جامح لا يُروّض. غير أن الإسكندر طلب من والده أن يسمح له بمحاولة تهدئة روعه وركوبه، قائلاً أن الفرس خائف من ظله، فقبل فيليپ وسمح لولده أن يحاول ترويض الحيوان، فنجح وانصاع له الحصان انصياعًا تامًا. يقول پلوتارخ أن فيليپ من شدّة ابتهاجه بالشجاعة والتصميم الذي أظهره ابنه، قبّله وأذرف الدمع قائلاً: «يا بنيّ، عليك أن تجد مملكة تسع طموحك. إن مقدونيا لصغيرة جدًا عليك»، ثم اشترى الحصان ومنحه لولده. أطلق الإسكندر على حصانه اسم «بوسيفالوس» (باليونانية: Βουκέφαλος أو Βουκεφάλας)، بمعنى «رأس الثور». لازم هذا الحصان الإسكندر طيلة أيام حياته وحمله في أغلب غزواته، وعندما نفق في نهاية المطاف بسبب تقدمه بالسن، أطلق الإسكندر اسمه على إحدى المدائن التي أسسها، ألا وهي مدينة «بوسيفلا»، التي كانت واقعة شرق نهر السند.

### مراهقته وتعليمه

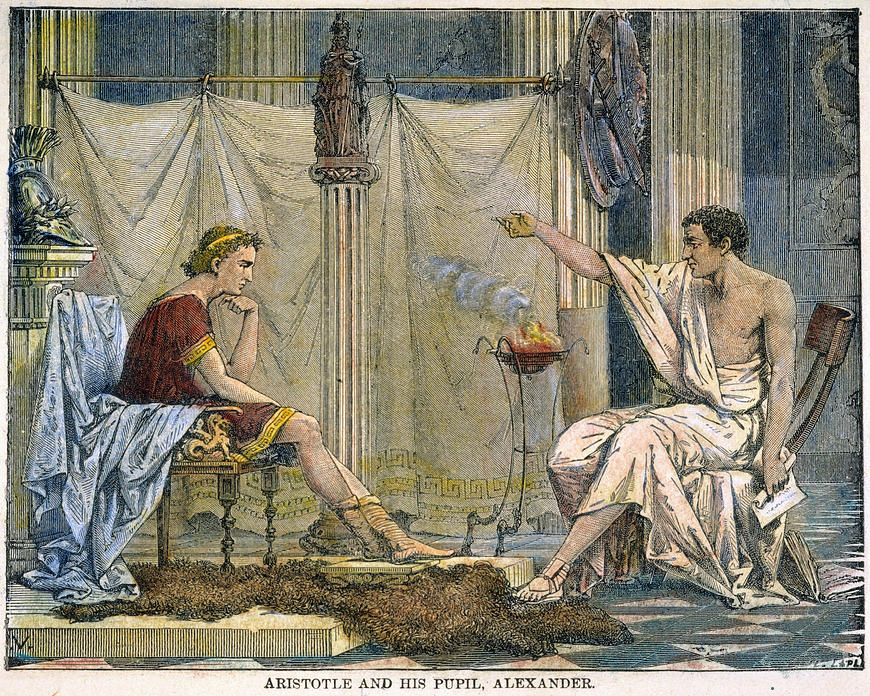
الإسكندر وأرسطو في مجلس العلم.

عندما بلغ الإسكندر الثالثة عشرة من عمره، أخذ والده يبحث له عن معلّم يلقنه الفلسفة والمعارف البشرية المختلفة، فعُرض عليه حشد كبير من العلماء اختار منهم أرسطو، وجعل له معبد الحوريات، بنات إله البحار بوسيدون، مكانًا يتخذه كمدرسة. ومقابل تعليمه الإسكندر، وافق فيليپ على إعادة بناء بلدة ستاگيرا، مسقط رأس أرسطو، والتي كان الملك قد سوّاها بالأرض سابقًا، كما وافق على إعادة توطين أهلها بها، وعلى شراء وتحرير كل من استعبد منهم، والعفو عن أولئك المنفيين ودعوتهم للرجوع إلى ديارهم.
كان هذا المعبد بمثابة مدرسة الصعود للإسكندر وغيره من أبناء النبلاء المقدونيين، مثل بطليموس، وهفستيون، وكاسندر، الذين استحالوا أصدقاء الإسكندر المقربين، وقادة جيشه المستقبليين، وغالبًا ما يُشار إليهم بأصحاب الإسكندر ورفاق دربه. تلقن هؤلاء الشباب مبادئ الطب، والفلسفة، والأخلاق، والدين، والمنطق، والفن، على يد أرسطو، وظهر لدى الإسكندر ولع كبير بأعمال هوميروس، وبخاصة ملحمة الإلياذة، فقدم له أرسطو نسخة مشروحة منها، حملها الإسكندر معه في كل حملاته العسكرية.

## وريث فيليپ

### الوصاية على العرش وصعود مقدونيا

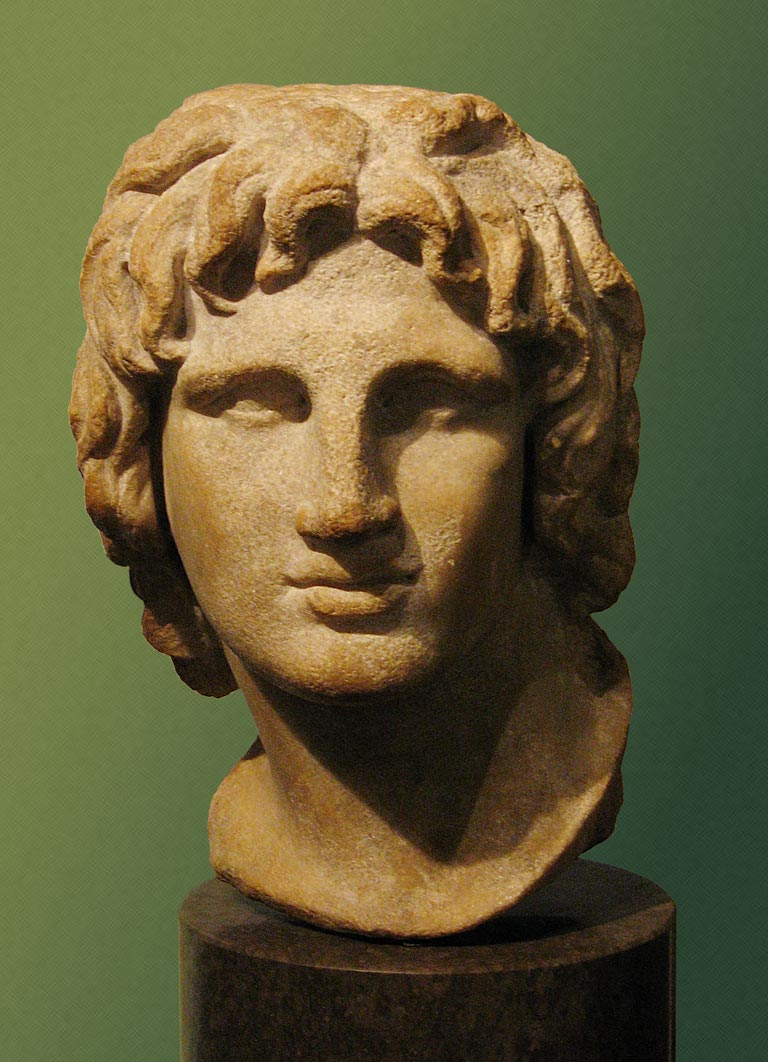
منحوتة لرأس الإسكندر في مطلع شبابه، من المتحف البريطاني.

أنهى الإسكندر تعليمه في سن السادسة عشرة، وفي ذلك الحين غادر والده فيليپ ليشن حربًا على بيزنطة، فترك شؤون الحكم في بلاده إلى ابنه الشاب، فحكم الإسكندر بالنيابة عن والده بصفته وليًا للعهد. بعد مغادرة فيليپ، ثارت القبائل الميدية التراقية على الحكم المقدوني مستغلة حداثة سن الإسكندر وعدم درايته بالشؤون السياسية والحربية، لكن الأخير فاجأهم، ورد عليهم ردًا قاسيًا، فأجلاهم عن مناطقهم ووطن فيها أغريقًا، وأسس مدينة أسماها «ألكساندروپولس» أي «مدينة الإسكندر».
بعد عودة فيليپ، أُرسل الإسكندر على رأس قوة عسكرية صغيرة إلى جنوب تراقيا لإخضاع الثورات القائمة فيها. بدأت هذه الحملة بالهجوم على مدينة «پيرينثوس»، حيث يُقال أن الإسكندر أنقذ حياة والده عند تعرضه لهجوم، وفي ذلك الحين كانت مدينة أمفيسا قد شرعت بالتوسع في أراض وقف بالقرب من دلفي، تعتبر أراض مقدسة ومكرسة لخدمة الإله أپولو، فاستغل فيليپ هذه القضية للتدخل في الشؤون اليونانية، معتبرًا أنه يُدافع عن الدين ويحمي المقدسات من التدنيس. ولمّا كان فيليپ لا يزال مشغولاً بالصراع في تراقيا، أمر الإسكندر بأن يحشد جيشًا ويتحضر لحملة على اليونان. لجأ الإسكندر إلى الخديعة وتظاهر بأنه يعزم مهاجمة أليريا عوض أمفيسا، خوفًا من أن تثور مدن يونانية أخرى وتهب لمجابهته ومساعدة شقيقتها. وفي خضم هذه الفوضى، هاجم الأليريون مقدونيا فعلاً، فأسرع الإسكندر وردهم على أعقابهم.
انضم فيليپ وجيشه إلى الإسكندر في سنة 338 ق.م، وسارا جنوبًا عبر ممر «البوابات الحارقة»، بعد مقاومة شرسة وعنيدة من الحامية الطيبية المعسكرة في المنطقة، وتابعا طريقهما ليفتحا مدينة إلاتيا، التي تبعد مسافة بضعة أيام فقط عن كل من طيبة وأثينا. صوّت الأثينيون، بزعامة الخطيب ديموستيني، على التحالف مع طيبة لدرء الخطر المقدوني، فأرسلوا سفراء إلى المدينة المذكورة يخبروهم بالمقترح، وكان فيليپ في الوقت نفسه قد أرسل سفراءً بدوره لجذب الطيبيين إلى صفه، لكن أبناء المدينة رفضوا عرض مقدونيا، وفضلوا التحالف مع إخوانهم الأثينيين. سار فيليپ وجنوده حتى وصلوا أمفيسا، واعتقلوا كافة المرتزقة الذين أرسلهم ديموستيني إلى هناك ليناوشوا الجيش المقدوني، وأمام هذا الأمر استسلمت المدينة للمقدونيين، ثم عاد هؤلاء إلى إلاتيا حيث أرسل فيليپ عرض السلام الأخير إلى كل من أثينا وطيبة، لكنهم رفضوه مجددًا.

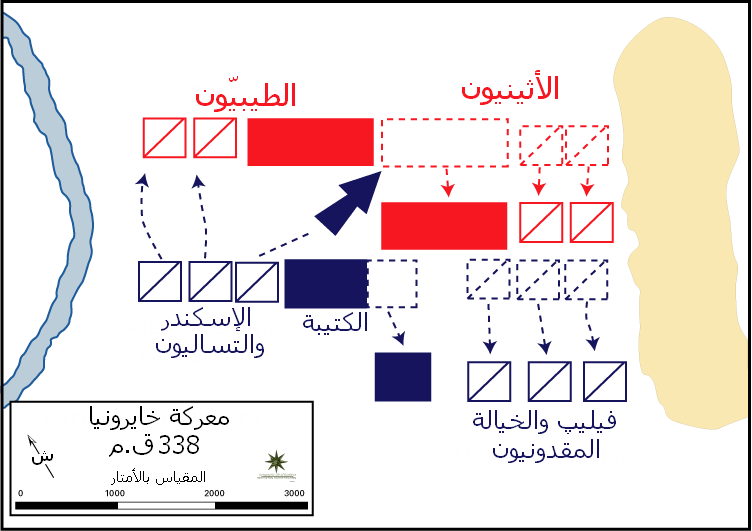
مخطط لمعركة خايرونيا بين الإسكندر ووالده والحلف الأثيني الطيبي.

تعرّض الأثينيون والطيبيون للجيش المقدوني أثناء توجهه جنوبًا، وقطعوا عليه الطريق بالقرب من بلدة خايرونيا في منطقة بيوتيا، ليحتكوا معه في معركة هائلة عرفت باسم معركة خايرونيا. خلال هذه المعركة، تولّى فيليپ قيادة الجناح الأيمن من الجيش، فيما تولّى الإسكندر قيادة الجناح الأيسر، برفقة جماعة من القادة الموثوقين. تنص المصادر القديمة أن تلك المعركة كانت مريرة، وأنها طالت كثيرًا حتى فكّر فيليپ بخداع خصومه حتى يتمكن من هزيمتهم وحسم الأمر لصالحه، فأمر جنوده بالتراجع آملاً أن تتبعه العساكر الأثينية غير الخبيرة بشؤون الحرب، فيتمكن من خرق صفوف الجيش. كان الإسكندر أوّل من تمكن من خرق صفوف الطيبيين، تلاه قادة فيليپ، ولمّا رأى الأخير أن تماسك الجيش قد اختل بعد أن تبعه الأثينيين، أمر جنوده بالتقدم وتطويقهم. استسلم الطيبيون سريعًا بعد أن رأوا هزيمة حلفائهم الأثينيين ومحاصرة المقدونيين لهم، فكان النصر حليف الإسكندر ووالده.
بعد هذا النصر الكبير، سار الإسكندر وفيليپ إلى شبه جزيرة المورة دون أن يتعرض لهما أحد، بل رحبت بهما كل المدن اليونانية وفتحت أبوابها للجيش المقدوني. إلا أن الوضع تغيّر حينما وصلا إلى إسپرطة، إذ رفضت المدينة فتح أبوابها ولكنها في الوقت نفسه لم تتبن خيار الحرب. أنشأ فيليپ في مدينة كورنث «الرابطة الهيلينية»، وقد استمد فكرته من «الحلف المقاوم للفرس» الذي قام أبّان الحروب الميدية قديمًا، وضم هذا الحلف الجديد جميع المدن الإغريقية عدا إسپرطة. نودي بفليپ بعد ذلك قائدًا أعلى للرابطة الهيلينية،iv[›]وسرعان ما أعلن عن رغبته في غزو الإمبراطورية الفارسية، بعد أن وحّد صفوف بلاد اليونان.

### في المنفى والعودة

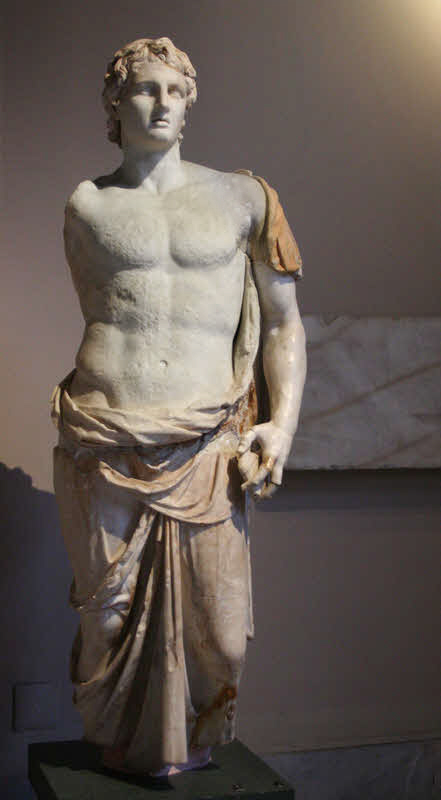
تمثال للإسكندر من متحف إسطنبول للآثار.

بعد عودة فيليپ إلى پيلا عاصمة ملكه، أُغرم بامرأة تُدعى «كليوپترا يوريديس»، ابنة أخ إحدى قادة جيشه وهو «أتالوس»، وتزوّج بها. وبهذا الزواج استحال منصب الإسكندر كوريث للعرش مهتزًا، فأي ولد ذكر يولد لفيليپ من هذه المرأة سيكون ولي العهد شرعًا، بما أنه مولود لأبوين مقدونيين، في حين كان الإسكندر نصف مقدوني، من ناحية أبيه فقط. يذكر المؤرخون أنه خلال وليمة العرس، تضرّع أتالوس المخمور إلى الآلهة كي تمنح فيليپ وريثًا شرعيًا:
بعد هذه الحادثة، غادر الإسكندر مقدونيا بصحبة والدته، وتركها مع أخيها، خاله إسكندر الإيپروسي في مدينة دودونا، عاصمة قبيلة المولوسيين. ثم تابع طريقه متجهًا إلى أليريا، حيث احتمى بملك الأليريين، الذي استقبله بكل حفاوة وأكرمه، على الرغم من أنه كان قد هزم جيشه قبل بضع سنين. أمضى الإسكندر زهاء 6 شهور في أليريا، كان خلالها أحد أصدقاء العائلة، وهو «ديمراتوس الكورنثي»، قد توسّط لدى فيليپ أن يعفو عن ابنه ويسامحه عمّا بدر منه، والظاهر أن فيليپ لم يكن ينوي معاقبة ولده أصلاً أو أن يتبرأ منه خصوصًا وأنه كان محنّكًا سياسيًا وخبيرًا عسكريًا، لكنه تركه في المنفى لفترة كي يحفظ ماء الوجه.
عاد الإسكندر إلى مقدونيا بعد أن بلغه عفو والده عنه، وفي السنة التالية عرض الحاكم الفارسي لإقليم كاريا أن يزوج ابنته بالأخ غير الشقيق للإسكندر، المدعو فيليپ آرهيدايوس، فقالت أوليمپياس وعدد من أصحاب الإسكندر، أن مشروع الزواج هذا يؤكد عزم فيليپ جعل آرهيدايوس وريثًا له. فقام الإسكندر بإرسال مبعوث يُدعى ثيساليوس الكورنثي إلى الحاكم الفارسي يُخبره فيها أنه من غير اللائق لمنصبه أن يعرض تزويج ابنته بولد غير شرعي، وأنه ينبغي أن يزوجها للإسكندر عوض ذلك. ولمّا علم فيليپ بالقصة، أوقف مفاوضاته مع الحاكم الفارسي فورًا، ووبخ الإسكندر توبيخًا شديدًا، قائلاً له أن ما لا يليق هو اتخاذه لزوجة فارسية كاريّة، وإنه كان يعتزم تزويجه بامرأة أفضل. أقدم فيليپ على نفي أربعة من أصدقاء الإسكندر الذين دفعوه إلى هذا العمل، وهم: هارپالوس، ونيارخوس، وبطليموس، وإريگايوس، وجعل أبناء مدينة كورنث يُحضرون مواطنهم ثيساليوس أمامه مكبلاً بالأغلال.

## ملك مقدونيا

### التربع على العرش

مملكة مقدونيا سنة 336 ق.م

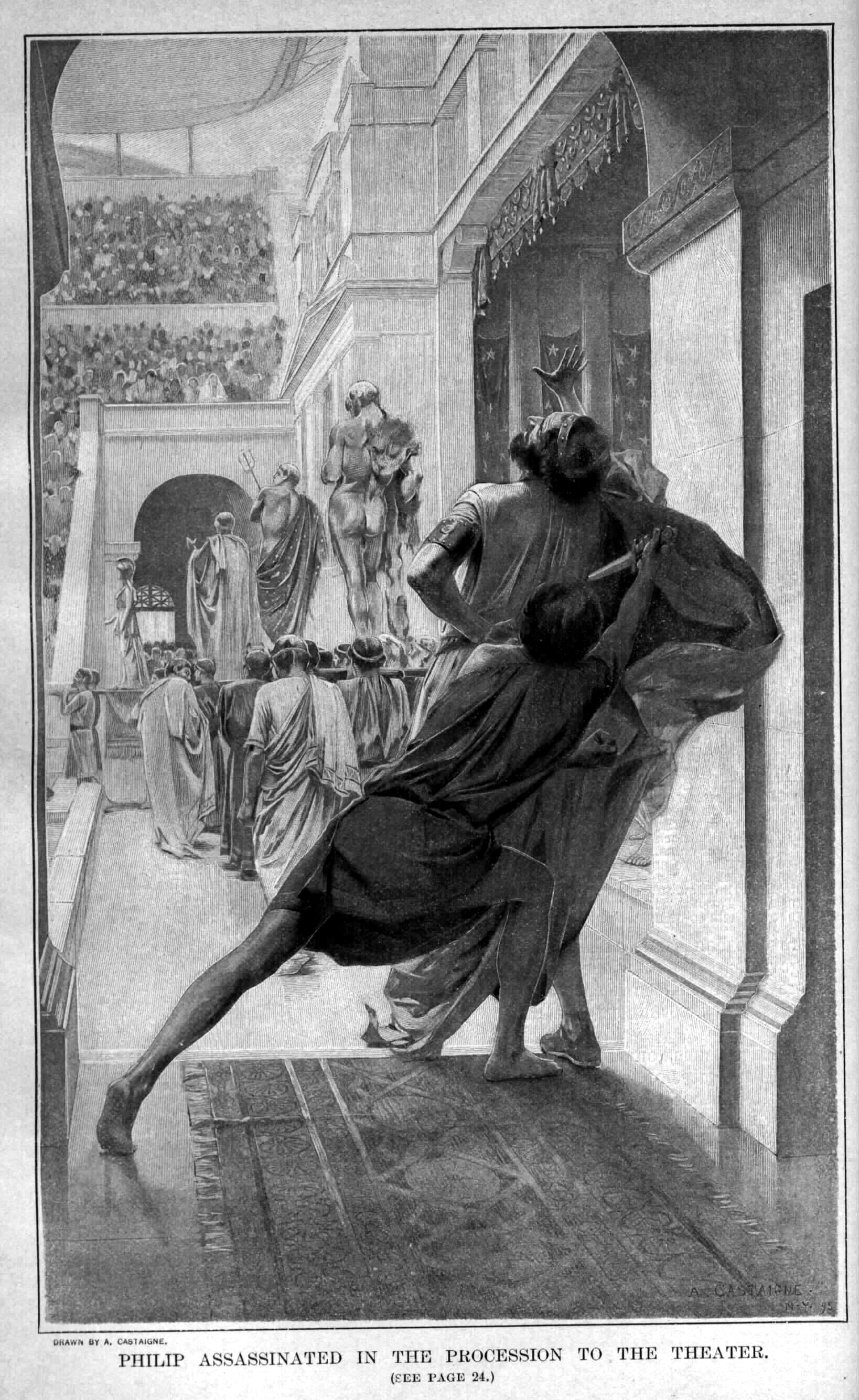
پوسانياس يطعن فيليپ المقدوني حتى الموت.

عام 336 ق.م، كان فيليپ قد توجه إلى إيجة لحضور حفل زفاف ابنته كليوپترا على إسكندر الأول ملك إيپروس، أخ زوجته أوليمپياس، فاغتاله قائد حرسه الشخصي، المدعو «پوسانياس الأورستيادي»،vi[›]ثم جرى ناحية بوابة المدينة محاولاً الفرار، لكنه تعثّر بحبل كرمة، فأمسك به ملاحقوه وقتلوه فورًا، وكان من بينهم اثنان من أصحاب الإسكندر، وهما: پيرديكاس وليونّاتوس. بعد مقتل فيليپ بايع النبلاء الإسكندر ملكًا على عرش مقدونيا وقائدًا عامًا لجيشها، وهو لم يتخط العشرين من عمره.

### توطيد سلطته
بدأ الإسكندر عهده بإبادة خصومه الذين يُحتمل أن يبرز منهم شخصًا يُنازعه على عرش المملكة، فأمر بإعدام ابن عمه أمينتاس الرابع، المنافس الأبرز والمدعي بالحق في عرش مقدونيا، وأميرين مقدونيين آخرين من إقليم «لينخستس»، لكنه أعفى عن ثالث هو «إسكندر اللينخستي». كذلك أمرت أوليمپياس بإعدام كليوپترا يوريديس، الزوجة الأخيرة لفيليپ، وابنتها يوروپا، التي أنجبتها منه، فأحرقتا حيتين. ويظهر أن الإسكندر لم يكن موافقًا أو راغبًا بإعدام تلك المرأة وابنتها البريئة، إذ تنص المصادر على أنه استشاط غضبًا لمّا عرف بموتهما. من الأشخاص الآخرين الذين طالهم سيف الإسكندر أيضًا: أتالوس، الذي كان قائدًا لحرس الحدود في الجيش المرابط في آسيا الصغرى، وعمًا لكليوپترا يوريديس، إذ تواصل حينها مع الزعيم الأثيني ديموستيني بخصوص إمكانية انشقاقه عن الجيش المقدوني والتحاقه بجيش أثينا. كما كان الإسكندر ما يزال حاقدًا على أتالوس بعد أن أهانه علنًا في حفل زفاف ابنة أخيه على فيليپ، وبعد وفاة الاثنين وإثبات اتصاله مع الأثينيين، أقدم الإسكندر على إعدامه والتخلص من شروره. عفا الإسكندر عن أخيه غير الشقيق فيليپ آرهيدايوس لإصابته بإعاقة عقلية، ولعلّ ذلك مردّه السم الذي وضعته له أوليمپياس خفيةً.
بعد أن انتشر خبر وفاة فيليپ، ثارت عدّة مدن خاضعة لمقدونيا وانتفضت على حكّامها، وكان من ضمنها: طيبة، وأثينا، وثيساليا، بالإضافة للقبائل التراقية قاطنة الأراضي شمال المملكة. وما أن وصلت أخبار الثورة مسامع الإسكندر حتى قام وجهّز جيشًا قوامه 3,000 فارس، على الرغم من أن مستشاريه نصحوه باعتماد الحلول الدبلوماسية، وسار به جنوبًا ناحية ثيساليا، وما أن وصل المعبر الفاصل بين جبل الأولمپ وجبل أوسا، حتى فوجئ بالثيساليين وقد احتلوه وتمركزت قواتهم فيه، فأمر رجاله بتسلق جبل أوسا والالتفاف حول الثيساليين ومباغتتهم. صُدم الثيساليون حين استفاقوا صباح اليوم التالي ليجدوا المقدونيين قد أصبحوا خلف مؤخرة جيشهم، فاستسلموا على الفور، وانضم فرسانهم طواعيةً إلى جيش الإسكندر، الذي أكمل المسير جنوبًا إلى شبه جزيرة المورة.

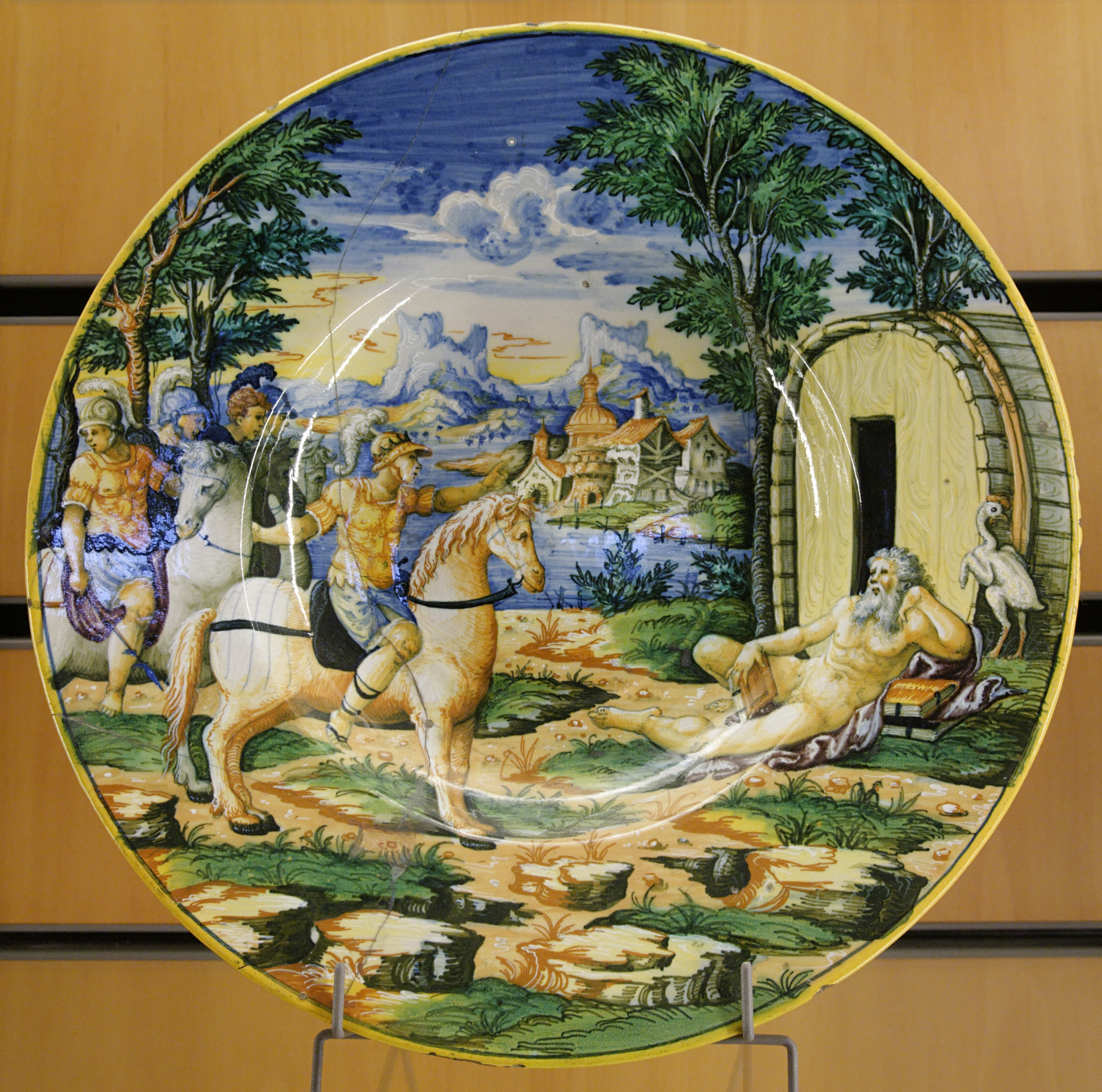
رسم من القرن السادس عشر يُظهر لقاء الإسكندر بالفيلسوف ديوجانس الكلبي في مدينة كورنث.

تابع الإسكندر مسيرته حتى وصل ممر البوابات الحارقة، وتابع جنوبًا حتى وصل كورنث، وحينها طلب منه الأثينيون الأمان، وعاهدوه بالخضوع لمقدونيا، فعفا عنهم وأمّنهم على أرواحهم وممتلكاتهم. التقى الإسكندر خلال فترة مكوثه في كورنث بالفيلسوف الزاهد الشهير ديوجانس الكلبي، وكان من أشد المعجبين به، فسأله إن كان له طلب يقدر أن يحققه له، فردّ الفيلسوف بازدراء: «تنح قليلاً، أنت تحجب الشمس عني». يظهر بأن هذا الرد أبهج الإسكندر، حيث ينص بعض المؤرخون قوله: «حقًا أقول لكم، لو لم أكن الاسكندر لوددت أن أكون ديوجانس». خُلع على الإسكندر لقب القائد الأعلى للرابطة الهلينية خلال إقامته في كورنث، وعُين خلفًا لوالده في قيادة جيوش بلاد اليونان كلها في الحرب القادمة مع الإمبراطورية الفارسية، كما تلقى أنباءً تفيد بانتفاض التراقيين على حكمه.

### الحملة البلقانية

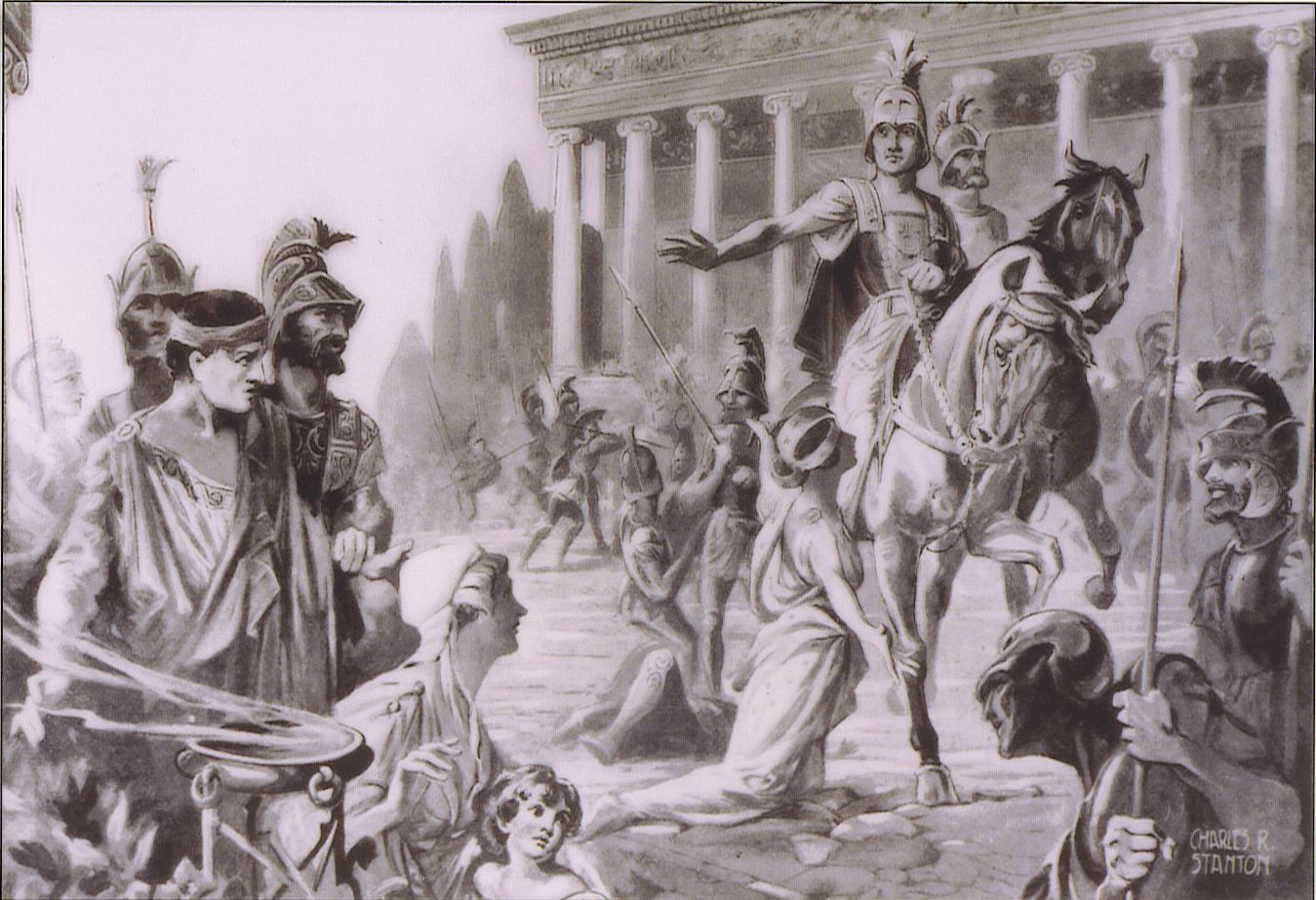
الإسكندر وجيشه ينهبون طيبة عقابًا لها على العصيان.

رغب الإسكندر أن يؤمن حدود مملكته الشمالية، قبل أن يعبر مضيق الدردنيل متجهًا إلى آسيا، فأقدم في ربيع سنة 335 ق.م على الشروع بحملة لتطهير بلاده من الثورات والانتفاضات القائمة. انطلق الإسكندر من مدينة «آمفيپوليس» متجهًا شرقًا إلى بلاد «التراقيين المستقلين»، وعلى سفوح جبال البلقان هزم قواتهم هزيمة منكرة، ثم تابع طريقه إلى مناطق قبائل التريباليين، وتغلب عليهم بالقرب من نهر لايگينوس، وهو أحد فروع الدانوب. اتجه الجيش بعد ذلك إلى الفرع الرئيسي للنهر حيث لقي قبيلة الغيتيون على الضفة المقابلة، فأمر الإسكندر رجاله بالعبور ليلاً تحت جنح الظلام، فأُخذ الغيتيون على حين غرّة وأجبرهم على التراجع بعد أوّل مناوشة بين الفرسان. بعد ذلك وصله أن كليتوس ملك أليريا، وگلوكياس ملك التولنتيين قد أشهرا العصيان عليه، فحوّل الإسكندر سير جيشه غربًا ناحية أليريا، حيث هزم الملكان تباعًا وفرق جيوشهما، وبتمام هذا النصر كان الإسكندر قد أمّن الحدود الشمالية لمملكته.
ثار الطيبيون والأثينيون على الحكم المقدوني مجددًا، أثناء حملة الإسكندر الشمالية، ولمّا علم الأخير بذلك، اتجه جنوبًا بأقصى سرعة لإخماد نار الثورة قبل امتدادها. كما في الثورات السابقة، ترددت جميع المدن اليونانية في مقارعة الإسكندر لمّا علمت بقدومه، إلا طيبة، التي قررت المواجهة. كانت مقاومة الطيبيين غير مجدية على الإطلاق، فقد اكتسحهم الإسكندر وجيشه كالعاصفة الهوجاء، وسوّى مدينتهم بالأرض، وقسّم أراضيها بين باقي المدن البيوتيّة. كان لنهاية طيبة أثر مروّع في نفوس الأثينيين، فخضعوا لمقدونيا خوفًا من أن يصيبهم ذات المصير، الأمر الذي كان من شأنه إحلال السلام في جميع بلاد الإغريق ولو مؤقتًا. بهذا تفرّغ الإسكندر تمامًا لحملته الآسيوية، فجمع الجند والعتاد وانطلق شرقًا، تاركًا أحد القادة العسكريين، وهو أنتيپاتر، وصيًا على العرش.

## فتح الإمبراطورية الفارسية

### آسيا الصغرى

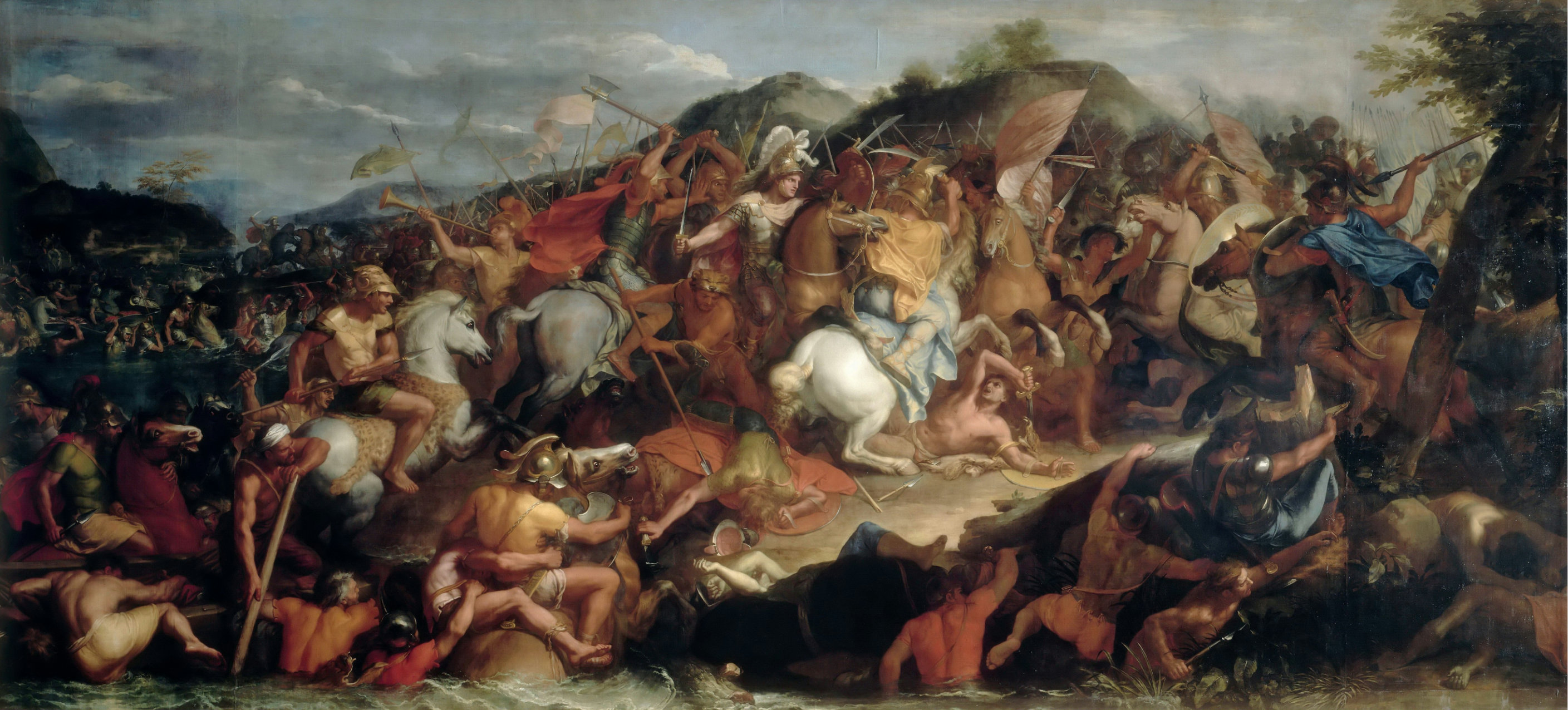
معركة نهر گرانیکوس بين الإسكندر والفرس.

عبر الإسكندر مضيق الدردنيل سنة 334 ق.م بجيش قوامه 48,100 جندي من المشاة، و6,100 من الفرسان ، وأسطول سفن مكوّن من 120 سفينة بلغ عدد أفراد طاقمها 38,000 نفر، أحضروا من مقدونيا ومختلف المدن اليونانية. كما ضمّ الجيش عدد من المرتزقة والمحاربين الإقطاعيين من تراقيا، وپايونيا، وأليريا. أظهر الإسكندر نيته في غزو كافة أراضي الإمبراطورية الفارسية عندما غرز رمحًا في البر الآسيوي أوّل ما وطأه قائلاً أنه قبل آسيا هدية لشخصه من الإلهة. أظهرت هذه الحادثة أيضًا أمرًا مهمًا آخر، وهو توق الإسكندر لقتال الفرس ، وميله نحو الحلول العسكرية، على العكس من والده، الذي كان يُفضل الحلول الدبلوماسية على الدوام. اشتبك المقدونيون مع الفرس في أوّل معركة على ضفاف نهر گرانیکوس، المعروف حاليًا باسم «نهر بیگا»، شمال غرب آسيا الصغرى بالقرب من موقع مدينة طروادة، حيث انهزم الفرس وسلّموا مفاتيح مدينة «سارد» عاصمة ذلك الإقليم، إلى الإسكندر، الذي دخلها ظافرًا، واستولى على خزائنها، ثم تابع تقدمه على طول ساحل البحر الأيوني. ضرب الإسكندر الحصار على مدينة هاليكارناسوس الواقعة في إقليم كاريا، لتكون بذلك أوّل مدينة يحاصرها، وقد كان الحصار ناجحًا لدرجة أن قائد المرتزقة في المدينة، المدعو «ممنون الرودسي» وحاكم الإقليم الفارسي «أُراندباد» المقيم بالمدينة، اضطرا إلى الانسحاب منها عن طريق البحر. سلّم الإسكندر حكم كاريا إلى «أدا الكاريّة»، وهي حاكمة سابقة للإقليم، أعلنت ولائها لمقدونيا وتبنّت الإسكندر تبنيًا رسميًا حتى يؤول إليه حكم الإقليم شرعًا بعد وفاتها.

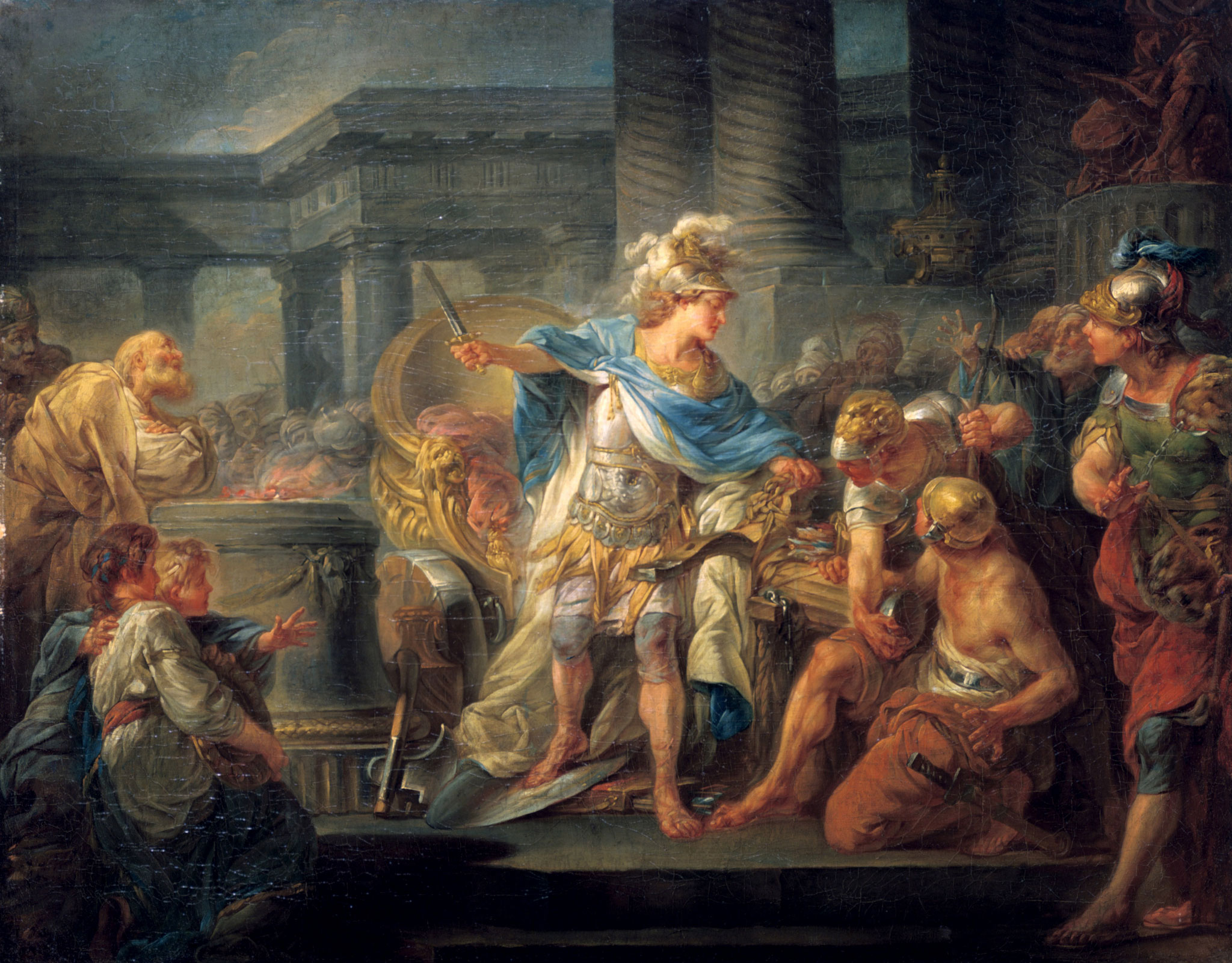
الإسكندر يقطع العقدة الگوردية، بريشة جان سيمون بيرتليمي.

تقدم الإسكندر وجيشه من هاليكارناسوس إلى منطقة ليكيا الجبلية في جنوب الأناضول فسهل پامفيليا، فاتحًا كل المدن الساحلية الواحدة تلو الأخرى حارمًا الفرس من الكثير من الموانئ البحرية الهامّة. سار الإسكندر إلى داخل الأناضول بعد فتح پامفيليا، بما أن باقي الخط الساحلي لم يحو أية موانئ أو قواعد بحرية بارزة، ولمّا وصل مدينة ترمسوس الپيسيديّة، عدل عن اقتحامها بعد أن شبهها بعش عقاب، الطائر المجسد لكبير الآلهة زيوس، حيث خاف أن يؤدي عمله ذلك إلى غضب زيوس عليه وعدم توفيقه في حملته. بعد ترمسوس كانت گورديوم المحطة التالية للإسكندر وجيشه، وفيها قام بحل العقدة الگوردية غير المحلولة قبلاً، التي قيل بأن أحدًا لن يقدر على حلّها سوى ملك آسيا الحق. يفيد المؤرخون بأن الإسكندر قطع العقدة بسيفه قائلاً أنه من غير الضروري معرفة الطريقة الصحيحة لحلها.

### بلاد الشام

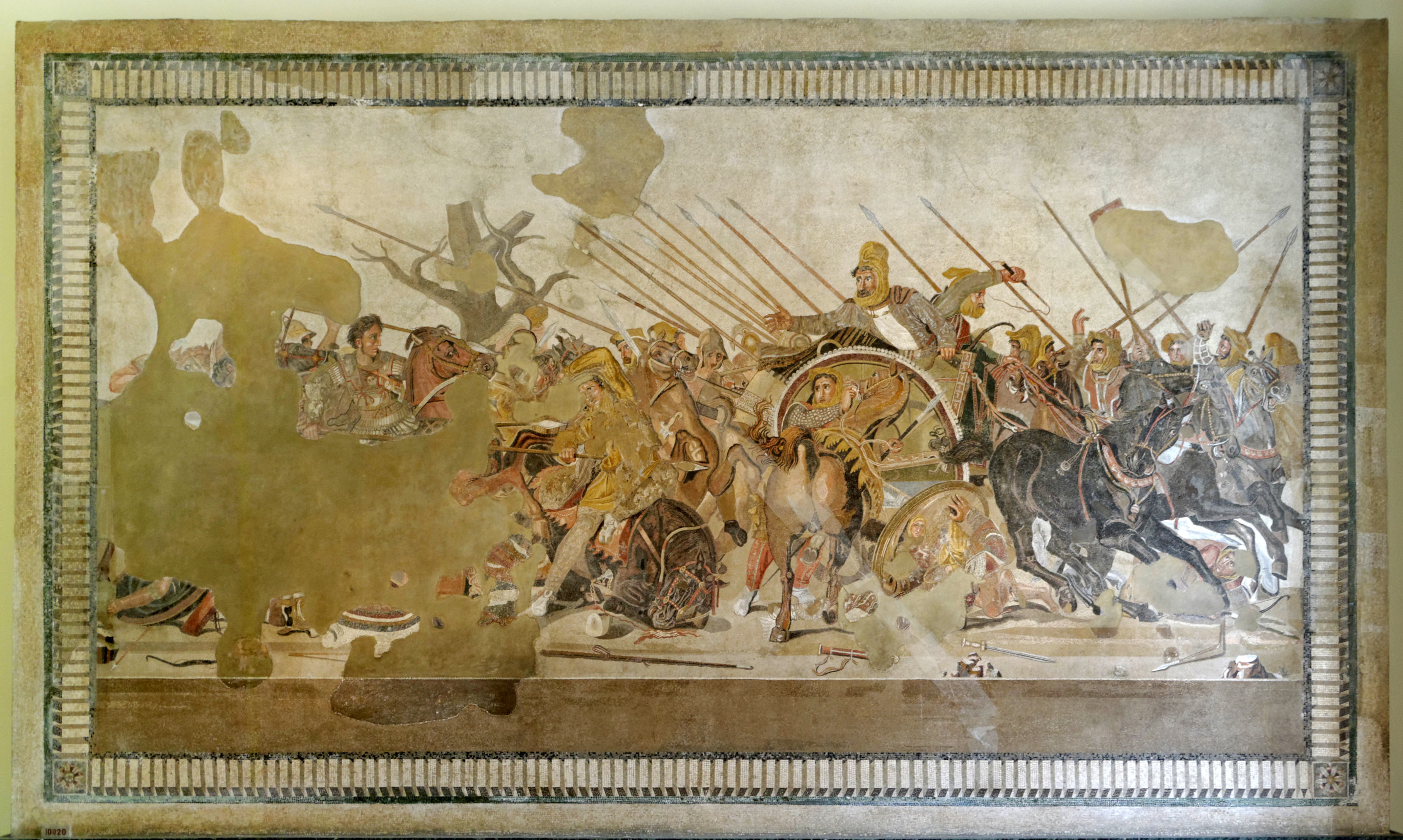
لوحة فسيفسائية من متحف «بيت إله الغابات» في پومپي، يُظهر الإسكندر (على أقصى اليسار) وهو يُقاتل الشاه دارا الثالث (في وسط الصورة) وجيشه.

بعد أن أمضى الإسكندر وجيشه الشتاء بكامله يغزون ويفتحون المدن والقلاع الحصينة في آسيا الصغرى، تابعوا زحفهم جنوبًا وعبروا بوابات قيليقية سنة 333 ق.م، فالتقوا بالفرس ثانية عند إسوس يقودهم الشاه دارا الثالث بنفسه، فاشتبك الجيشان في معركة حامية الوطيس أسفرت عن تحقيق الإسكندر لنصر حاسم، وانكسار الجيش الفارسي وفرار الشاه ناجيًا بحياته، ووقعت في الأسر زوجته وابنتيه وأمه «سيسيگامبيس»، وغنم المقدونيون كنزًا عظيمًا كان قد حمله معه، وكميات هائلة من المؤن والأسلحة. عرض الشاه إبرام معاهدة سلام مع الإسكندر يحتفظ الأخير بموجبها بما فتحه من الأراضي، وأن يطلق سراح عائلته مقابل 10,000 طالن. ردّ الإسكندر على هذا المقترح بأنه هو وحده من لديه الحق بتقسيم أراضي آسيا، بما أنه استحال سيدها، فلا يحق لدارا أو أي كان أن يحدد له ما يحتفظ به وما يتركه.

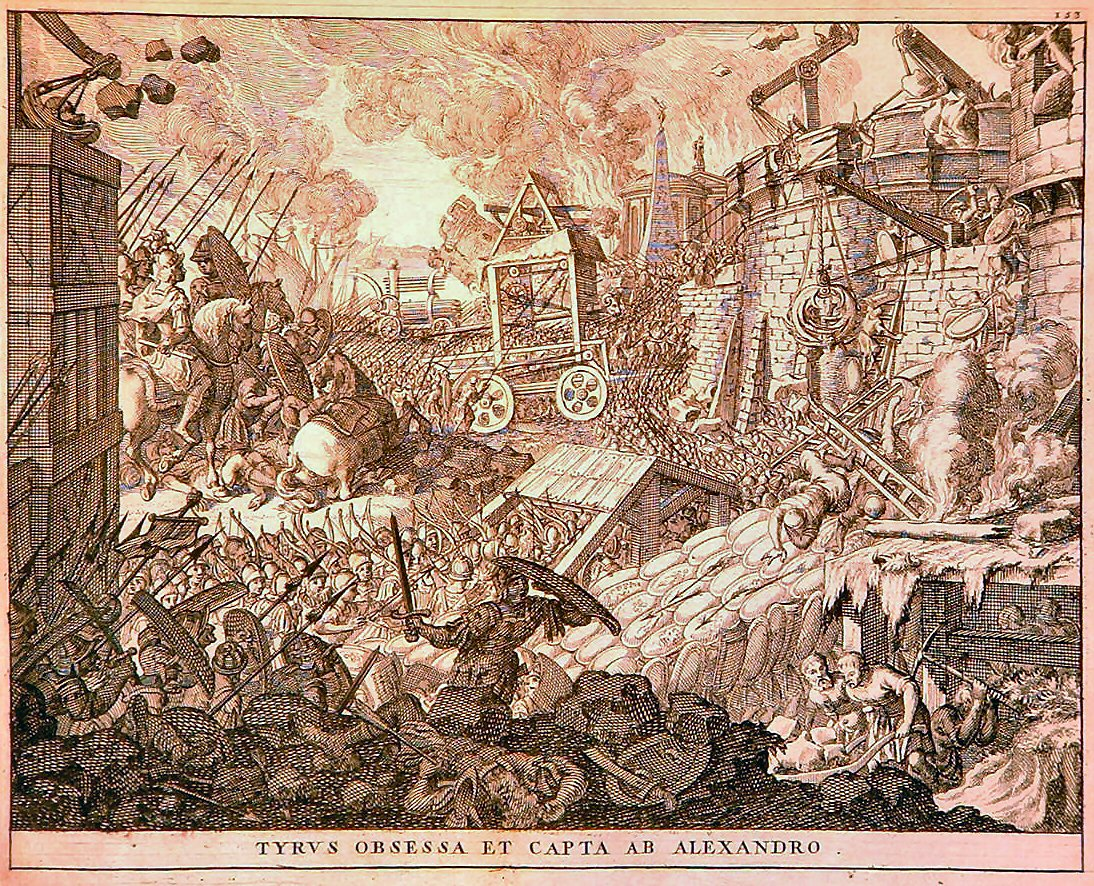
صور المشتعلة خلال حصار الإسكندر لها.

خلّد الإسكندر نصره هذا، الذي فتح له أبواب الشام على مصراعيها، بأن أنشأ مدينة في شمال البلاد على حدود الأناضول، هي «الإسكندرونة». وكان أمام الإسكندر، الآن، أن يختار إحدى خطتين: إما أن يتعقب الفرس إلى بلادهم نفسها، وإما أن يزحف جنوبًا لفتح المدن الفينيقية ومصر قبل أن ينقض على فارس. وقد وقع اختيار الإسكندر على الخطة الثانية لكي يصون خطوط مواصلاته، ولكي يُحبط كل محاولة قد يقوم بها الأسطول الفارسي لتحريك اليونان إلى الثورة عليه. وكانت المدن الفينيقية رازحة تحت نير الاستعمار الفارسي الثقيل، ففتحت أبوابها للإسكندر واستقبلته كمنقذ مخلّص.

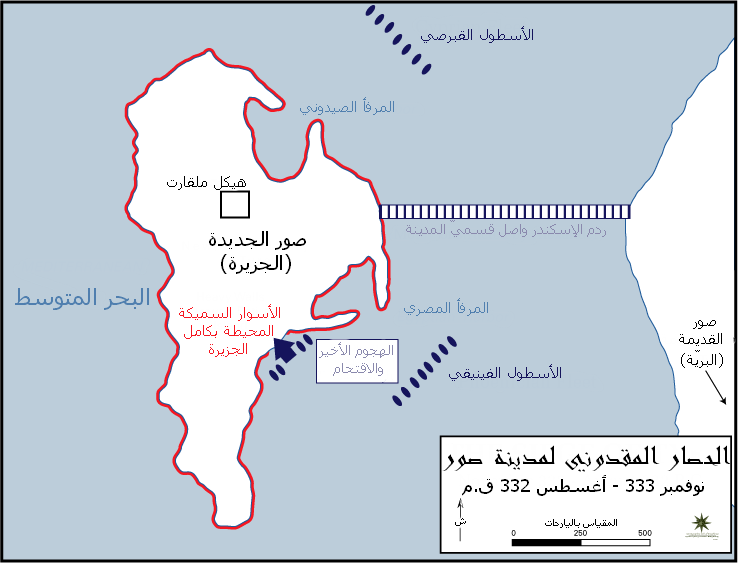
حصار الإسكندر لصور وجسر الردم الذي وصل به القسم القديم البري بالقسم الجديد البحري من المدينة.

ورغب الإسكندر في أن يُقدّم الذبائح لإله صور «ملقارت»، فأبى الصوريّون عليه ذلك، إذ كانوا يعتبرون هذا العمل حقًا من حقوق ملكهم دون غيره. فعدّ الإسكندر رفضهم هذا إهانة شخصية له، وعزم على تأديب المدينة العنيدة. وكانت صور تنقسم آنذاك إلى قسمين: صور البرية وصور الجزيرة. فارتأى الإسكندر أن يفتح المدينة البرية أولاً، ثم يبني سدًا يربطها بالجزيرة فيعبر البحر عليه، ويحاصر الجزيرة فتسقط في يديه. وهكذا استولى في سهولة فائقة على صور البرية، ثم أمر رجاله بهدم مبانيها وإلقاء أنقاضها في البحر، وبقطع الأشجار من الغابات المجاورة لاستخدامها في أعمال الطمر الجبّارة. ولكن الصوريّون قاوموا الفاتح ببسالة عجيبة، حتى كاد اليأس يتسرب إلى فؤاده. وأخيرًا استطاع الإسكندر أن يجمع قوة بحرية هائلة حاصر بها الجزيرة فسقطت في يده، في شهر يوليو سنة 332 ق.م، بعد حصار دام سبعة أشهر. وانتقم الإسكندر من صور، فقتل ستة آلاف من أهلها، وصلب ألفين، وسبى ثلاثين ألفًا. ثم دخل هيكل ملقارت وقدّم الذبائح إلى إله صور، وأقام حفلة ألعاب ابتهاجًا بنصره.
بعد تدمير صور، خضعت معظم المدن والبلدات الشامية للإسكندر دون قتال، أثناء مروره بها متجهًا إلى مصر، إلا غزة، فقد رفض حاكم المدينة الفارسي فتح أبوابها للقائد المقدوني، وأعلن عزمه مقاومته. وكانت غزة من أكثر مدن الشام تحصينًا، وكان موقعها على تلة يفرض على أي جيش ضرب الحصار عليها كي يتمكن من فتحها. حاول المقدونيون اقتحام المدينة ثلاث مرات متتالية، فلم ينجحوا، وفي المرة الرابعة وفقوا بعد أن استخدموا أدوات حصار أحضروها خصيصًا من صور، غير أن الإسكندر دفع ثمن الحصار غاليًا، فقد أصيب بجرح خطير في كتفه. وكما فعل في صور، انتقم الإسكندر من أهل المدينة شر انتقام، فطال سيفه رقاب كل الرجال القادرين على حمل السلاح، وبيعت النساء والأولاد عبيدًا، كما جعل الحاكم عبرة لمن لا يعتبر، فربط قائمتيه بعربة ثم جرّه تحت أسوار المدينة، واستمر يجرّه حتى مات متأثرًا بجراحه.

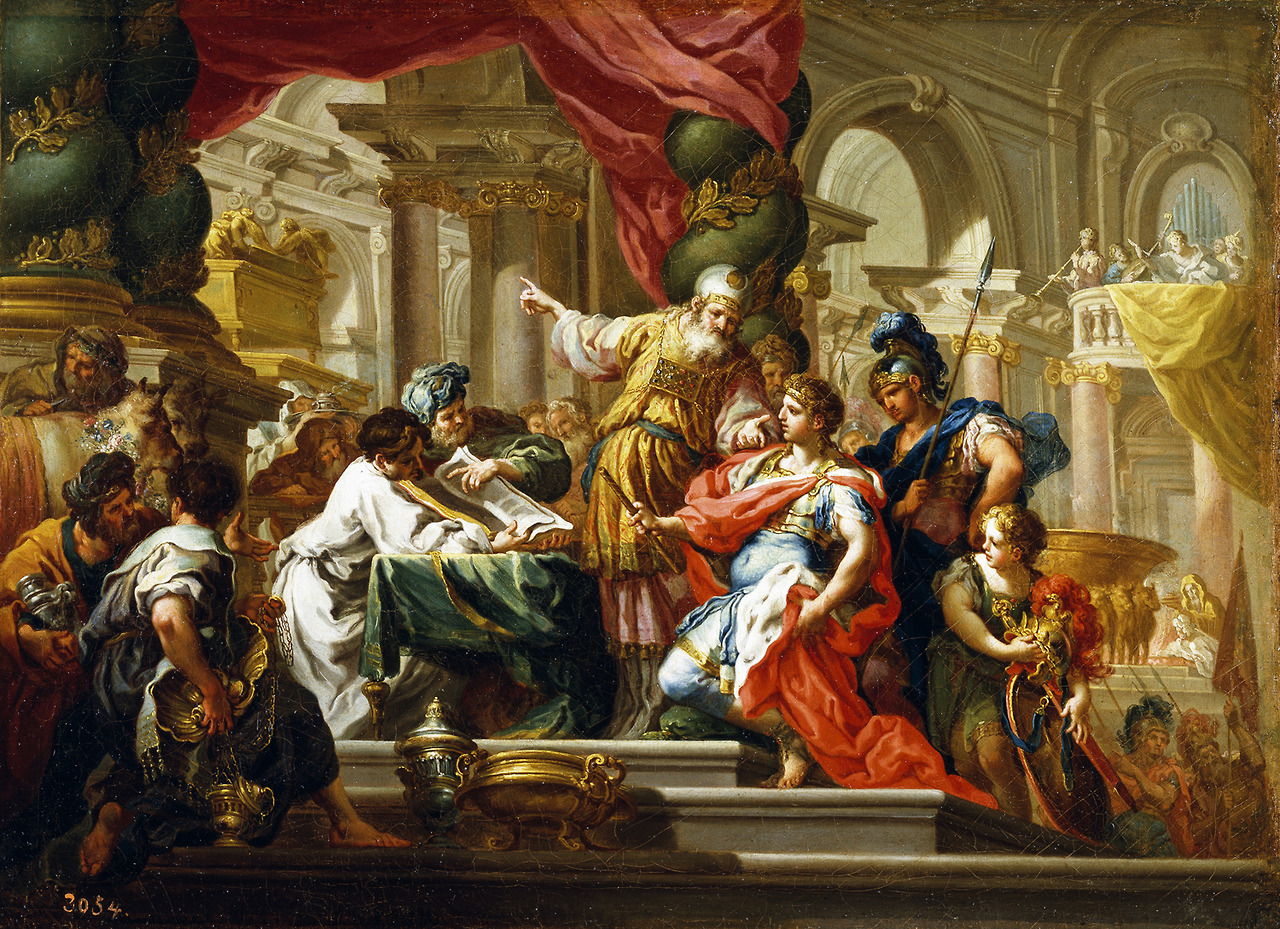
الإسكندر يزور هيكل حيرود في القدس.

كانت مدينة القدس قد فتحت أبوابها سلمًا للإسكندر، فدخلها دون مقاومة، ويذكر المؤرخ اليهودي الروماني، المدعو يوسف بن ماتيتياهو، والشهير باسم يوسيفوس فلاڤيوس، أن الأحبار عرضوا على الإسكندر الإصحاح الثامن من سفر دانيال، الذي يتحدث عن ما أخبره النبي دانيال من أن ملكًا إغريقيًا عظيمًا سوف يغزو أراضي الامبراطورية الفارسية وأن شاه فارس صاحب القرنين عظيم الشأن لن يقوى على الوقوف في دربه: وَبَيْنَمَا كُنْتُ مُتَأَمِّلاً إِذَا بتَيْسٍ مِنَ الْمَعْزِ جَاءَ مِنَ الْمَغْرِبِ عَلَى وَجْهِ كُلِّ الأَرْضِ وَلَمْ يَمَسَّ الأَرْضَ، وَلِلتَّيْسِ قَرْنٌ مُعْتَبَرٌ بَيْنَ عَيْنَيْهِ. وَجَاءَ إِلَى الْكَبْشِ صَاحِبِ الْقَرْنَيْنِ الَّذِي رَأَيْتُهُ وَاقِفًا عِنْدَ النَّهْرِ وَرَكَضَ إِلَيْهِ بِشِدَّةِ قُوَّتِهِ. وَرَأَيْتُهُ قَدْ وَصَلَ إِلَى جَانِبِ الْكَبْشِ، فَاسْتَشَاطَ عَلَيْهِ وَضَرَبَ الْكَبْشَ وَكَسَرَ قَرْنَيْهِ، فَلَمْ تَكُنْ لِلْكَبْشِ قُوَّةٌ عَلَى الْوُقُوفِ أَمَامَهُ، وَطَرَحَهُ عَلَى الأَرْضِ وَدَاسَهُ، وَلَمْ يَكُنْ لِلْكَبْشِ مُنْقِذٌ مِنْ يَدِهِ.دانيال 8] ويظهر بأن الإسكندر طرب عند سماعه نبوءة تتعلق به، فأكرم المقدسيين، ومكث فترة في المدينة زار خلالها هيكل حيرود، ثم غادر وتابع طريقه جنوبًا.

### مصر

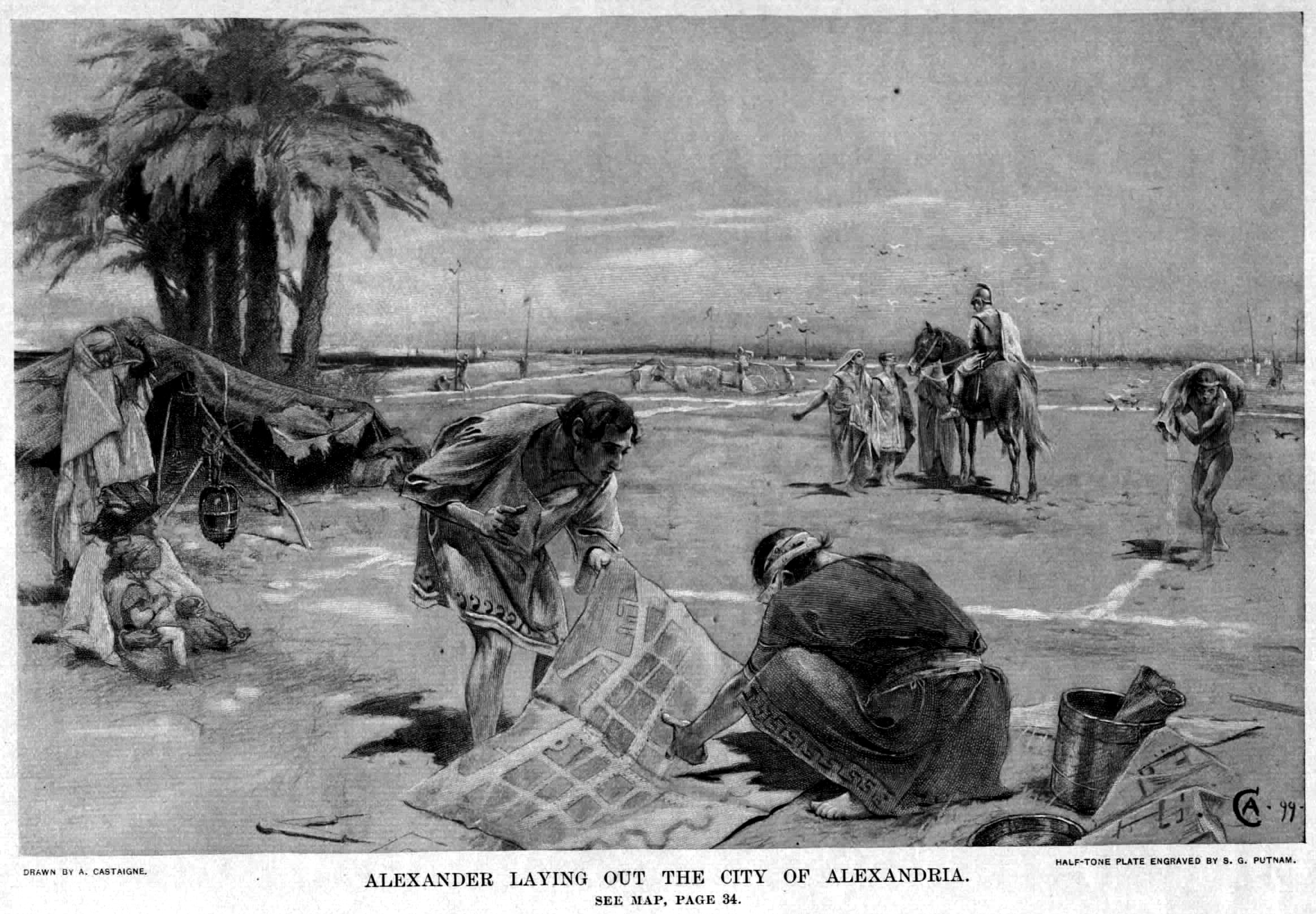
الإسكندر يُشرف على رسم حدود ووضع أساسات مدينة الإسكندرية.

وصل الإسكندر إلى الفرما، بوابة مصر الشرقية، في خريف عام 332 ق.م، ولم يجد أي مقاومة من المصريين ولا من الحامية الفارسية عند الحدود ففتحها بسهولة، ثم عبر النيل ووصل إلى العاصمة منف، فاستقبله أهلها كمحرر منتصر، ثم أقام مهرجانًا ثقافيًا ترفيهيًا على النمط الإغريقي احتفالاً بهذا الفوز العظيم. بعد ذلك سار بقواته بحذاء الفرع الكانوبي للنيل، متجهًا إلى ساحل البحر المتوسط، وحط رحاله بالقرب من بحيرة مريوط، وراعه أهمية المكان المحصور بين البحيرة والبحر المتوسط، خاصة إن المكان قريب من نهر النيل الذي يمده بالمياه العذبة. لقد وجد في المكان جزيرة صغيرة قريبة من الشاطيء تُسمى «فاروس»، ومن ثم كلف أحد معاونيه ويدعى «ديموقراطيس» لكي يشرف على بناء مدينة في هذا ووصل الشاطيء بالجزيرة بطريق من الحجارة والرمل ، على أن تحمل المدينة الجديدة اسم القائد المقدوني، ألا وهي الإسكندرية؛ التي قُدّر لها أن تصبح عاصمة مصر لاحقًا خلال عهد البطالمة خلفاء الإسكندر.

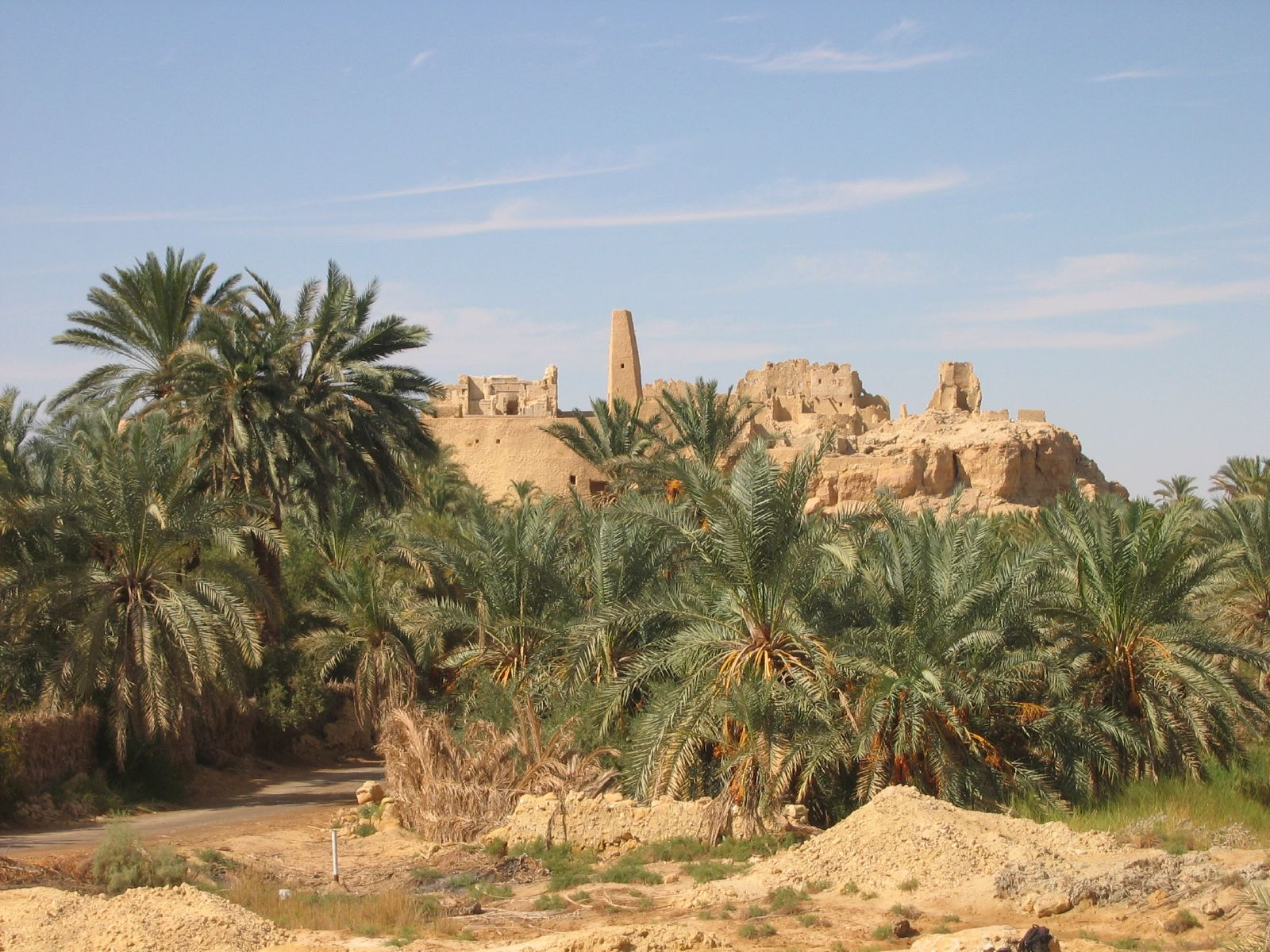
بقايا معبد آمون في واحة سيوة، حيث تُوج الإسكندر فرعونًا على مصر وسُمي ابنًا لكبير آلهتها، آمون.

ويروي المؤرخون أن الإسكندر الأكبر عند اختياره للإسكندرية كي تكون عاصمة لإمبراطوريته، استهدى في ذلك بتوجيه معلمه الروحي هوميروس صاحب ملحمتي الإلياذة والأوديسة، والذي ظهر للإسكندر في الحلم، وأنشده أبياته المشهورة من ملحمة الأوديسة عندما التجأ بطل الملحمة ورفاقه إلى جزيرة فاروس، واستجابة لهذا الحلم غادر الإسكندر مخدعه في الحال، وذهب إلى فاروس التي كانت آنذاك لا تزال جزيرة صغيرة تقع إلى الجنوب الغربي بالنسب للمصب الكانوبي.
بينما شرع المهندسون في التصميم، قرر الإسكندر القيام برحلة روحية لمعبد الإله آمون، المقابل لزيوس عند الإغريق، في واحة سيوة بالصحراء الغربية لمصر. وكان معبد أمون بواحة سيوة مشهورًا كأحد معابد التنبؤ والوساطة الروحية الهامة في منطقة البحر الأبيض المتوسط في ذلك الحين. ولمّا وصل الاسكندر الأكبر المعبد ودخله، قوبل بالترحاب من قبل كهنة آمون المنتظرين، الذين نصبوه فرعونًا على مصر وأعلنوه ابنًا لآمون كبير الآلهة المصرية، وألبسوه تاجه وشكله كرأس كبش ذو قرنين، فلقب بذلك «الإسكندر ذو القرنين». ومنذ ذلك الحين، أخذ الإسكندر يزعم بأن زيوس-آمون هو والده الحقيقي، وظهر نقش رأسه لاحقًا على العملات المسكوكة مزينًا بقرون كبش، وهي علامة الخلود. بعد ذلك رجع الإسكندر إلى منف، وقبل مغادرته مصر حرص على أن ينظم البلاد تنظيمًا دقيقًا. فقد حرص على الإبقاء على النظم المصرية القديمة، وتنويع الحكم بين المصريين والإغريق الذين وضع بين أيديهم السلطة العسكرية والمالية، وأبقى للمصريين السلطة الإدارية، ووزع السلطات بالتساوي، ولم يعين حاكمًا عامًا مقدونيًا، وبذلك ضمن رضى المصريين وعدم قيام الثورات الوطنية. أصبحت مصر بهذا ولاية إغريقية، وأبقى الإسكندر على منف عاصمةً لها، كما حرص على فتح أبواب مصر للمهاجرين الإغريق خاصة المقدونيين، لأن مصر كما تخيلها القائد المقدوني كانت ولاية مقدونية إغريقية حكمًا وفكرًا وثقافة، وكان ذلك نقطة تحول في تاريخ مصر، إذ دخلت طورًا جديدًا من أطوار حضارتها المتنوعة. قبل أن يغادر الإسكندر مصر، استعرض قواته للوداع وأقام للشعب المصري والإغريقي مهرجانًا رياضيًا وثقافيًا كرمز للتعاون بين الحضارتين العريقتين، كما أوصى موظفيه بالقيام ببعض الإصلاحات للمعابد وتجديد معبد الكرنك، ثم شدّ الرحال واتجه بجيشه شرقًا مجددًا.

### بلاد الرافدين

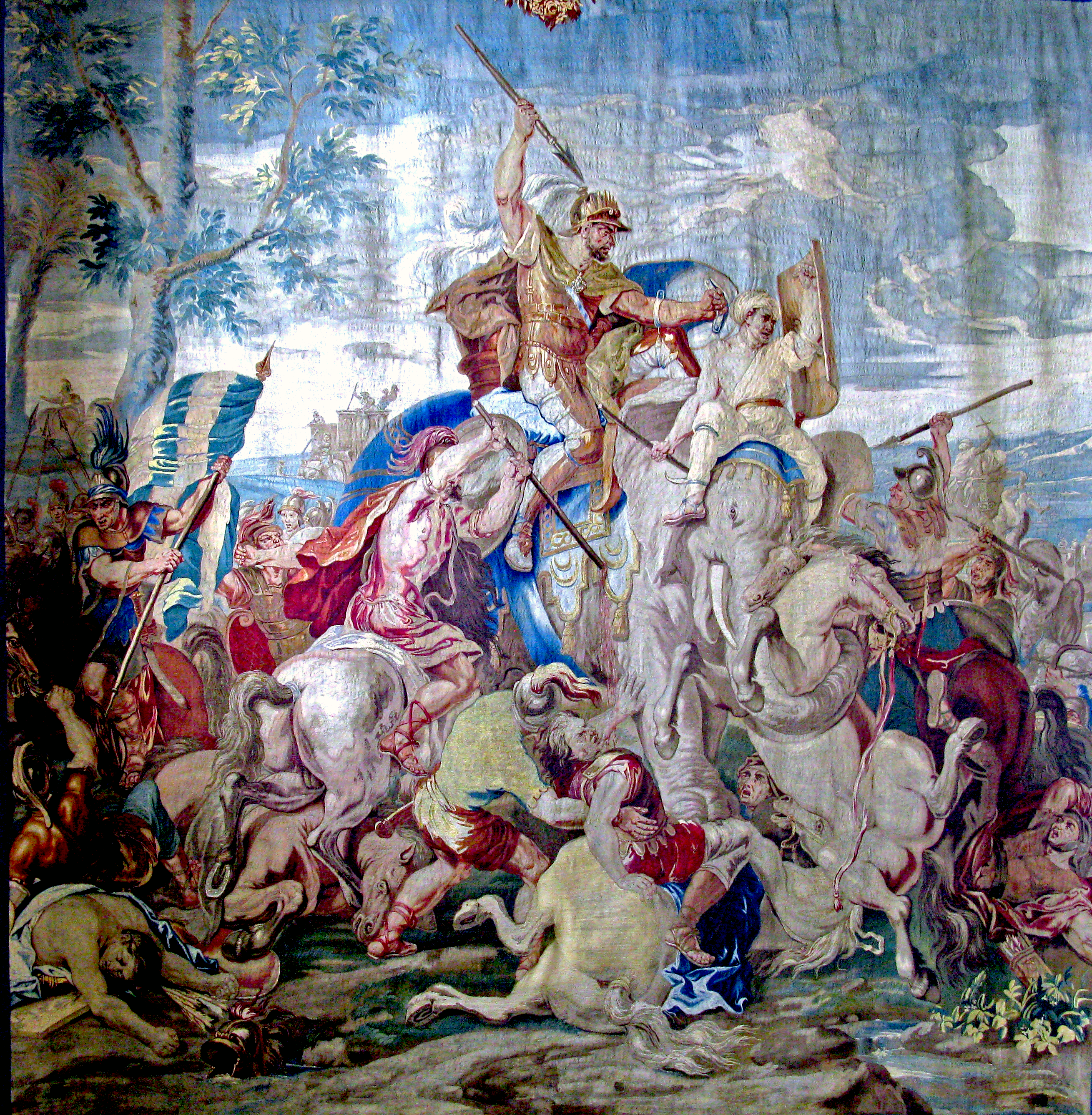
رسم فلمنكي على نسيج، يُظهر معركة گوگميلا.

سار الإسكندر بجيشه متجهًا إلى عقر دار الفرس معتزمًا القضاء على قوتهم العسكرية، فوصل بلاد ما بين النهرين، حيث كان الشاه دارا الثالث قد حشد جيشًا جرّارًا وصل تعداد أفراده بحسب المصادر القديمة إلى ما بين 200,000 و250,000 جندي، بينما تنص المصادر المعاصرة أن العدد ربما كان يتراوح بين 50,000 و100,000 جندي، بينما وصل عدد أفراد الجيش المقدوني إلى 47,000 جندي فقط. اختار الشاه موقع المعركة الفاصلة بعناية مدروسة، فجعله سهلاً مكشوفًا مسطحًا بحيث يتمكن من إفراز كامل قواته المتفوقة عدديًا، حتى لا يحصل له ما حصل في إسوس قبل سنتين، عندما لم تمكنه طبيعة المنطقة من استخدام جيشه كاملاً، فاستفاد الإسكندر من ذلك وقهره، أما الآن فأراد إلقاء كامل ثقله العسكري في وجه المقدونيين، بحيث يضمن النصر.

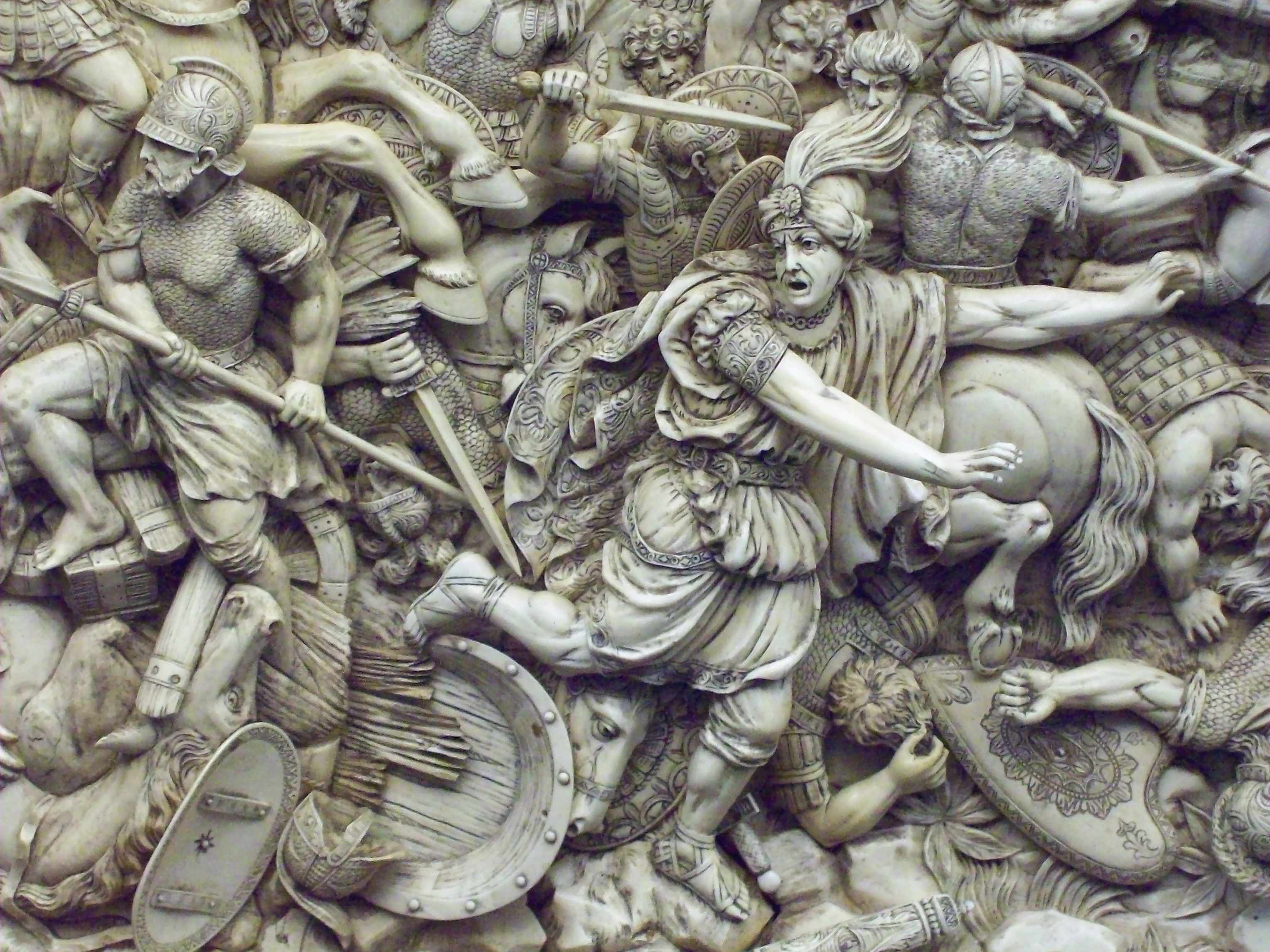
منحوتة عاجيّة من القرن الثامن عشر تُظهر الشاه دارا الثالث وهو يفرّ من ساحة المعركة ناجيًا بحياته.

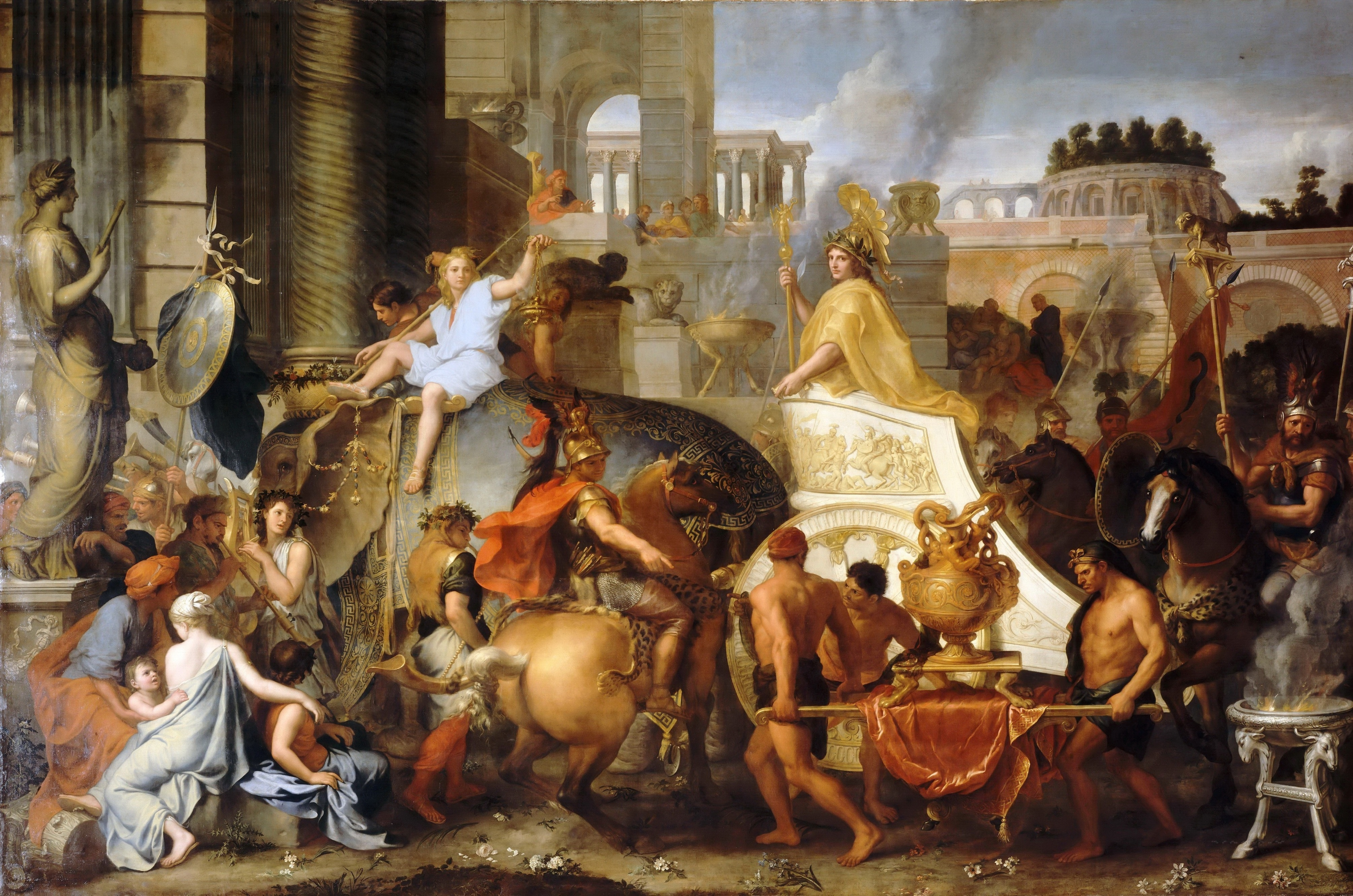
الإسكندر يدخل بابل على عربة الشاه دارا الثالث، بريشة شارل لوبران متحف اللوفر.

اقترح قادة جيش الإسكندر مباغتة الفرس عشيّة المعركة ومهاجمتهم تحت جنح الظلام وأخذهم على حين غرّة، ذلك أن مواجهة هذا الجيش العرمرم وجهًا لوجه لهو أمرٌ في غاية العسر إن لم يكن مستحيلاً. لكن الإسكندر رفض هذه الفكرة، قائلاً أنه لن يسرق هذا النصر، بل سيظفر به عن جدارة، فكيف عساه يكون ملك آسيا الحق إن لم يكسبها بحق. وفي جميع الأحوال فإن هكذا هجوم كان سيُقدّر له الفشل على الأرجح، إذ أن دارا استبق الأمور وتوقعه، فأمر رجاله بالبقاء متيقظين طوال الليل ووضعهم على أهبة الاستعداد لرد أي هجوم محتمل. وفي صبيحة اليوم التالي اتجه الجيش المقدوني إلى ساحة المعركة ليجدوا الفرس مصطفين وبانتظارهم، وقد ظهر بين صفوفهم الكثير من العجلات الحربية وخمسة عشرة فيلاً حربيًا أحضرت خصيصًا من الهند. أظهر الإسكندر نبوغه العسكري عند بداية المعركة، فقام بالعدو على موازاة الجناح الأيمن للجيش الفارسي، يرافقه ثلّة من أفضل فرسانه، فتبعه قسم من الجيش، حتى إذا ظهرت فجوة بين صفوفهم، دخلها الإسكندر بسرعة فائقة ووصل إلى حيث تخفق راية الشاه، الذي راعه رؤية المقدونيين وقد اخترقوا صفوف جيشه، ففر هاربًا مع بعض قادته، تاركًا جيشه يتضعضع تحت وطأة ضربات الإسكندر وجيشه. لاحق الإسكندر فلول الجيش الفارسي رغبة منه بالقبض على الشاه، فتتبعه حتى أربلاء شمالاً، لكنه لم يتمكن من الإمساك به، بسبب عبوره جبال زاغروس ولجوئه إلى همدان. بعد ذلك دخل الإسكندر بابل، عاصمة الفرس، مكللاً بالظفر، واستقبله أهلها بالترحاب، وأعطى الأمان للناس ومنع جنوده من دخول البيوت دون إذن أصحابها أو أن يسلبوا شيئًا.

### بلاد فارس
بعد فتحه بابل، انطلق الإسكندر باتجاه مدينة سوسة، إحدى العواصم الأخمينية المهمة، فدخلها واستولى على خزائنها. ثم سار مع القسم الأعظم من جيشه إلى پرسپولیس، العاصمة الدينية للفرس، عبر الطريق الملكي، ويُقال أنه انتقى الجنود شخصيًا، كلٌ باسمه، للقيام بهذه المهمة، ولمّا وصل المقدونيون إلى معبر «بوابات فارس» وجدوا جيشًا صغيرًا بانتظارهم يقوده حاكم الإقليم المدعو «آریوبرزن»، فهزموه في مَعْرَكة البَوّابة الفَارِسِيَّة وشَتتوا جَمعَهم، ثم أسرعوا إلى المدينة قبل أن تقوم حاميتها بالسطو على خزينتها والفرار. سمح الإسكندر لرجاله أن ينهبوا پرسپوليس طيلة أيّام عدّة بعد أن دخلها، ومكث فيها خمسة أشهر. وخلال فترة إقامته، شبّ حريق هائل في قصر خشايارشا الشرقي، وانتشر إلى باقي أنحاء المدينة، ويُحتمل أن يكون هذا الحادث سبّبه شخص مخمور لم يعِ ما يفعل، أو أن أحدهم أشعل النار عمدًا بقصد إحراق معلم فارسي مهم، ردًا على حرق الفرس لأكروپوليس أثينا خلال الحرب الفارسية الثانية.

### سقوط الإمبراطورية الفارسية والفتوحات الشرقية

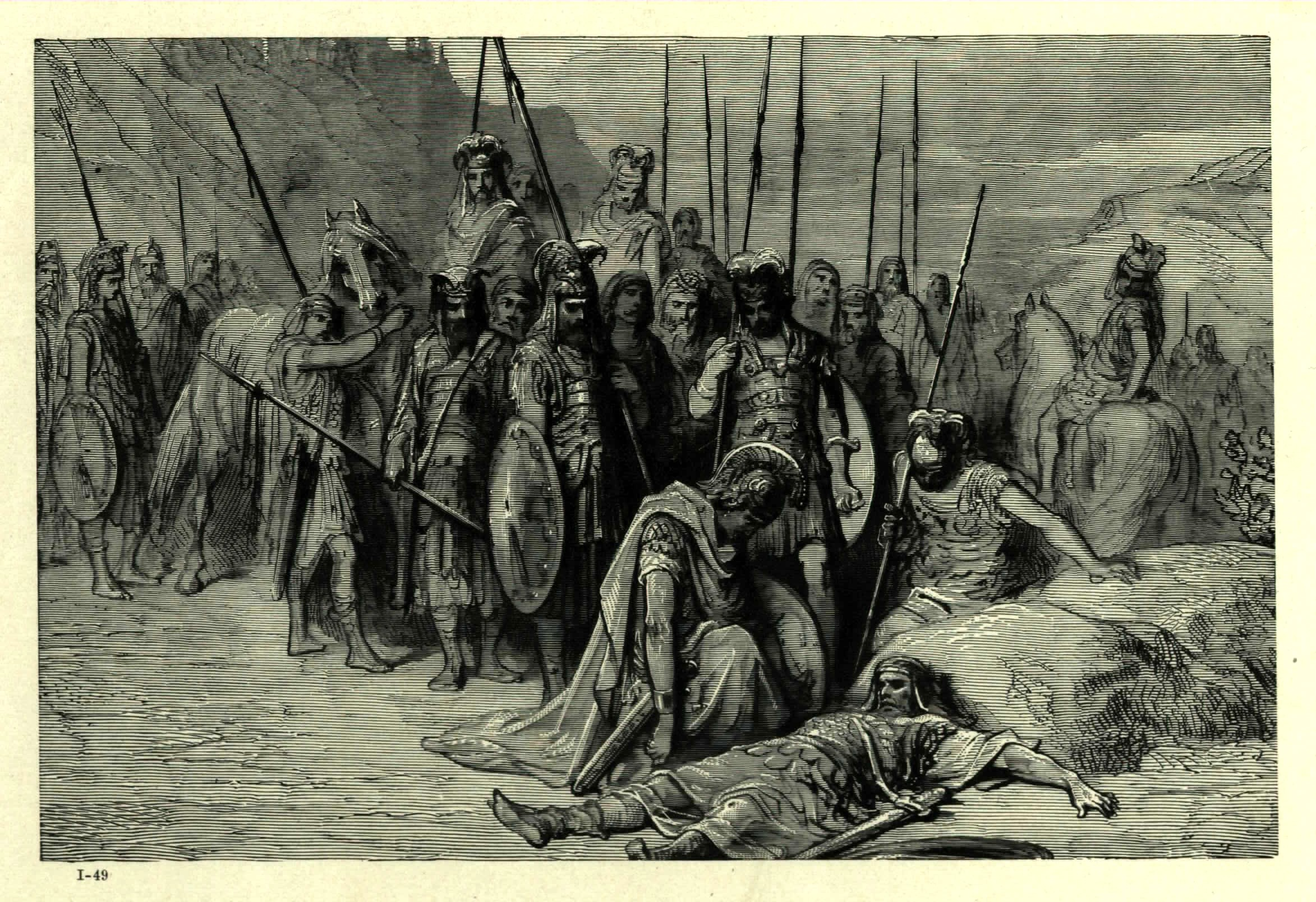
الإسكندر يتفقد جثة دارا.

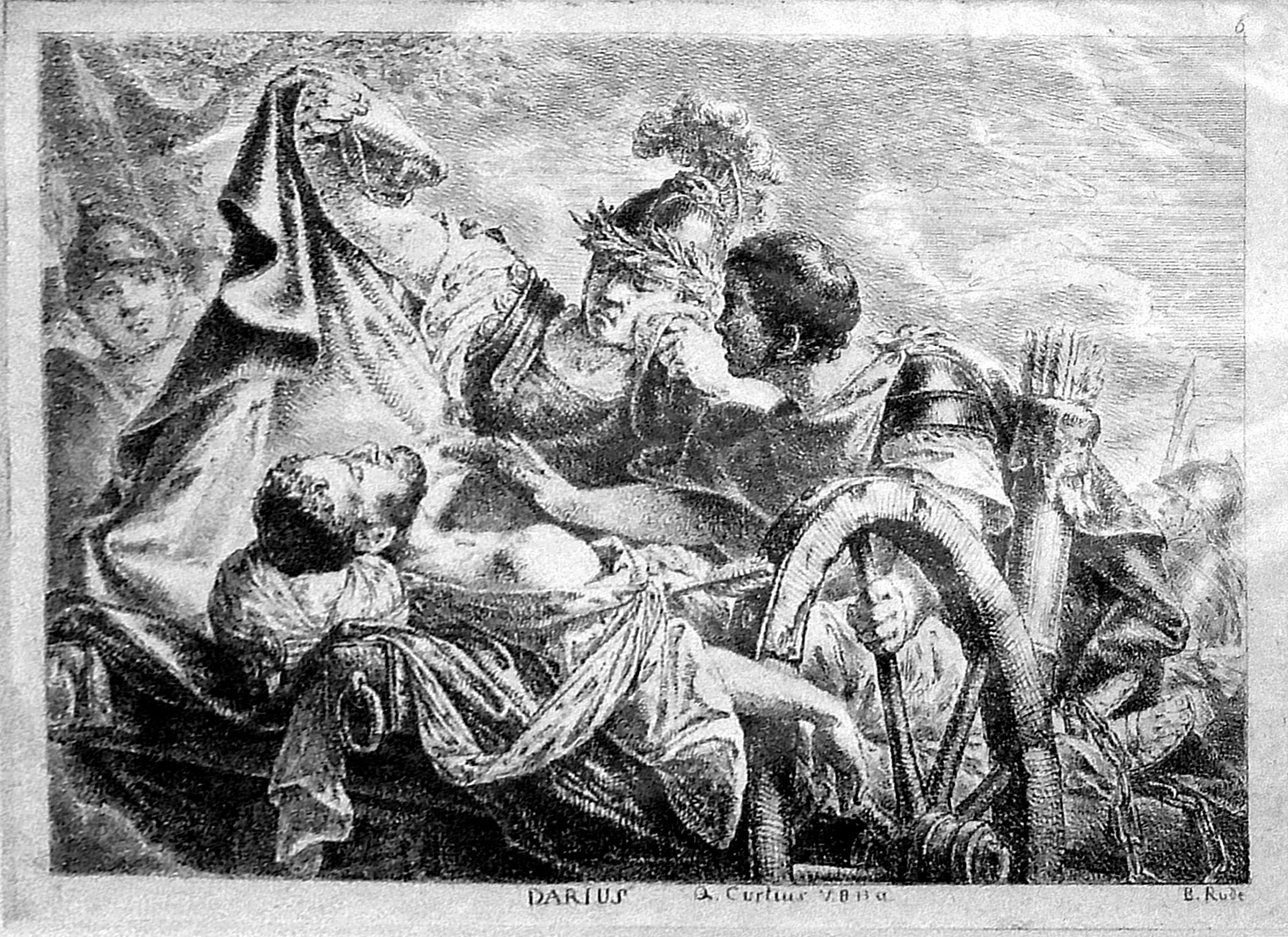
الإسكندر يُغطي جثة دارا بعبائته.

تابع الإسكندر مطاردة الشاه دارا الثالث بكل ما أوتي من عزم، فلاحقه حتى ميدية أولاً، ثم تبعه إلى فرثيا، وكان دارا في حالة لا يُحسد عليها، فبعد أن خسر كل معاركه مع الإسكندر، وفقد أغلب الأراضي لصالحه، خسر احترام وثقة ضبّاطه القلائل الذين رافقوه، ومن بينهم «أردشير» المعروف باسم بسوس، حاكم باختريا وقريبه، فقد عصاه هذا الأخير، ولم يكتف بذلك، بل قام بتكبيله وحمله معه أسيرًا إلى آسيا الوسطى. وعندما عرف باقتراب الإسكندر وجيشه، أمر رجاله بطعن دارا طعنةً قاتلة، ثم أعلن نفسه خليفة له، تحت اسم «أردشير الخامس»، وتابع طريقه متجهًا إلى آسيا الوسطى ليُحضر سلسلة حملات عسكرية ضد القائد المقدوني. عثرت مقدمة الجيش المقدوني على دارا مرميًا في عربته في حالة النزاع، ولمّا وصل الإسكندر كان دارا قد أسلم الروح، ويظهر أن الإسكندر قد أحزنه رؤية خصمه القديم على هذه الحال، هو الذي كان ملكًا عظيمًا في يوم من الأيام، انتهى أمره على هذا الشكل؛ فغطاه بعبائته، ونقل جثمانه إلى پرسپوليس حيث دفنه إلى جانب أسلافه من الملوك، بعد أن أقام له جنازة مهيبة. بعض الروايات، ومنها رواية الإسكندر نفسه، تشير إلى أنه حينما وصل، كان دارا ما زال حيًا، وسمّى الإسكندر خليفة له على عرش فارس. يعتبر المؤرخون أن نهاية الإمبراطورية الأخمينية حلّت بوفاة دارا الثالث.

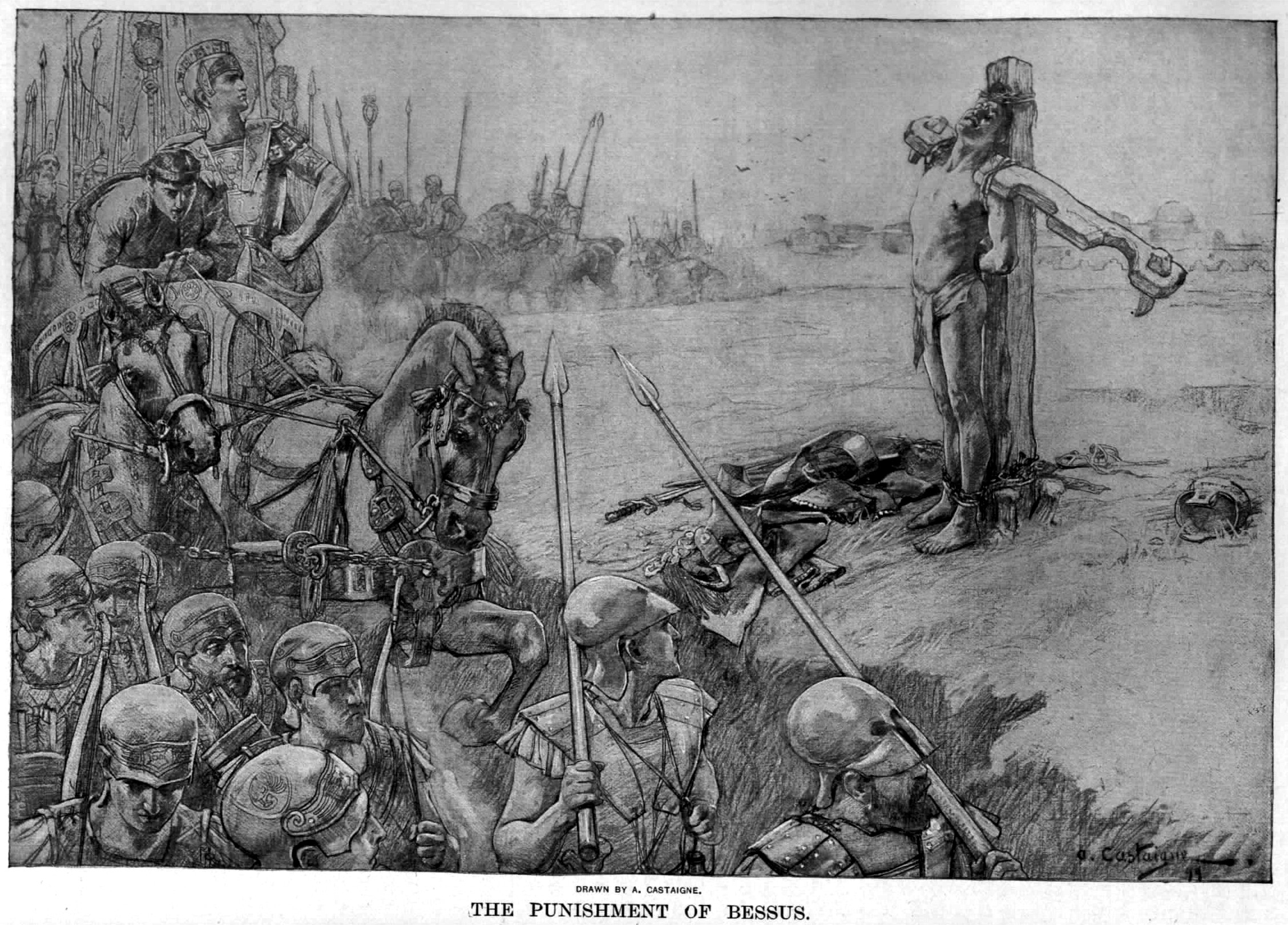
الإسكندر يشهد عذاب بسوس.

اعتبر الإسكندر بسوس غاصبًا معتديًا، وانطلق في أثره. تحوّلت الحملة الهادفة إلى اعتقال بسوس إلى جولة واسعة النطاق في آسيا الوسطى، فقد فتح الإسكندر المدينة تلو المدينة والبلدة تلو البلدة، وأسس عدّة مدن أسماها كلها «الإسكندرية»، وما زال بعضها قائمًا إلى الوقت الحالي، إلا أن اسمها تغيّر، ومنها: قندهار في أفغانستان، والإسكندرية القصوى في طاجيكستان. ضمّ الإسكندر عدّة أقاليم إلى إمبراطوريته خلال هذه الجولة، مثل: ميدية، وپارت، وآريانة (أفغانستان الغربية)، وزرنكا، والرخج (أفغانستان الوسطى والجنوبية)، وباختريا (شمال أفغانستان ووسطها)، وسيثيا.
تمكن الإسكندر من بسوس بعد أن خانه حاكم صغديا، المدعو «سپنتامنش»، وسلّمه إلى بطليموس في سنة 329 ق.م، فحمله الأخير إلى الإسكندر، الذي أمر بإعدامه فورًا، فجُذع أنفه وقُطعت أذناه، وتنص بعض المصادر أنه صُلب في ذات الموقع حيث قتل دارا، وتنص أخرى أنه عُذب وقُطع رأسه في همدان، ويقول پلوتارخ أن جسده قُطّع إربًا في باختريا. خلال فترة قصيرة من هذه الحادثة، أعلن سپنتامنش العصيان على الإسكندر وشجع أبناء صغديا على الثورة، مستغلاً غياب الجيش المقدوني ليرد غارة قام بها البدو السيثيون على ضفاف نهر سيحون. تمكن الإسكندر من إلحاق الهزيمة بالسيثيين، ثمّ حوّل أنظاره ناحية صغديا، فالتقى بجيش سپنتامنش وهزمه هزيمة منكرة وأجبره على الفرار، ثم ما لبث جنوده أن قتلوه بأيديهم، وأرسلوا إلى الإسكندر يطلبون الصفح والسلام ويعلنون ولاءهم له.

### المشاكل والمؤامرات المُحاكة

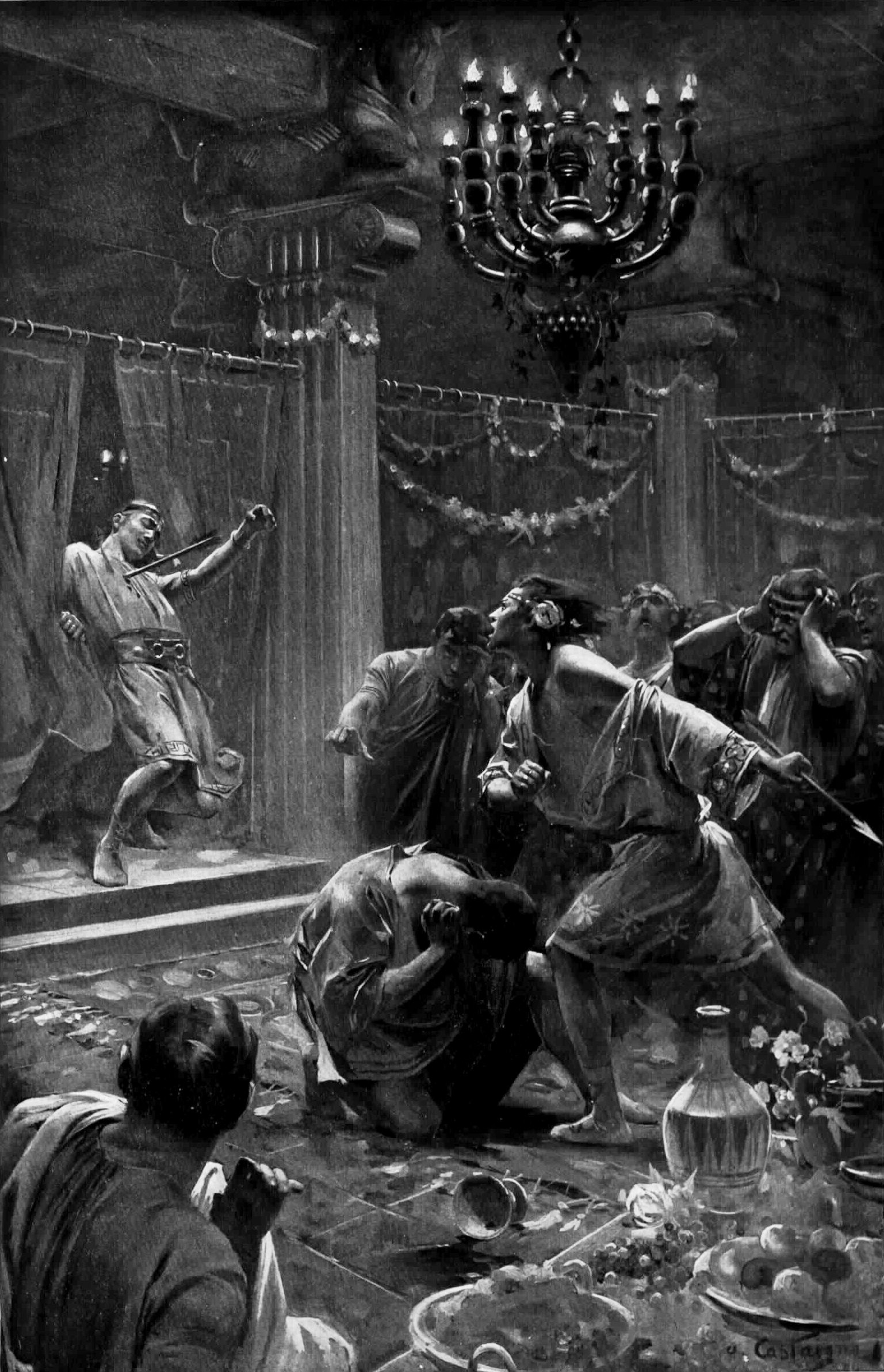
الإسكندر يرمي كليتوس برمح ويرديه قتيلاً أثناء الشجار الذي وقع بينهما في سمرقند.

بعد وفاة دارا، والقضاء على كل المنافسين على عرش فارس، اتخذ الإسكندر لنفسه لقب «شاهنشاه»، بمعنى «ملك الملوك»، واقتبس الكثير من العادات والتقاليد الفارسية، سواء تلك المتعلقة بالملبس أو المأكل أو التشريفات، وأمر بتطبيقها في بلاطه، ولعلّ أبرزها كان تقبيل يديّ من هو أعلى مقامًا والسجود له، وهي عادة كان الفرس يتبعونها مع الشاه خاصةً، وبما أنه أصبح حاملاً لهذا اللقب، فقد أمر رجاله باتباع هذه العادة معه. اعتبر الإغريق أن هذه التحية لا تجوز إلا للآلهة، وإن الإسكندر عظّم نفسه لدرجة العبادة عندما طلب تطبيقها، فرفضها العديدون، ونبذوا قائدهم وقاطعوه، مما اضطره إلى التخلي عنها في نهاية المطاف. اكتشف الإسكندر مخططًا لاغتياله وضعه أحد قادته، وهو فيلوطس بن پارمنیون، فلم يتردد في إعدامه، وذلك بسبب وصول عدّة تقارير عنه في السابق تتحدث عن عزمه قتل الإسكندر، فكان اكتشاف المخطط الأخير بمثابة القشة التي قصمت ظهر البعير. حوكم فيلوطس من قبل لجنة مؤلفة من كبار الضبّاط، ثم عُذّب حتى يكشف أسماء المساعدين له، ثم رُجم حتى الموت، وبعض المصادر تنص أنه طُعن بالرماح. أدّى إعدام فيلوطس إلى ضرورة إعدام والده پارمنیون، الذي وكّله الإسكندر أمر همدان، كي لا تثور ثائرته ويعمل على الانتقام، فأرسل له من قتله بسرعة. من أبرز الأحداث التي وقعت خلال هذه الفترة، وأرّقت عين الإسكندر، كان قتله الرجل الذي أنقذ حياته خلال معركة نهر گرانیکوس في آسيا الصغرى، ألا وهو كليتوس الأسود، وذلك أبّان شجار وقع بينهما في سمرقند، عندما كان كلاً منهما مخمورًا، ويُنقل أنه عندما استفاق الإسكندر من سكرته، هاله ما اقترفت يداه وشعر بالندم الشديد. في وقت لاحق، وخلال تنقله وفتحه مدنًا جديدة في آسيا الوسطى، اكتشف الإسكندر مخططًا جديدًا لاغتياله، وضعه هذه المرة غلمانه، كما تبيّن أن مؤرخه الخاص، المدعو «كاليستنس الأولينثوسي»، له ضلع في المؤامرة، غير أن المؤرخين المعاصرين لمّ يجمعوا على صحة هذا الأمر بعد. ومن الجدير بالذكر أن كاليستنس هذا كان قد فقد حظوته لدى الإسكندر، عندما أصبح رأس المعارضة الهادفة إلى منع تطبيق عادة تقبيل الأيدي والسجود للملك.

### مقدونيا أثناء غياب الإسكندر
كان الإسكندر قد وكّل أنتيپاتر، وهو أحد قادته الخبيرين ومن السياسيين المحنكين، أمر مقدونيا، قبل أن يُغادر إلى آسيا. استمرت جميع مدن اليونان هادئة طيلة فترة غياب الإسكندر، ولم تتحرك فيها أي ثورة، خوفًا من أن يُصيبها ما أصاب طيبة من الخراب والدمار. وحدها إسپرطة شكّلت استثناءً، فقد دعا ملكها أجيس الثالث، سنة 331 ق.م، دعا رجاله وأبناء مدينته إلى الانتفاض على مقدونيا والتحرر من استعمارها، فكانت عاقبة ثورته أن هزمه أنتيپاتر وقتله خلال معركة في ميگالوپولي خلال السنة التالية. أرسل الأخير إلى الإسكندر في آسيا يُخبره عن ثورة الإسپرطيين وعمّا إذا كان يرغب بإنزال العقاب بهم، فرد الإسكندر بأنه لن يُعاقب أحدًا، وإنه يغفر لهم ما فعلوه. كذلك ظهرت بعض الحساسية بين أنتيپاتر وأوليمپياس والدة الإسكندر، فكثيرًا ما كانا يختلفان بالرأي، وكان كل منهما يُرسل إلى الإسكندر بين الحين والآخر يشتكي من تصرفات الثاني. بالإجمال، يمكن القول أن بلاد الإغريق بما فيها اليونان ومقدونيا تمتعتا بفترة من السلام والازدهار خلال غيبة الإسكندر، خاصةً وأنه كان يُرسل إليها مبالغ طائلة من المال الذي جمعه في فتوحاته، الأمر الذي حفّز اقتصادها على النمو، وزاد من نسبة النشاط التجاري في مختلف أنحاء الإمبراطورية. على الرغم من ذلك، أخذت البلاد تنضب من الرجال، بسبب حاجة الإسكندر الدائمة إلى الجنود، وأمره بإرسال المزيد منهم على الدوام، سواء ليُجنّدهم في الجيش أو ليوطنهم في المدائن التي أسسها وهدف إلى جعلها مدنًا هلينية نموذجية مختلطة الأعراق. وكان من شأن الهجرة المتزايدة للرجال أن ضعفت المقدرة العسكرية لمقدونيا خلال السنوات التي عقبت وفاة الإسكندر، فوقعت لقمةً سائغة بأيدي الرومان.

## الحملة الهندية

### غزو شبه القارة الهندية

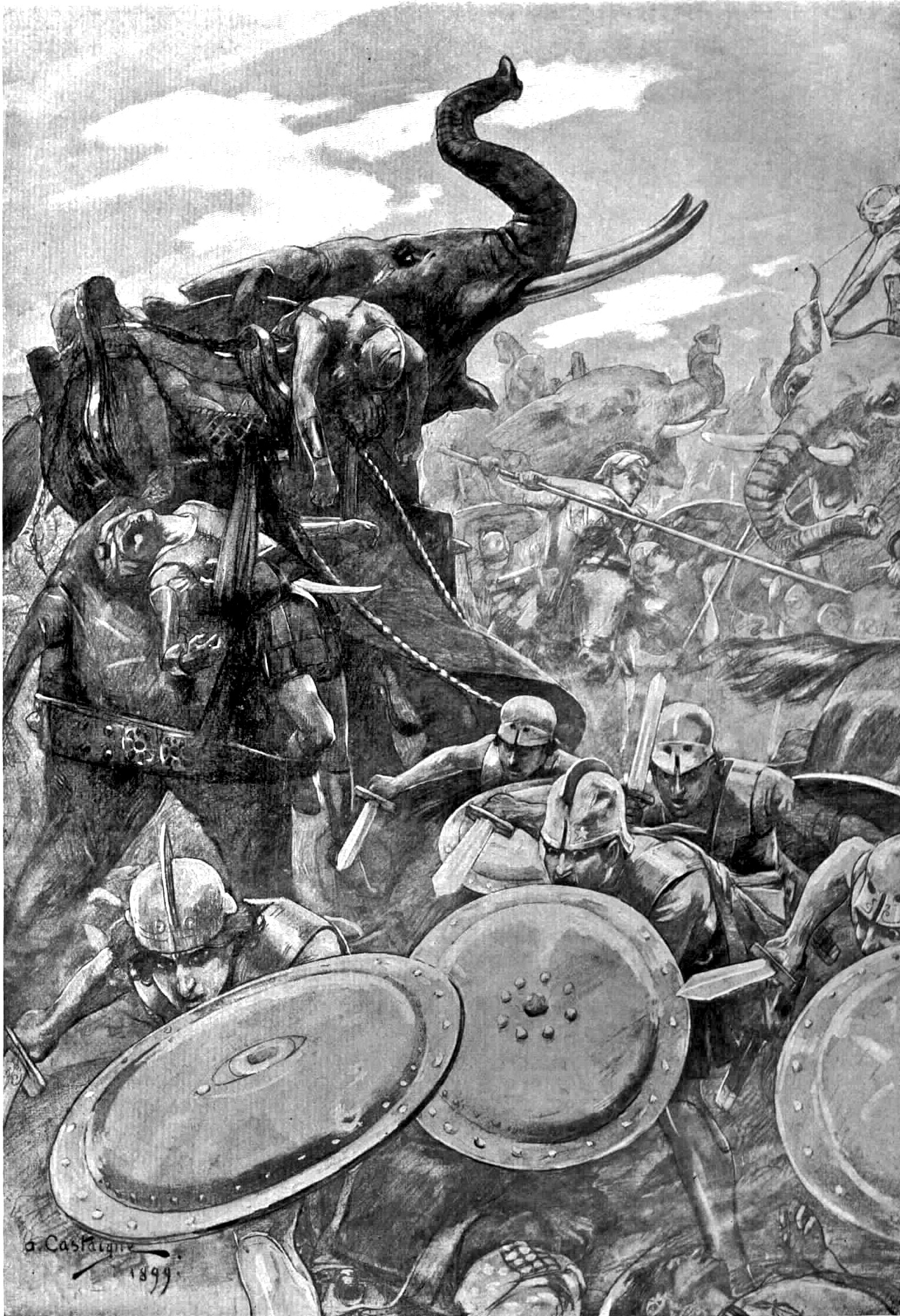
كتائب الجيش المقدوني تهاجم مركز الجيش الهندي في معركة هيداسپس.

بعد موت سپنتامنش، تزوّج الإسكندر بأميرة باخترية تُدعى رخسانة ليقوّي العلاقات مع حكّام أقاليمه الجدد، ثمّ حوّل أنظاره إلى شبه القارة الهندية لفتحها، فأرسل إلى زعماء القبائل في إقليم «گندهارة» (قندهار)، الواقع في شمال باكستان حاليًا، يأمرهم بالمثول أمامه والاعتراف بسلطانه على بلادهم. استجاب صاحب مقاطعة «تکسیلا»، المدعو «أومفيس»، والذي كانت مملكته تمتد من نهر السند إلى نهر جهلم، إلى أمر الإسكندر، لكن شيوخ بعض قبائل التلال، المنتمين لعشيرة الكمبوجة تحديدًا، رفضوا ذلك رفضًا قاطعًا. فما كان من الإسكندر إلا أن حمل على تلك القبائل في شتاء سنة 327/326 ق.م، واتجه لقتال كل منها في عقر دارها: بوادي كنار، ووادي پنجكرا، ووادي سوات وبونير. تميّزت معارك الإسكندر مع هذه القبائل بالضراوة الشديدة، فعندما لقي قبيلة «الأسپاسيوا»، لم يهزمهم إلا بعد أن أصيب بنبلة في كتفه، وعندما اتجه لمواجهة قبيلة «الأساكينوا»، وجد أنهم تحصنوا في بضعة مواقع، في مساگا وأورا وأورنوس، فاضطر إلى ضرب الحصار عليهم، وبعد أيام قليلة من القتال العنيف، جُرح خلالها الإسكندر جرحًا بالغًا في كاحله، تمكن المقدونيون من اقتحام حصن مساگا ودمّروه تدميرًا. يقول المؤرخ الروماني «كوينتس كورتيوس روفوس»: «لم يكتف الإسكندر بذبح جمهرة مساگا كاملةً، بل أقدم على هدم كل أبنيتها وجعلها غبارًا منثورًا». تعرّض المحاربون المتحصنون بأورا لمذبحة شبيهة بتلك التي وقعت لإخوانهم في مساگا، وعندما وصلت الأخبار إلى من بقي من الأساكينوا، هرب العديد منهم إلى حصن أورنوس، لكن ذلك لم يفدهم شيئًا، إذ تبعهم الإسكندر وجيشه، وقد عقد العزم على فتح هذا الحصن نظرًا لموقعه الاستراتيجي وأهميته في حماية طرق المواصلات، وبعد أربعة أيام دموية، سقط هذا الموقع في يده.

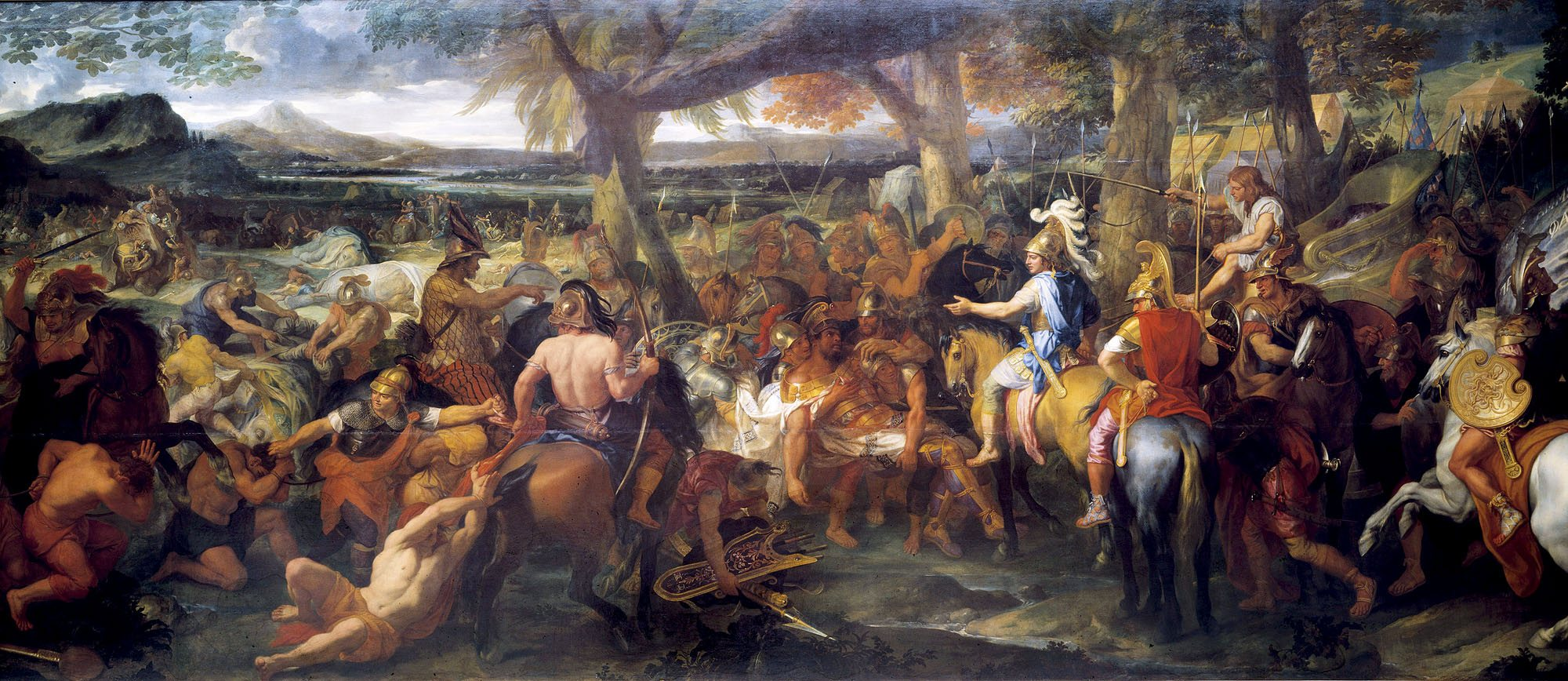
الإسكندر والراجا پور خلال معركة هيداسپس الملحمية. بريشة شارل لبرون.

بعد النصر في أورنوس، سار الإسكندر بجيشه وعبروا نهر السند ليواجهوا الراجا «پور»، سيد مملكة پوراڤة، الواقعة حاليًا في إقليم البنجاب، في معركة ملحمية - سميت معركة هيداسبس - أُضرجت خلالها الأرض بالدماء، وذلك في سنة 326 ق.م. كانت تلك المعركة أقسى معارك الإسكندر على الإطلاق، فقد خسر فيها كثيرًا من الجنود، وقاومه الراجا الهندي بما أوتي من قوة، ودافع عن بلاده دفاع الأبطال أمام تقدم الفاتح المقدوني، لكن خبرة الإسكندر العسكرية كان لها القول الفصل في تحديد المنتصر، كما أن قادته وعساكره المخضرمين ما كان لهم أن يُهزموا بسهولة، فتمكنوا من الجيش الهندي وهزموه هزيمة منكرة. أُعجب الإسكندر بشجاعة وإقدام الراجا پور، وبسالته في الدفاع عن أرضه، فاتخذه حليفًا، وأبقاه حاكمًا على الأراضي التي شكلت مملكته، وأضاف له عليها أقسام أخرى لم تكن تابعة له، وبهذا ضمن تحكمه بتلك المنطقة البعيدة أشد البعد عن اليونان، فلو كان قد أقام عليها حاكمًا أجنبيًا، ما كان باستطاعته أن يردها إلى حوزته بسهولة فيما لو قامت فيها ثورة عليه. أسس الإسكندر مدينتين متقابلتين على ضفتيّ نهر جهلم، سمّى إحداها «بوسيفلا» تيمنًا بجواده الذي نفق قرابة هذا الوقت، والأخرى «نيقية» أي «النصر»، الوقعة حاليًا بالقرب من بلدة «مونغ» في باكستان.

### تمرّد الجند

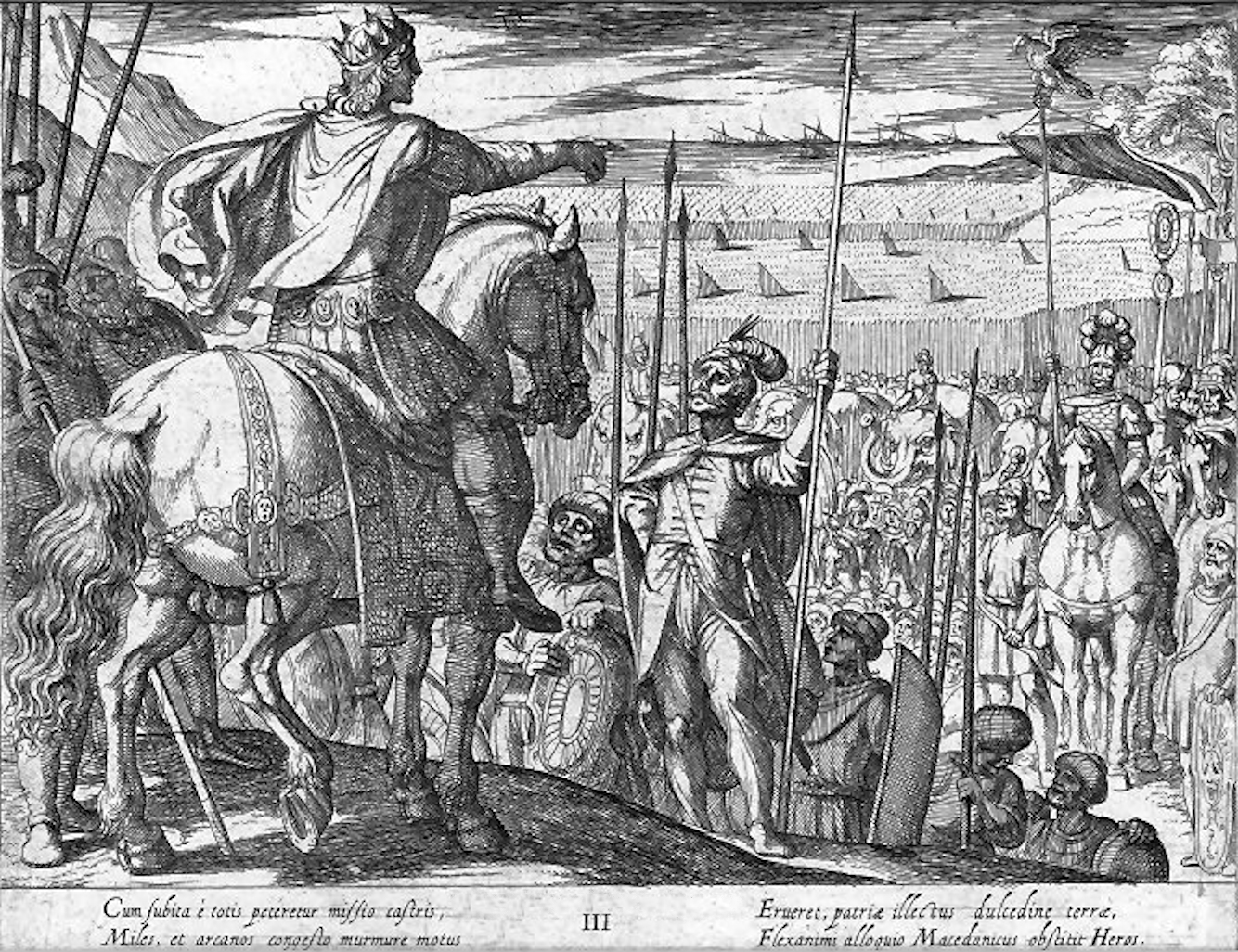
جنود الإسكندر يتوسلونه للرجوع إلى الوطن. بريشة أنطونيو تيمپستا الفلورنسي، 1608.

كانت إمبراطورية الناندا المگادهيّة تقع شرق مملكة الراجا پور، بالقرب من نهر الگنج، كما وقعت إمبراطورية الگنگريداي البنغالية شرق هذه الأخيرة، ولمّا كانت هذه الدول تُشكل تحديًا وهدفًا جديدًا مغريًا للإسكندر، وبسبب خوف جنوده من مجابهة الجيوش الجرّارة لتلك الإمبراطوريات، خاصة بعد أن أرهقتهم سنوات الحرب والترحال الطويلة، أعلنوا العصيان بالقرب من نهر بياس في شمال الهند، ورفضوا التقدم شرقًا. وبهذا أصبح هذا النهر يُشكل أقصى امتداد شرقي بلغته فتوحات الإسكندر. يقول پلوتارخ في كتاباته:
حاول الإسكندر إقناع جنوده بالتقدم شرقًا لفترة قصيرة بعد، لكنه لم يُفلح، وتدخل أحد قادته، وهو كوينوس، وتوسله أن يعدل عن رأيه ويعود أدراجه، قائلاً: «لقد تاق الرجال لرؤية أبائهم وأمهاتهم، وزوجاتهم وأولادهم، وأرضهم وأوطانهم». فاقتنع الإسكندر بكلامه، وبلّغ جنوده أن يستعدوا للعودة إلى بلادهم. سار الجيش على طول نهر السند، وفي طريقهم فتحوا أراضي قبيلة المُل، الواقعة في مدينة مُلتان حاليًا، وغيرها من أراضي بعض القبائل الهندية الأخرى. أرسل الإسكندر القسم الأعظم من جيشه إلى إقليم كرمان جنوب فارس بقيادة صديقه كراتيرس، وكلّف نيارخوس قيادة أسطول لاستكشاف ومسح شواطئ الخليج العربي، وتابع هو مسيرته مع ما بقي من الجنود إلى بابل، فاختار أقصر الطرق على الرغم من أنها أصعبها، وهي صحراء ميديا الممتدة عبر بلوشستان ومكران، بجنوب باكستان وإيران حاليًا. وصل الإسكندر إلى مدينة سوسة سنة 324 ق.م، وكان قد خسر كثيرًا من الرجال بفعل قيظ الصحراء.

## سنواته الأخيرة في فارس

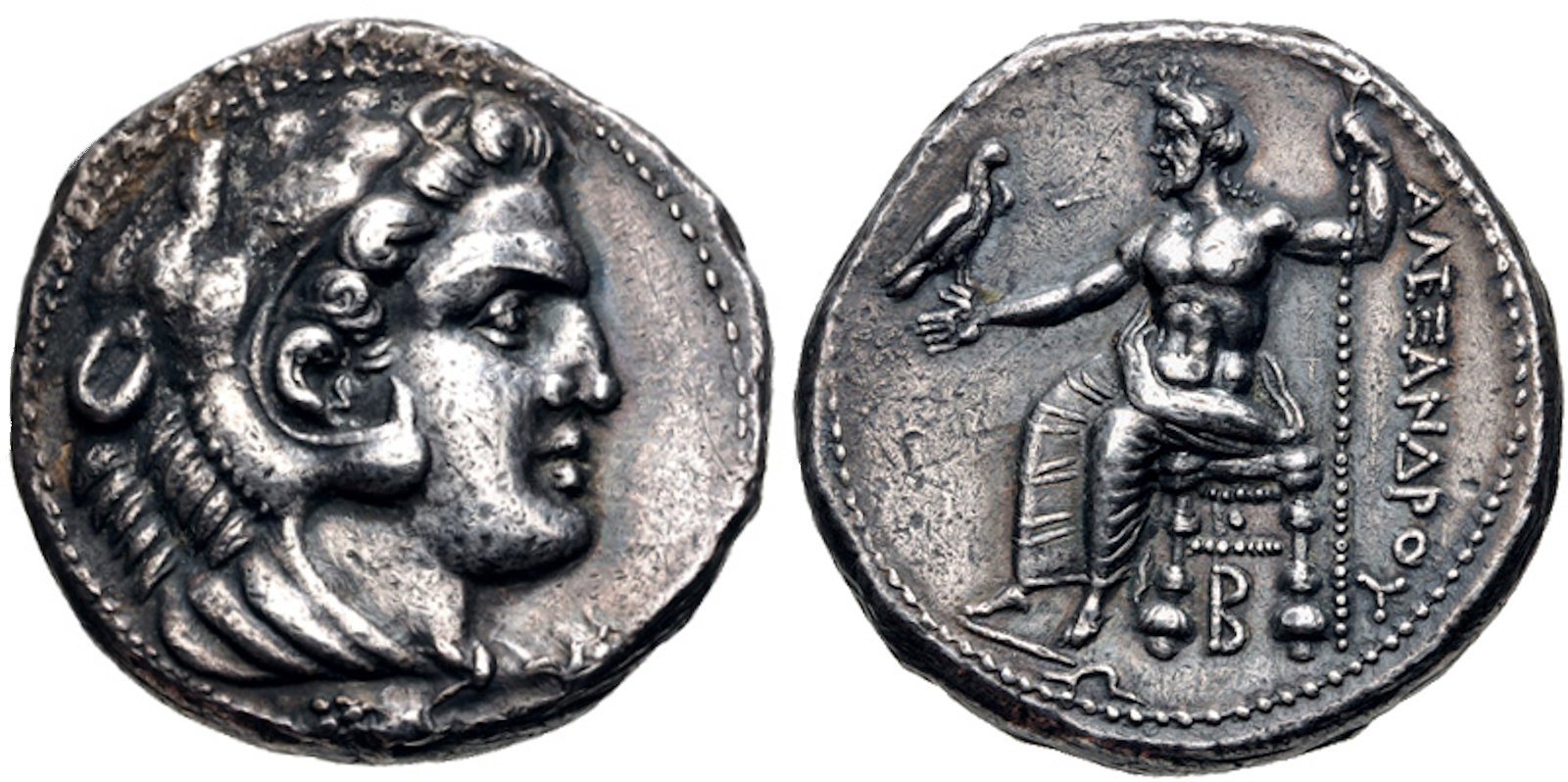
عملة معدنية ترجع لزمن الإسكندر المقدوني يمكن قراءة اسم الإسكندر على وجهها الخلفي مكتوباً بالأحرف الإغريقية.

اكتشف الإسكندر بعد وصوله إلى سوسة أن العديد من حكّام الأقاليم الذين عينهم أساؤا التصرّف في غيابه، فأقدم على إعدام أغلبهم ليكونوا عبرة لغيرهم. كما قام بدفع الرواتب المستحقة لجنوده، كبادرة شكر وامتنان لهم على ما قدموه من التضحيات، وأعلن أنه سيُرسل قدامى المحاربين وأولئك الذين أصيبوا بإعاقة جسدية إلى مقدونيا، بقيادة كراتيرس. غير أن الجنود أساؤوا فهم نية قائدهم، فأعلنوا العصيان في بلدة أوپيس، ورفضوا أن يعودوا إلى وطنهم الأم اعتقادًا منهم أن الإسكندر ينوي استبدالهم بعساكر فارسية، أو دمج الوحدات الفارسية بالوحدات المقدونية. وبعد ثلاثة أيام لم يتمكن الإسكندر خلالها من إقناع رجاله بالعدول عن قرارهم، أقدم على تعيين عدّة ضباط فرس في جيشه، ومنح ألقابًا عسكريةً مقدونيةً لعدد من الوحدات الفارسية، فارتمى المقدونيون عند أقدامه يرجونه أن يعدل عن قراره ويطلبون منه السماح. غفر الإسكندر لجميع جنوده الذين تمردوا عليه، وأقام لهم مأدبة طعام فاخرة شارك فيها الآلاف. وفي محاولة منه ليرأب الصدع بين المقدونيين والفرس، ويوحد صفوفهم وقلوبهم، أمر ضبّاطه الكبار أن يتزوجوا بأميرات فارسيات، وأقام لهم حفل زفاف جماعي في سوسة، لكنه يظهر أن قلّة من تلك الزيجات دامت أكثر من سنة. غادر الإسكندر سوسة بعد أن رتّب أمورها واتجه إلى همدان، وما أن وصل تبين له أن الحرّاس الذين كلفهم بحماية قبر الشاه قورش الكبير قاموا بتدنيسه، فأعدمهم بسرعة.
بعد وصول الإسكندر إلى همدان، أصيب هفستيون، وهو أقرب أصدقائه إليه ويُحتمل أنه كان عشيقه أيضًا، أصيب بمرض عضال لم يُمهله طويلاً حتى فارق الحياة، ويُقال أن أحدهم دس إليه السم. كان لوفاة هفستيون أثر مدمّر على الإسكندر، فقد حزن عليه حزنًا شديدًا، وأمر بتحضير محرقة جثث كبيرة في بابل حتى يُحرق جثمانه فيها، وأصدر مرسومًا بالحداد العام. بعد وصوله إلى بابل، شرع الإسكندر يُخطط لسلسلة حملات جديدة في مستهلها فتح شبه الجزيرة العربية، لكن لم يُكتب له أن يشرع بأي منها، إذ توفي بعد فترة قصيرة جدًا.

## وفاته وخلافته

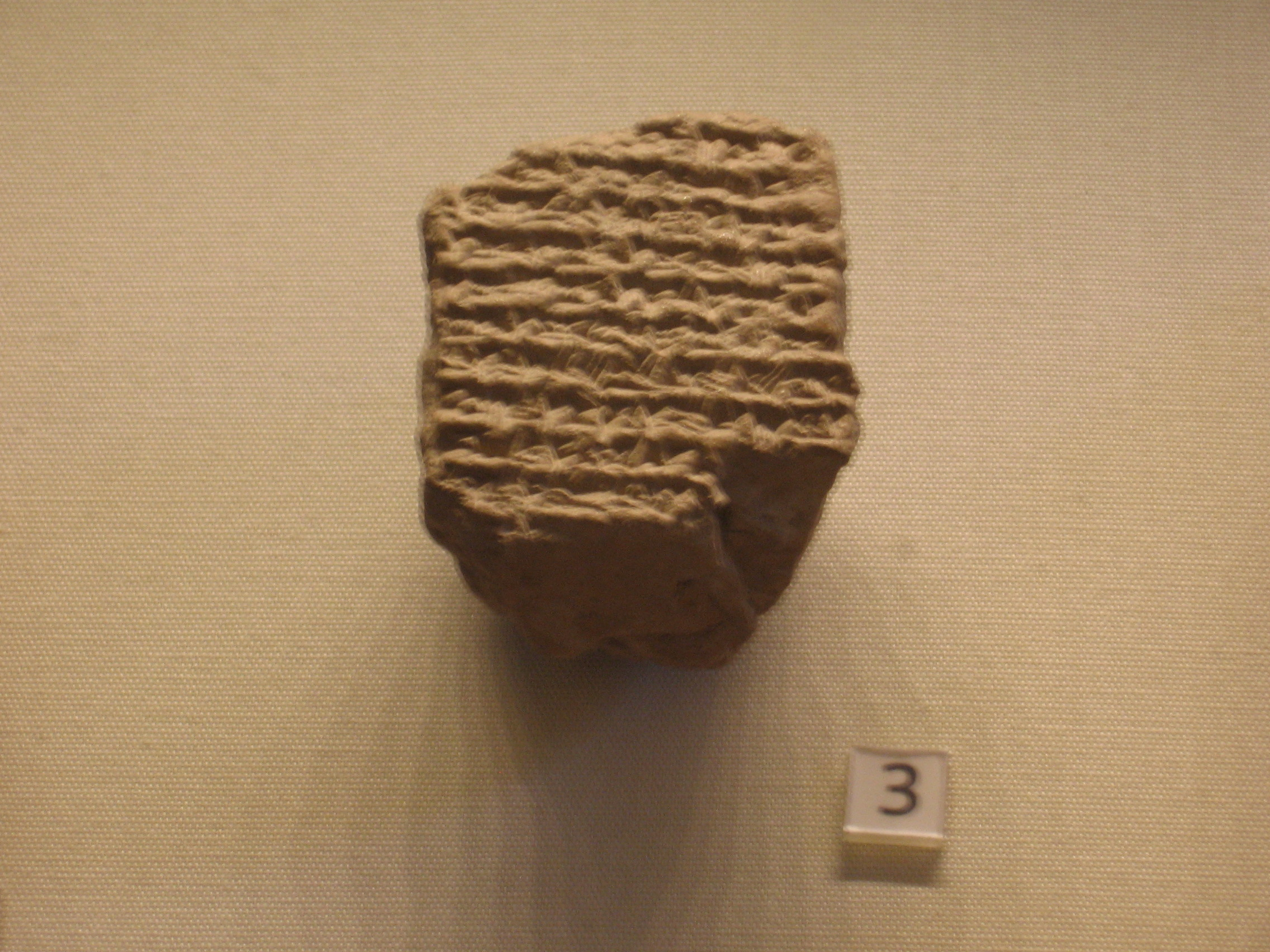
مفكرة فلكية بابلية (تعود لما بين عاميّ 323 و 322 ق.م تقريبًا) تؤرخ وفاة الإسكندر. محفوظة في المتحف البريطاني بلندن.

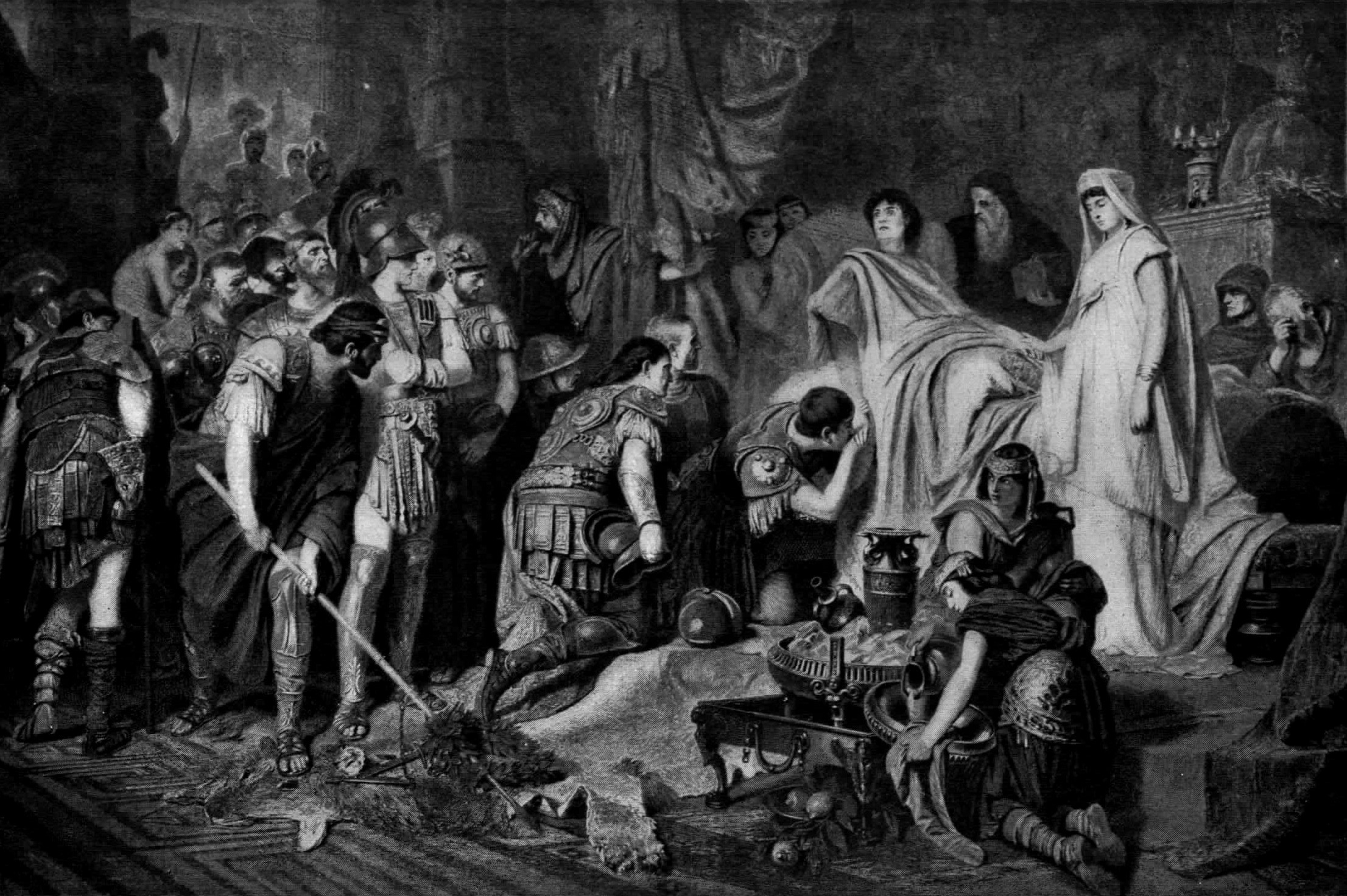
الإسكندر على فراش الموت، وقد أحاطت به زوجاته وجنوده ورفاق دربه.

توفي الإسكندر في قصر نبوخذنصَّر ببابل، في العاشر أو الحادي عشر من يونيو سنة 323 ق.م، وله من العمر اثنان وثلاثون سنة. وقد اختلف المؤرخون اختلافًا قليلاً في تحديد أسباب الوفاة، فقد قال پلوتارخ أنه قبل وفاة الإسكندر بحوالي 14 يومًا، كان قد استقبل نيارخوس وأمضيا الليل بطولة يتسامران ويشربان الخمر بصحبة ميديوس اللاريسي، حتى مطلع الفجر. بعد ذلك أصيب بحمّى قوية، استمرت بالتفاقم حتى أضحى عاجزًا عن الكلام، وخشي عليه جنوده وأصابهم القلق، فمُنحوا الأذن بأن يصطفوا بالطابور أمامه ليسلموا عليه، وقد ردّ عليهم السلام بالإشارة. يقول ديودورس أن الإسكندر أصيب بألم شديد بعد أن احتسى طاس خمر صاف على شرف هرقل، ثم مات بعد أن عذبه الألم عذابًا قويًا. ذكر مؤرخون آخرون هذه الحادثة كتفسير بديل محتمل لوفاة الإسكندر، أما پلوتارخ فقد نفاها تمامًا.
من الأسباب الأخرى المحتملة لوفاة الإسكندر، هي اغتياله من قبل الأرستقراطيين المقدونيين، وقد ذكر هذه النظرية كل من ديودورس وپلوتارخ وآريان وجستن، فقالوا أن الإسكندر سُمم على يد بعض المقربين منه، غير أن پلوتارخ رفضها وأفاد بأنها رواية ملفقة لا أساس لها من الصحة، فيما قال ديودورس وآريان أنهما ذكراها لتتمة الفائدة فحسب. تشير الأدلة المتوافرة، أن التسميم لو كان هو السبب وراء موت الإسكندر، فإن المشتبه به الرئيسي هو أنتيپاتر، الذي ائتمنه الإسكندر على مقدونيا أثناء غيابه، ثم عاد وعزله واستدعاه إلى بابل، ولعلّ أنتيپاتر اعتبر استدعائه بمثابة حكم بالإعدام، وخاف أن يلقى نفس مصير پارمنيون وفيلوطس، فأوعز إلى ابنه «إيولاس»، الذي كان يعمل ساقيًا للإسكندر، أن يدس له السم في النبيذ أو الماء. كما اقترح بعض الباحثين تورّط أرسطو نفسه في هذه القضية. ردّ بعض الباحثين على القائلين بنظرية التسمم هذه بأن فترة اثنا عشر يومًا مرت بين إصابة الإسكندر بالمرض ووفاته، وهي فترة تُعد طويلة جدًا حتى يأخذ أي سم من الأنواع التي كانت معروفة حينها تأثيره الكامل، فالسموم بطيئة المفعول كانت على الأرجح غير معروفة بعد. أفادت إحدى النظريات الحديثة التي برزت إلى حيّز الوجود سنة 2010، أن أعراض مرض الإسكندر المذكورة في الوثائق القديمة تتلائم مع أعراض التسمم بالماء الأسود لنهر ستيكس التي تحوي مركب «الكاليكميسين» فائق الخطورة، الذي تسببه إحدى أنواع البكتيريا القاتلة.
اقترح البعض أن يكون سبب الوفاة راجع إلى إحدى الأمراض الطبيعية المزمنة التي يُحتمل إصابة الإسكندر بها أثناء أسفاره، ومن الأمراض التي رُشحت أن تكون وراء وفاة الإسكندر المبكرة: الملاريا والحمى التيفية. أفادت إحدى مقالات النشرة الطبية لإنگلترا الجديدة (بالإنگليزية: The New England Journal of Medicine) من عام 1998، أن موت الإسكندر جاء نتيجة إصابته بالحمى التيفية التي سببت له عدّة مضاعفات توجت بانثقاب المعدة والأمعاء ومن ثم الشلل التصاعدي. كما رجّح بحث حديث آخر أن يكون التهاب السحايا هو القاتل. من الأمراض الأخرى التي تتلائم أعراضها مع تلك التي ظهرت على الإسكندر: التهاب البنكرياس الحاد وڤيروس النيل الغربي. تميل نظريات الوفاة لأسباب طبيعية إلى أن تشدد على أن صحة الإسكندر كانت في تراجع تدريجي على الأرجح، منذ أن غادر مقدونيا وانطلق في حملاته إلى أقاصي العالم المعروف، فتعرّض لأدواء مختلفة في مناخات متناقضة، واستنشق نصيبه منها في ساحات المعارك من الجثث المتناثرة، وأصيب ببعضها عن طريق الجروح البالغة، وأخيرًا كان لشربه الخمر بكثرة أثرًا عظيمًا في إضعاف جسده عبر السنوات. كذلك، لعلّ الكرب والغم الذي شعر به الإسكندر بعد وفاة هفستيون قد لعب دورًا كبيرًا في تراجع صحته. من أبرز الأسباب أيضًا تعاطي الإسكندر جرعات زائدة من الأدوية المصنوعة من نبات الخربق، وهو قاتل بحال استهلكت منه كميات كبيرة.

### بعد وفاته

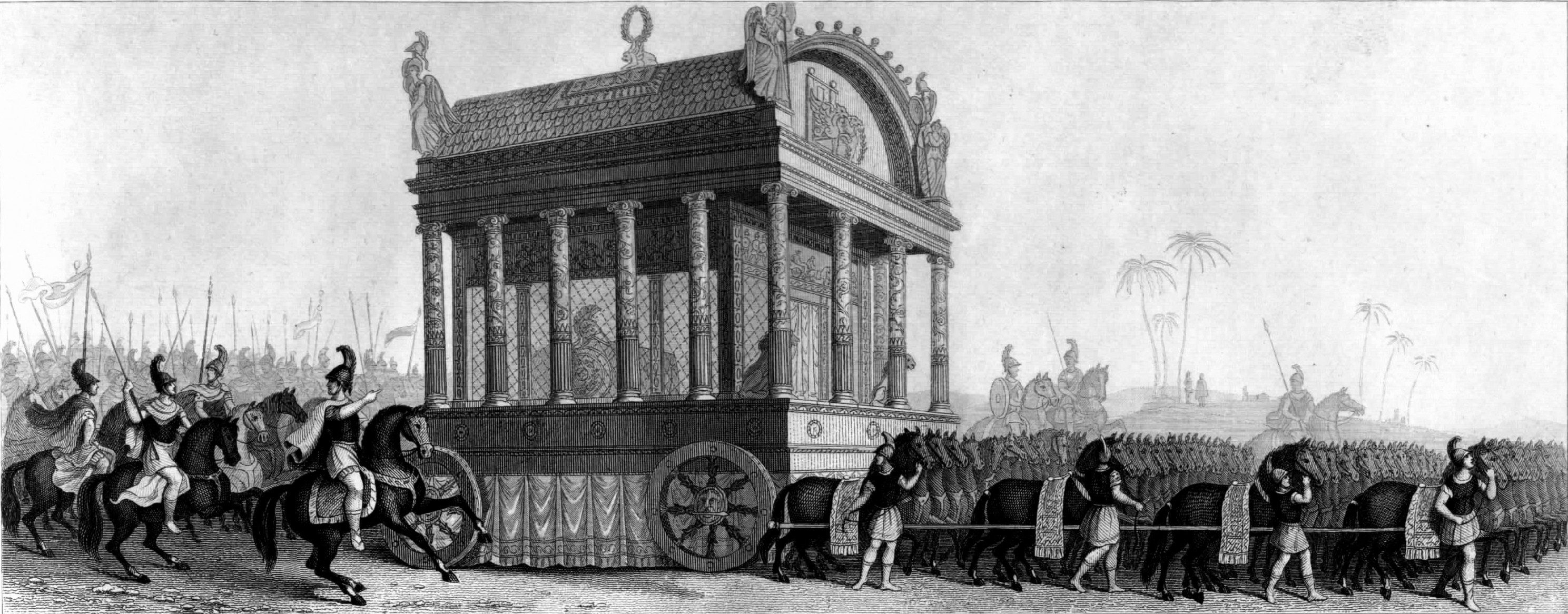
رسم من القرن التاسع عشر استُند فيه إلى النصوص القديمة، يُظهر موكب جنازة الإسكندر متجهًا إلى مسقط رأسه.

وُضع جثمان الإسكندر في تابوت ذهبي صُنع على هيئة بشرية، ووُضع هذا بدوره في ناووس من الذهب. تفيد بعض النصوص أن عرّافًا يُدعى «أريستاندر» تنبأ بأن البلد التي سيُدفن فيها الإسكندر «ستعرف السعادة طيلة أيامها ولن يقوى أحد على غزوها وقهرها». يُحتمل أن يكون كل خليفة من خلفاء الإسكندر قد اعتبر الاستحواذ على جثمان ملكهم الراحل عملاً يُضفي الشرعية على خلافته الخاصة، لا سيما وأن دفن الملك الحالي للملك السابق كان يُعد إثباتًا قاطعًا لحقه في العرش. أثناء سير موكب جنازة الإسكندر من بابل إلى مقدونيا، تعرّض لهم بطليموس وقطع عليهم الطريق، وحوّل المسير إلى منف عاصمة مصر حيث حُنّط الجثمان ووري الثرى، ثم قام خليفته بطليموس الثاني بنقل التابوت إلى الإسكندرية حيث بقي حتى ما قبل بداية العصور الوسطى بقليل. أقدم بطليموس التاسع، وهو من أواخر خلفاء بطليموس الأول، أقدم على نقل مومياء الإسكندر من التابوت الذهبي إلى تابوت آخر مصنوع من الزجاج، وذلك حتى يتسنى له تذويب الأول وسكّ العملات من سائله. قام كل من القادة الرومان پومپي ويوليوس قيصر وأغسطس قيصر بزيارة ضريح الإسكندر، ويُقال أن الأخير اقتلع الأنف عن طريق الخطأ، كما ورد بأن يوليوس قيصر بكى عندما بلغ عامه الثالث والثلاثين، قائلاً أنه على الرغم من كل إنجازاته لم يبلغ ما بلغه الإسكندر من المجد في هذا السن. كذلك قيل أن الإمبراطور الروماني كاليگولا اقتلع الصفحية الصدرية من المومياء واحتفظ بها لنفسه. أقدم الإمبراطور سپتيموس سيڤيروس على إغلاق ضريح الإسكندر أمام العامّة في سنة 200 م، وقام ابنه كاراكلا، وهو من أشد المعجبين بالإسكندر، بزيارة قبره خلال فترة حكمه. أما بعد مضي هذا العهد، أخذت الدلائل والنصوص التي تتحدث عن الضريح تقل شيءًا فشيئًا إلى أن انتهت لغاية الندرة، حتى أصبح موقعه ومصيره من ضمن الأمور التاريخية التي يكتنفها الضباب حاليًا.

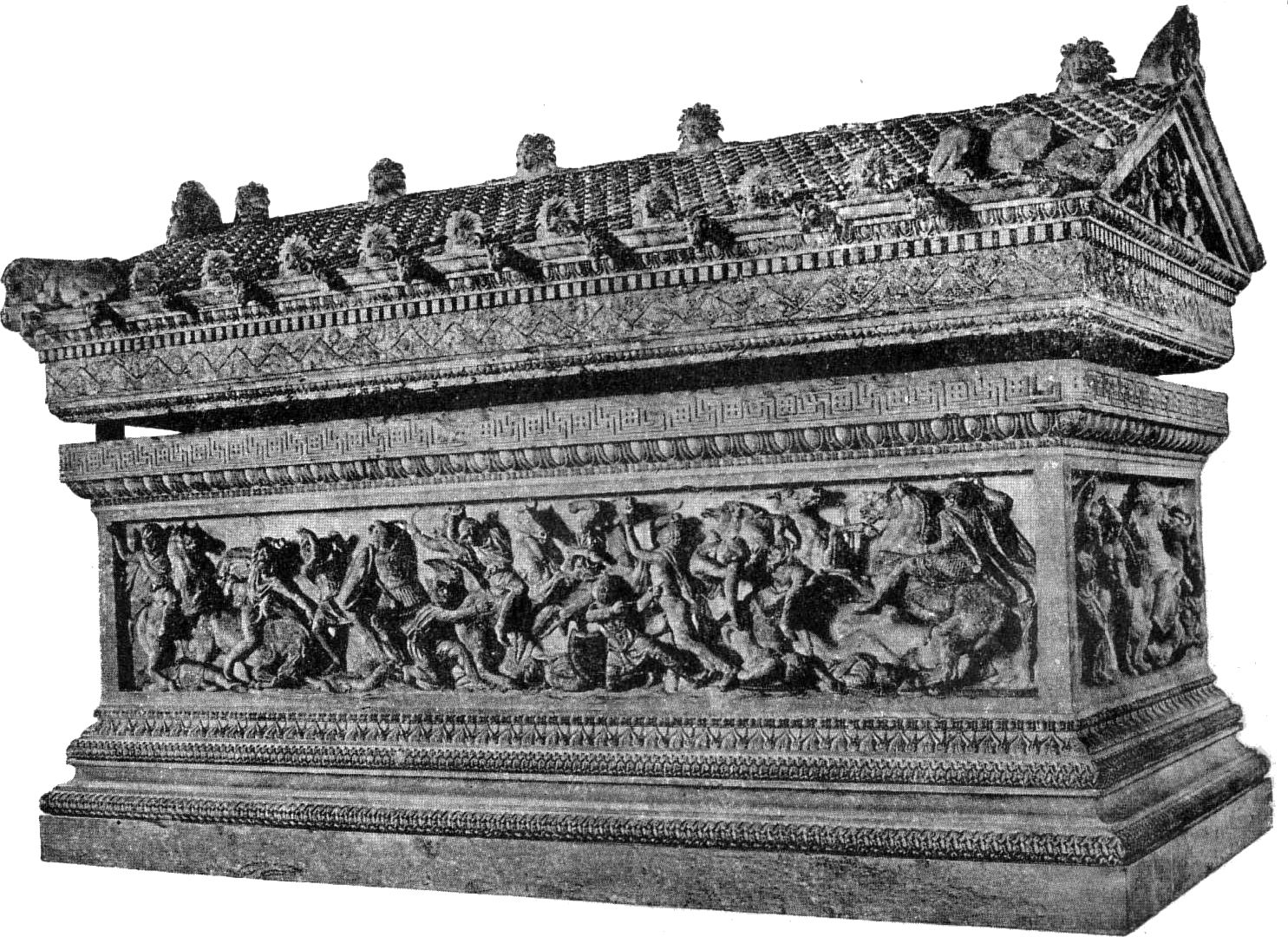
«ناووس الإسكندر»، عُثر عليه بالقرب من مدينة صيدا بلبنان، وهو الآن محفوظ في متحف الآثار باسطنبول.

عام 1887، اكتشف العالم والباحث العثماني، عثمان حمدي بك، تابوتًا بالقرب من مدينة صيدا بلبنان تظهر عليه نقوش للإسكندر وهو يُقاتل الفرس في بعضها ويصطاد حيوانات في بعضها الآخر، فأطلق على التابوت «ناووس الإسكندر»، وقد جعلت هذه التسمية كثيرًا من الناس يُخطئون ويعتقدون أنه كان يحوي رفات القائد المقدوني. كان يُعتقد أساسًا أن هذا التابوت حوى رفات «عبدلونيموس» ملك صيدون الذي عينه الإسكندر عقب معركة إسوس، غير أن بعض الأدلّة الحديثة تشير إلى أن هذا التابوت يرجع لفترة زمنية سابقة على عام 311 ق.م، أي السنة التي شهدت وفاة عبدلونيموس.

### تقسيم الإمبراطورية
كانت وفاة الإسكندر مُفاجئة لدرجة أنه حينما وصلت الرسائل إلى اليونان حاملة النبأ، لم يُصدقها الكثير من الناس وزعموا أنها إشاعة لا أساس لها من الصحة. لم يكن الإسكندر عند وفاته قد خلّف بعد وريثًا يجلس على عرش الإمبراطورية، بل إن ابنه من رخسانة، الإسكندر الرابع، وُلد بعد موته بشهور. يقول ديودورس أن أصحاب الإسكندر سألوه على فراش موته إلى أي الرجال ترك إمبراطوريته الواسعة، فأجابهم بإيجاز «إلى الأقوى». يعتبر كل من أريان وپلوتارخ أن هذه القصة ملفقة، إذ أن الإسكندر كان قد فقد كل مقدرة على النطق في هذه المرحلة. قدّم مؤرخون آخرون قصة أكثر جدارةً بالتصديق ولو ظاهريًا، فقالوا أن الإسكندر أعطى خاتمه إلى پيرديكاس، وهو أحد حرّاسه الشخصيين وقائد خيّالته، بحضور شاهد، وبذلك يكون قد رشحه لخلافته.

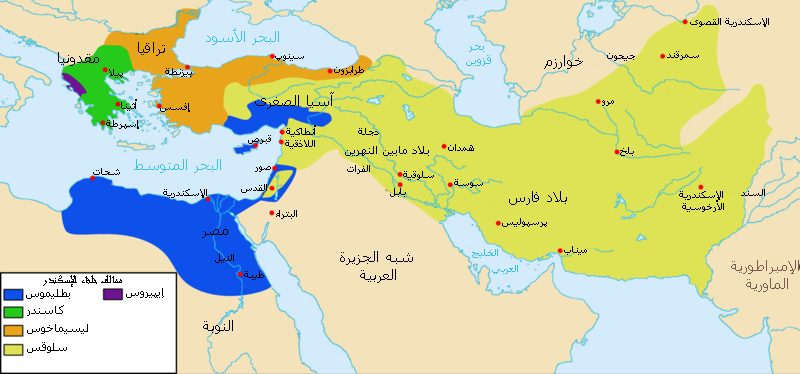
إمبراطورية الإسكندر بعد تقسيمها إلى أربع ممالك بين خلفاؤه، قرابة سنة 281 ق.م.

اقترح پيرديكاس أن يتولى ابن الإسكندر شؤون الحكم عند بلوغه سن الرُشد، وذلك إن كان ذكرًا بطبيعة الحال، وأن يلعب هو وكراتيرس، وليونّاتوس، وأنتيپاتر، دور الأوصياء عليه حتى ذلك الحين. غير أن الجنود المشاة، بقيادة أحد الضبّاط، المدعو «ميلياگروس»، رفضوا هذا الترتيب بحجة أنهم لم يُستشاروا في الأمر من الأساس، ورشّحوا فيليپ آرهيدايوس، الأخ اللاشقيق للإسكندر، ليتربع على عرش الإمبراطورية. في نهاية المطاف توصل الفريقان إلى تسوية مرضية لكل منهما بعد ولادة الإسكندر الرابع، فجعلوه وفيليپ ملكان يشتركان بالحكم، ولو اسميًا فقط.
سرعان ما دبّ الخلاف بين المقدونيين بعد فترة قصيرة من ذلك، وحدث انشقاق ومنافسة بين كبار الضبّاط، الذين تسرّب الطمع إلى قلوبهم ورغب كل منهم بالحكم. فقام پيرديكاس بتقسيم أراضي الإمبراطورية ووزعها عليهم حقنًا للدماء، فأصبح كل إقليم من تلك الأقاليم بمثابة قاعدة استخدمها كل قائد ليتوسع وينطلق باتجاه أراضي خصمه. بعد اغتيال پيرديكاس سنة 321 ق.م، انهارت الوحدة المقدونية بالكامل، فتحارب إخوة الأمس فيما بينهم طيلة 40 سنة، ولم تنتهي الحرب إلا بعد تقسيم العالم الهيليني الذي أسسه الإسكندر إلى أربعة أقسام: المملكة البطلمية في مصر وجوارها، والإمبراطورية السلوقية في الشرق، ومملكة پرگامون في آسيا الصغرى، ومملكة مقدونيا. كما اغتيل كل من الإسكندر الرابع وفيليپ آرهيدايوس.

### وصيّته
يقول ديودورس أن الإسكندر كان قد أعطى كراتيرس تعليمات مفصلة مكتوبة وصّى فيها ببعض الأمور، قبل وفاته. شرع كراتيرس بتنفيذ وصيّة الإسكندر بكل نشاط، غير أن خلفاء الأخير أوقفوه عند حده واختاروا ألاّ يُنفذوا أكثر مما نفذ حتى ذلك الحين، معتبرين أن ما بقي من المطالب لهو غير عملي ومتهور وينطوي على الكثير من الإسراف. لكن على الرغم من ذلك، قام كراتيرس بقراءة وصيّة الإسكندر على الجنود، ليكتشفوا أنه يدعوهم إلى التوسع في إقليم جنوب وغرب حوض البحر المتوسط، وبناء نصب تذكارية عظيمة، والاختلاط مع شعوب الشرق، ومما جاء تفصيلاً:
- بناء ضريح تذكاري لوالده وملكهم السابق فيليپ الثاني، «يُضاهي عظمة أهرام مصر».[69]
- تشييد هياكل كبيرة في كل من: جزيرة دلوس، ومدائن دلفي، ودودونا، وديون، وآمفیپولیس، وبناء هيكل مكرّس للإلهة آثينا في طروادة.[69]
- فتح شبه الجزيرة العربية وكامل حوض البحر المتوسط.[69]
- الملاحة حول أفريقيا وتخطيط سواحلها.[69]
- بناء مدن جديدة، و«نقل جمهرات من آسيا إلى أوروبا والعكس، في سبيل توحيد القارتين، والتأليف بين قلوب الشعوب عبر التزاوج من بعضهم وإنشائهم لروابط عائلية».[173]

## شخصية الإسكندر

### عسكريته

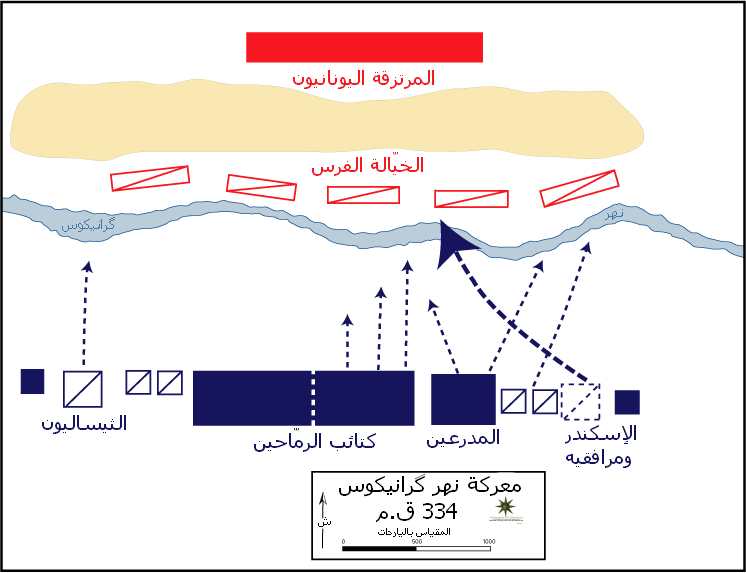
مخطط معركة نهر گرانیکوس.

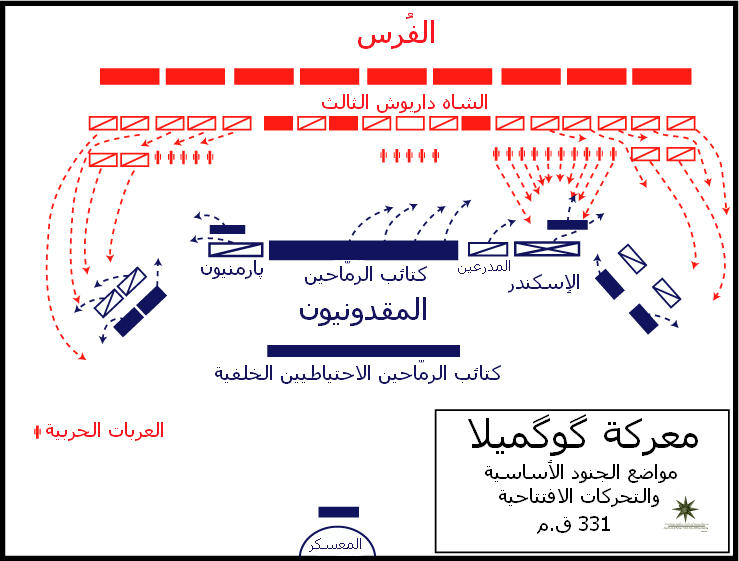
مخطط معركة گوگميلا.

يجمع المؤرخون على أن الإسكندر استحق لقب «الأكبر» أو «الكبير» عن جدارة، بسبب نجاحه العسكري منقطع النظير، فهو لم يخسر معركة قط، على الرغم من أن أغلب الجيوش التي قاتلها فاقت جيشه عددًا وعدّة، وذلك يعود إلى حسن استغلاله لأراضي الوقعات، ولتدريبه فيالق المشاة والخيالة على استخدام تكتيكات فذّة، ولاستراتيجياته الجسورة المقدامة، وللولاء الأعمى الذي كنّه له جنوده. سلّح الإسكندر فيالقه برماح طويلة تصل إلى 6 أمتار (20 قدمًا)، وكانت هذه الفيالق قد تدرّبت على القتال تدريبًا صارمًا منذ أيام فيليپ الثاني، حتى بلغت أعلى درجات كمال الجيوش في عصرها، فكان تحركها سريعًا وقدرتها على المناورة في أرض المعركة كبيرة، وقد استغل الإسكندر هذه الأمور ليتفوق على القوّات الفارسية الأكبر عددًا والأكثر تباينًا من كتائبه المتجانسة. أدرك الإسكندر أيضًا إمكانية وقوع شقاق في جيشه بسبب تنوعه العرقي واللغوي واختلاف أسلحته، فذلل هذه المشكلة عبر انخراطه شخصيًا في المعارك، بصفته ملك مقدوني.
عندما خاض الإسكندر أولى معاركه في آسيا، أي معركة نهر گرانیکوس، استخدم قسمًا صغيرًا من جيشه، تألّف من 13.000 من المشاة، و5.000 خيالة، على الأرجح، فيما بلغ عدد قوّات الفرس 40.000 جندي. جعل الإسكندر فيلق الرمّاحين يتمركز في الوسط، ووضع الرماة والفرسان على الجناحين، بحيث أصبح طول خط جيشه يتساوى مع خط الخيّآلة الفرس، بطول 3 كيلومترات (1.86 ميلاً) تقريبًا. أما الفرس فجعلوا مشاتهم يتمركزون خلف الخيّآلة، مما ضمن للإسكندر عدم إمكانيتهم الالتفاف حوله، وكان لفيالقه الأفضلية على فيالقهم، بسبب تسلحهم بالرماح الطويلة، التي جعلتهم ينالون من عدّة جنود فرس قبل أن يقتربوا منهم، فيما كان أولئك الأخيرين يحتاجون إلى الاقتراب من المقدونيين حتى يتمكنوا من طعنهم بسيوفهم ورماحهم القصيرة. كانت خسائر المقدونيين في هذه المعركة تافهة إذا ما قورنت بخسائر الفرس، وكل ذلك بفضل عبقرية الإسكندر العسكرية.
لجأ الإسكندر إلى نفس أسلوب نشر الجند عندما خاض أول معركة مع دارا الثالث سنة 333 ق.م، أي معركة إسوس، فوضع فيلق الرمّاحين في الوسط، وقد تمكنوا من خرق صفوف الفرس مرة أخرى. تولّى الإسكندر بنفسه قيادة الهجوم في الوسط، وتوجيه جيش العدو لصالحه. وفي الموقعة الحاسمة مع الفرس في گوگميلا، قام دارا بتجهيز عرباته بمناجل على عجلاتها حتى يتمكن من خرق صفوف الرمّاحين، وزوّد مشاته برماح طويلة شبيهة برماح المقدونيين، غير أن الإسكندر تيقن لخطته، فجعل رمّاحيه يصطفون بصفوف مزدوجة يتقدم وسطها إلى الأمام على شكل زاوية، وتتفرق عندما تتجه العربات نحوها، ثم تعود لتصطف مجددًا عند نهاية الهجوم وتتابع تقدمها. كان هذا التكتيك ناجحًا للغاية، فخرق وسط الجيش الفارسي، وأرغم الشاه وجنوده على الانسحاب.
كان الإسكندر عندما يواجه جيوشًا تستخدم أساليب قتال لم يعهدها قبلاً، كما في حالة جيوش آسيا الوسطى والهند، كان يجعل قوّاته تتبنى أسلوب قتال الخصم، ومثال ذلك ما فعله في باختريا وصغديا، فقد استخدم رماته من نشابين وحملة رماح خفيفة ليحولوا دون التفاف الأعداء من حولهم، فيما حشد خيالته في المركز. وعندما واجه فيالق الفيلة في الهند أثناء معركته مع الراجا پور، جعل جنوده يفتحون ثغرات في صفوفهم حتى تدخلها الفيلة، ومن ثم إغلاقها عليها وطعن الفيّالين برماحهم الطويلة وإسقاطهم من على ظهر دوابهم.

### هيئته الخارجية

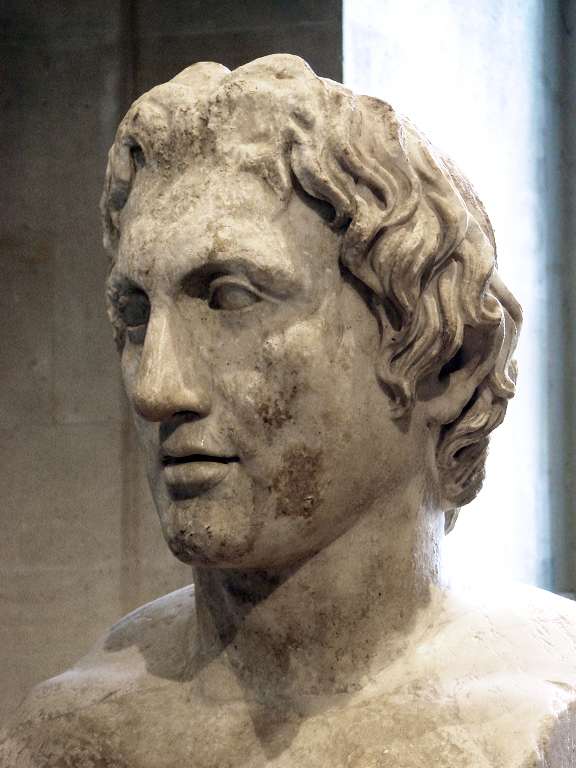
نسخة رومانية عن منحوتة للإسكندر صنعها ليسيپوس، معروضة في متحف اللوڤر بباريس. يقول پلوتارخ أن منحوتات ليسيپوس هي الأكثر شبهًا بالإسكندر.

وصف المؤرخ الإغريقي پلوتارخ (قرابة 45–120 ميلادية) الهيئة الخارجية للإسكندر على الشكل التالي: 

وصف المؤرخ آريان (لوسيوس فلاڤيوس آريانوس «زينفون»، ما بين عاميّ 86 و 160 ميلادية) الإسكندر بقوله:

تقترح مجموعة أساطير «رومانسية الإسكندر» أن الأخير كان يُعاني من تغاير القزحية، وهي تلك الحالة التي يولد فيها المرء بلون مختلف لكل عين من عيناه، وفي حالة الإسكندر، كانت إحدى عيناه سوداء قاتمة والأخرى زرقاء. أورد المؤرخ البريطاني پيتر گرين وصفًا لهيئة الإسكندر الخارجية بالاستناد إلى المنحوتات التي تمثله وما قيل عنه في المخطوطات القديمة، فقال: 
يفيد المؤرخون والكتّاب القدماء أن الإسكندر أعجب إعجابًا شديدًا بالمنحوتات والرسومات التي وضعها له ليسيپوس، لدرجة دفعته أن يمنع باقي النحّاتين والرسّامين من تصويره، معتبرًا أن لا عمل أكمل من عمل ليسيپوس. كان الأخير غالبًا ما يستخدم وضعية التعارض عند تصويره الإسكندر وغيره من الشخصيات، من شاكلة: المقشط، وهرمس، وإيروس. من الأسباب التي جعلت منحوتات هذا الرجل توصف على أنها الأكثر دقة، عدم ظهورها بالمظهر الصلب الجامد الخالي من الحياة.

### خصاله

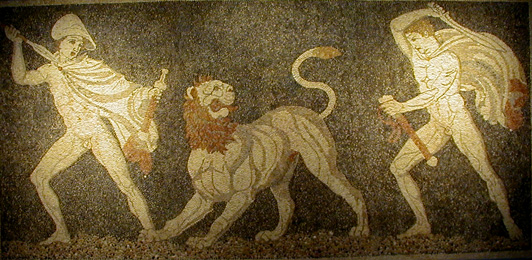
قسم من لوحة فسيفسائية تعود إلى القرن الثالث ق.م تُظهر الإسكندر (يسارًا) يُقاتل أسدًا آسيويًا بصحبة رفيقه كراتيرس. محفوظة في متحف پيلا.

كان لأبويّ الإسكندر أثر كبير في تكوين شخصيته وخصاله. فكانت والدته واسعة الطموح، ودفعته إلى أن يُصدق بأن قدره غزو الإمبراطورية الفارسية، بل غرست فيه هذا الشعور. يقول پلوتارخ أن هذا الطموح هو ما أبقى قلب الإسكندر وروحه شامخة وجادّة لا تعرف اليأس ولا الكلل طيلة تلك السنوات من الحملات والفتوحات. أما والده، فكان مثله الأعلى الذي يقتدي به في كل خطوة، إذ شبّ على رؤيته يفتح القلاع الحصينة والبلاد المنيعة سنة تلو الأخرى، ويُحقق النصر تلو الآخر، متجاهلاً ما أصيب به من جروح خطيرة. صقلت علاقة الإسكندر بأبيه الجانب التنافسي في شخصه؛ فكان يشعر بحاجة ملحة لأن يتفوق عليه وأن يُغطي على إنجازاته، ولعلّ هذا ما يُفسّر الكثير من تصرفاته المتهورة على أرض المعركة. كان الإسكندر قلقًا من أن أباه «لن يترك له إنجازًا مهمًا أو عظيمًا يستعرضه أمام العالم»، لكنه على الرغم من ذلك، قلل من أهمية إنجازات الأخير أمام أصحابه.
يفيد پلوتارخ أن من أبرز خصال الإسكندر: طبعه الحاد وتهوره واندفاعه، وهي خصال كانت تلعب دورًا في اتخاذه لقراراته دون شك. يُعرف عن الإسكندر عناده الشديد وتصلبه في الرأي، لكنه على الرغم من ذلك كان متقبلاً لأي نقاش ومستمع لصاحبه طالما كان منطقيًا. وكان للإسكندر جانب آخر أكثر تعقلاً، فتميّز بتبصره، ومنطقيته، ويقظته، ومال نحو العلم ميلاً كبيرًا، وأحبّ الفلسفة، وكان ينكب على قراءة الكتب بنهم، ويتعلم ما جاء فيها من الحكمة ويحفظه بسرعة، ويرجع الفضل في هذا إلى أرسطو، المعلّم الكبير، وقد ساهم ذكاء الإسكندر والجانب المتهور من شخصيته إلى حد بعيد بنجاحه كقائد عسكري. كان الإسكندر يتمتع بقدرة كبيرة على ضبط نفسه ومنعها من الانغماس في «ملذات الجسد»، وعلى العكس من ذلك، لم يكن بقادر على أن يضبط نفسه حينما يتعلق الأمر بالخمور، فظل يُعاقرها دون ضابط.
كان الإسكندر واسع المعرفة، أحب العلوم والفنون على حد سواء وقام برعايتها. غير أن اهتمامه بالرياضة والألعاب الأولمبية كان ضئيلاً، على العكس من والده، فكان يسعى دومًا وراء المُثل الهومرية العليا، ألا وهي الشرف والمجد. تمتع القائد المقدوني بجاذبية وقدرة خارقة على الإقناع، وقوة شخصية كبيرة، أي باللبنات التي من شأنها أن تجعل من أي شخص قائدًا عظيمًا، وأبرز ما يُظهر ويُثبت تمتعه بتلك الميزات الفريدة، أنه تمكن من توحيد مقدونيا وكامل بلاد اليونان والفرس في إمبراطورية واحدة، وأبقاها متماسكة رغم جمعها متناقضات كبيرة، وبعد وفاته لم يتمكن أحد من قادته من الحفاظ على تلك الوحدة، فتفرقت البلاد وتقسمت إلى بضعة دول مختلفة.
أصيب الإسكندر بحالة من الزور وجنون العظمة في آخر سنوات عمره، وبالأخص بعد وفاة صديقه المقرّب هفستیون، ويُحتمل أن سبب ذلك كان ما حققه من إجازات عظيمة خلال فترة قصيرة نسبيًا، وشعوره اللاوصفي بأنه يسعى وراء قدره، وإطراء رفاقه وإعجاب الناس حوله به. يمكن ملاحظة الحالة التي وصلها الإسكندر وما عاناه من أوهام في ما جاء بوصيته، التي يقول البعض أنها تنم عن رغبة في غزو العالم. يظهر بأن الإسكندر آمن بأنه إلهٌ، أو سعى على الأقل كي يُؤلّه نفسه، وسبب ذلك أن والدته دائمًا ما كانت، بحسب بعض المصادر، تصرّ على أنه ابن زيوس، ويظهر بأن هذه القصة أكّدها له الكهنة المصريون في معبد آمون بواحة سيوة، فأخذ يدعو نفسه «ابن زيوس-آمون»، منذ ذاك الوقت، وبعد أن اقتبس من الفرس عدّة عادات، أصرّ على أن يقوم رجاله وقادة جيشه بالسجود له وتقبيل يده، كما كان الفرس يفعلون مع ملكهم المؤلّه، غير أن المقدونيين رفضوا ذلك رفضًا قاطعًا، وقاطعوا قائدهم إلى أن قرر الرجوع عن تلك العادة. كان الإسكندر على الرغم من ذلك ملكًا واقعيًا، فهم الصعوبات التي يولدها حكم إمبراطورية تقطنها شعوب مختلفة الثقافات، بعضها عاش طيلة حياته في مملكة اعتُبر فيها الملك إلهًا يُعبد. وبناءً على ذلك، يمكن القول أنه يُحتمل ألا يكون قد أصيب بجنون العظمة، بل أن تصرفاته تلك كانت محاولة عملية لتوطيد دعائم حكمه، وإبقاء أراضي إمبراطوريته متماسكة موحدة.

### علاقاته الشخصية وأقرانه

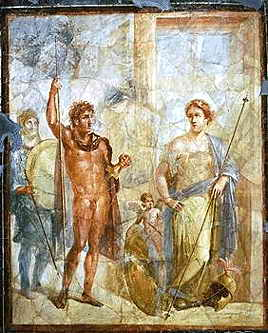
جدارية من پومپي، تُظهر زواج الإسكندر من ستاتيرا الثانية سنة 324 ق.م. يُلاحظ بأن الرسّام جعل الزوجان يظهران بهيئة آريز وأفروديت.

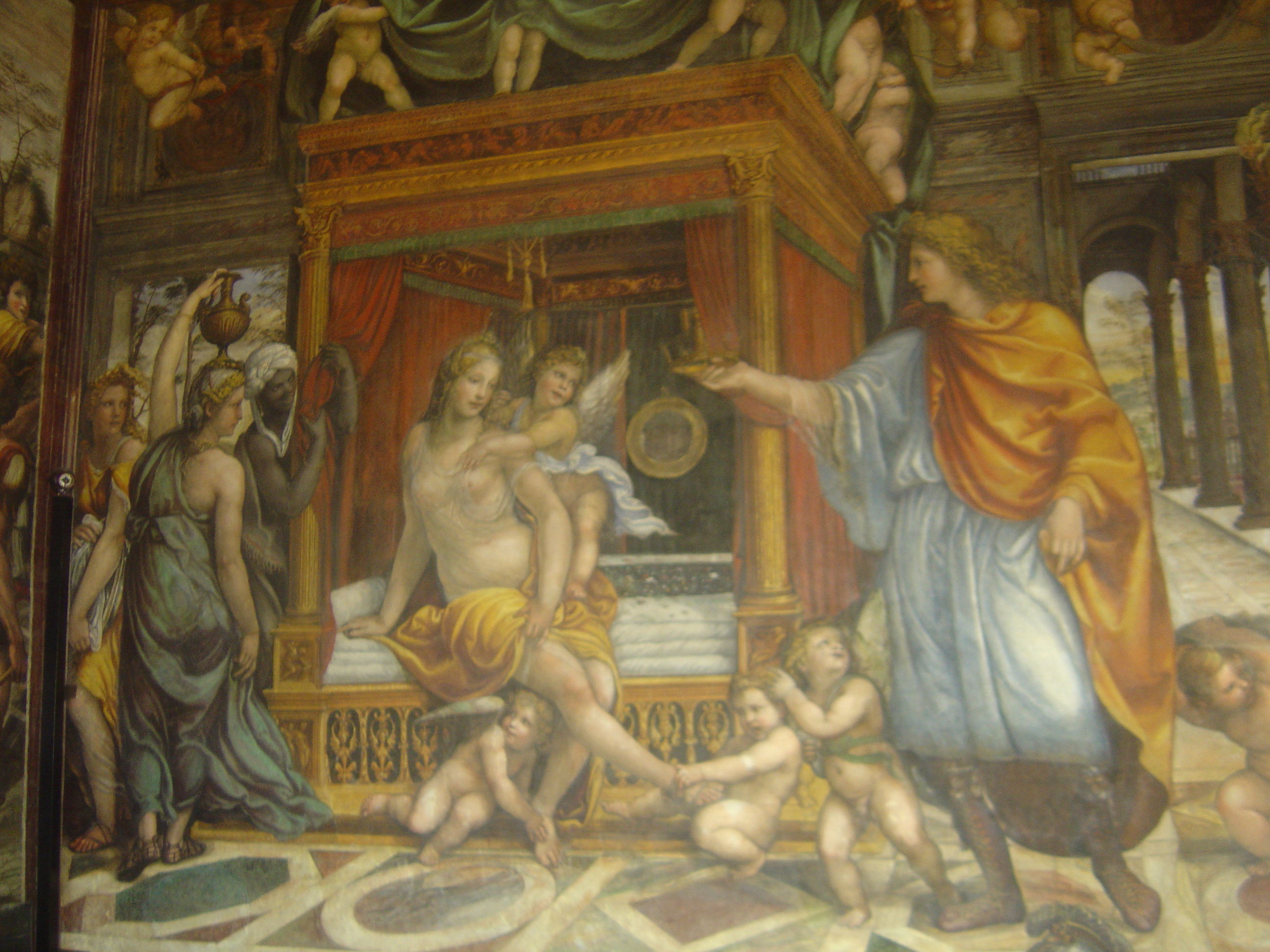
زواج الإسكندر برخسانة الباختريّة.

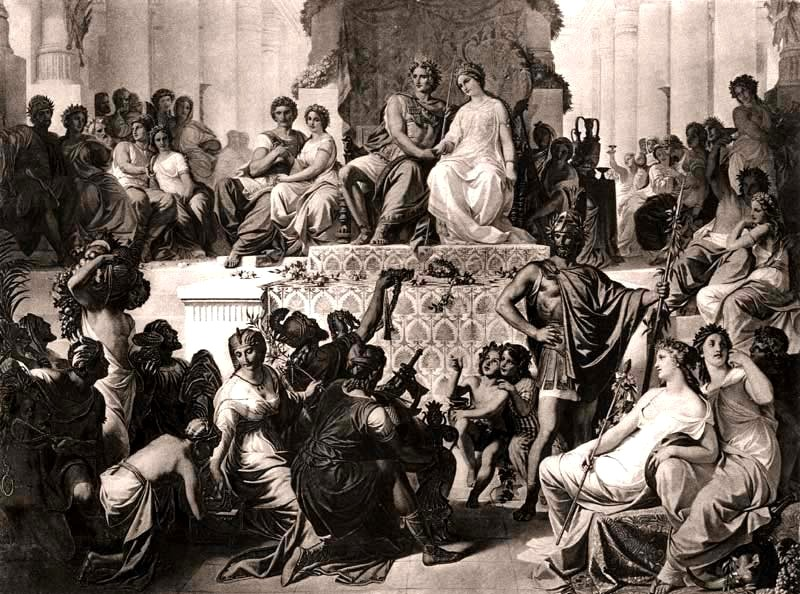
حفل زفاف الإسكندر وستاتيرا الثانية، وهفستيون ودريپتيس، شقيقة الأخيرة.

ارتبط الإسكندر بعلاقة وثيقة مع صديق عمره وخليله، المدعو هفستيون، وهو ابن أحد النبلاء المقدونيين وحارس شخصي وقائد في جيش الإسكندر. وبلغ من شدّة تقرّب الاثنان أن لعبت وفاة هفستيون دورًا في جعل صحة الإسكندر تتراجع بوتيرة أكبر، وباختلال توازنه العقلي على الأرجح، خلال الشهور الأخيرة من حياته.
تنص المصادر التاريخية أن الإسكندر تزوّج بثلاثة نساء: رخسانة ابنة وخش آراد، أحد نبلاء باختريا، بعد أن رآها ووقع في حبها؛ وستاتيرا الثانية، ابنة الشاه دارا الثالث، لدوافع سياسية محضة؛ وپروشات الثانية، صغرى بنات الشاه أردشير الثالث، التي تزوجها في سوسة إلى جانب عدد من ضباطه الذين جعلهم يقترنون بأميرات فارسيات. يظهر بأن الإسكندر أنجب ابنان فقط: الإسكندر الرابع من رخسانة، وهرقل المقدوني من أمته «برسين»، وتوفي له طفل مرة واحدة، عندما أجهضت رخسانة في بابل.
كانت ميول الإسكندر الجنسية موضع جدال وشك طيلة سنين. فلا يوجد أي نص قديم يفيد بأنه كان مثليًا، أو دخل في علاقة من هذا النوع، أو أن علاقته مع هفستيون كانت علاقة جنسية. لكن على الرغم من ذلك، يذكر المؤرخ الإغريقي «أليانوس تكتيكوس» قصة جاء فيها أنه عندما زار الإسكندر طروادة، اتجه إلى قبر آخيل وكلله بالزهور، فيما اتجه هفستيون إلى قبر فطرقل وكلله كذلك الأمر، مما قد يعني أنه كان عشيق الإسكندر، كما كان فطرقل عشيق آخيل، فلم عسى كل منهما يزور قبر نظيره دون الآخر إن لم يكن الأمر كذلك. كما يشير أليانوس إلى عبارة «إيرومينوس»، والتي تعني «المحبوب» باليونانية القديمة، ويقول أنها لا تحمل بالضرورة معنى جنسيًا في طياتها، فقد يُقصد بها أن هفستيون كان أقرب الأصحاب والرجال إليه. في جميع الأحوال، فإن مثلية الإسكندر إن كانت صحيحة، لم تكن بالأمر المحرّم أو غير الطبيعي في أيامه، بل كانت أمرًا شائعًا.
يقول پيتر گرين أن النصوص والوثائق القديمة لا تشير إلى أن الإسكندر كان يهتم كثيرًا بالنساء؛ ولعلّ أبرز ما يؤكد ذلك هو عدم إنجابه لولد إلا في آخر أيامه. وقد ردّ باحثون آخرون على هذا الافتراض، بأن الإسكندر توفي وهو ما يزال صغير السن نسبيًا، لكنه على الرغم من ذلك كان قد تزوج بنساء أكثر مما تزوج به أبيه في ذات المرحلة العمرية، وأنه عرف نساءً كثيرات غير زوجاته، فكان له حريمًا كما شاه فارس من قبله، لكنه اعتدل في معاشرتهنّ؛ وأظهر ضبط نفس كبيرًا ومنع نفسه من الانغماس في «ملذات الجسد»، حتى أنه لم يفرض نفسه على رخسانة في ليلة زواجهما، على الرغم من أنها فتنته افتتانًا كبيرًا. يُضيف گرين أن الإسكندر كوّن صداقات متينة مع عدد من النسوة، أبرزهنّ «أدا الكاريّة»، التي تبنته، وحتى «سيسيگامبيس» والدة دارا الثالث، التي أحبّت الإسكندر كولدها، ويُقال أنها ماتت من شدّة الحزن عليه.

## إرث الإسكندر

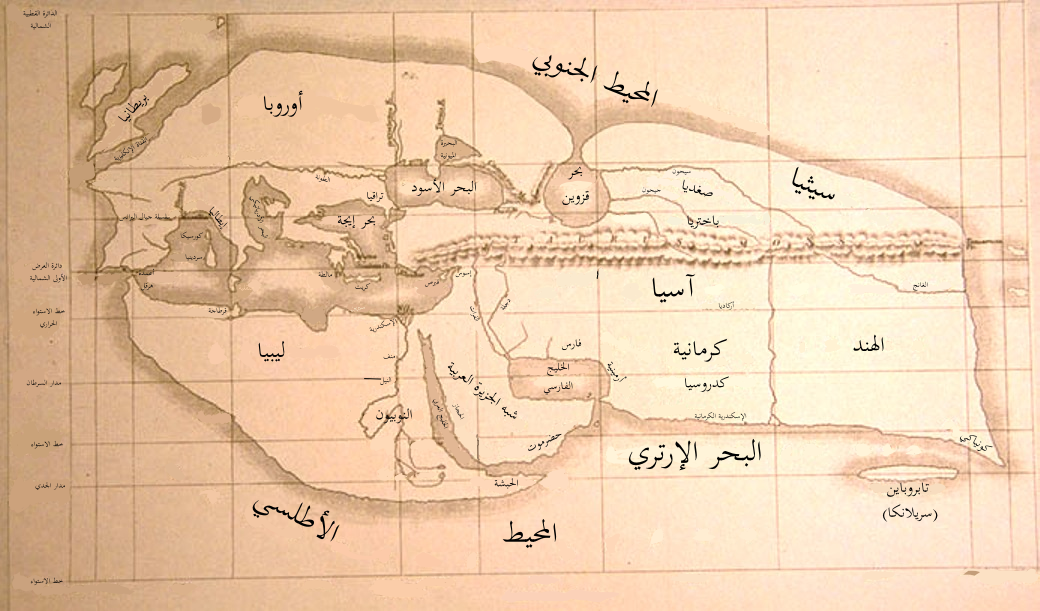
العالم الهيليني بعد وفاة الإسكندر: خريطة للعالم القديم وضعها إراتوستينس (276–194 ق.م)، بناءً على معلومات مجموعة من حملات الإسكندر وخلفاؤه.

يمتد إرث الإسكندر ليشمل أمورًا كثيرة غير فتوحاته العسكرية، فقد أدّت حملاته إلى زيادة الاتصال والطرق التجارية بين العالم الغربي والعالم الشرقي، وأدخلت الثقافة والحضارة الإغريقية إلى الكثير من نواحي الحياة الشرقية. استحالت الكثير من المدن التي أسسها الإسكندر مراكز ثقافية كبرى، وما زال بعضها قائمًا حتى الوقت الحالي. قام المؤرخون الإغريق الذين رافقوا الإسكندر في حملاته بتسجيل معلومات قيّمة عن المناطق التي عبروها، وأخذ اليونانيون يشعرون لأول مرّة أنهم يعيشون في عالم أكبر من عالمهم المتوسطي الذي عهدوه.

### الممالك الهلنستية
إن أبرز وأهم إرث تركه الإسكندر هو دون شك مدّ النفوذ المقدوني إلى مساحات شاسعة داخل آسيا. وصلت مساحة إمبراطورية الإسكندر عند وفاته إلى 5.200.000 كم2، لتكون بذلك أكبر دولة شهدها ذلك العصر. استمرت معظم هذه المناطق خاضعة للمقدونيين سواء بشكل مباشر أو غير مباشر، طيلة السنوات المئتين أو الثلاثمائة التالية، وكانت دول خلفاء الإسكندر أو ملوك طوائف الإسكندر أقوى دول العالم، في بداية عهدها على الأقل، لذلك دأب المؤرخون على تسمية العهد الممتد عبر هذه السنوات بالحقبة الهلنستية.
كانت الأقاليم الواقعة على الحدود الشرقية للإمبراطورية المقدونية قد بدأت تستقل الواحدة تلو الأخرى عندما كان الإسكندر لا يزال حيًا. تسبب الفراغ السياسي الذي صنعه الإسكندر في شمال غرب شبه القارة الهندية في ظهور إحدى أعظم السلالات الحاكمة الهندية عبر التاريخ، ألا وهي السلالة الماورية التي أسسها الإمبراطور چاندراگوپتا ماوریا، ذو الأصول المتواضعة، بعد أن سيطر على البنجاب واتخذها قاعدةً لإطلاق الحملات العسكرية لفتح أراضي إمبراطورية الناندا.

### المدائن الجديدة

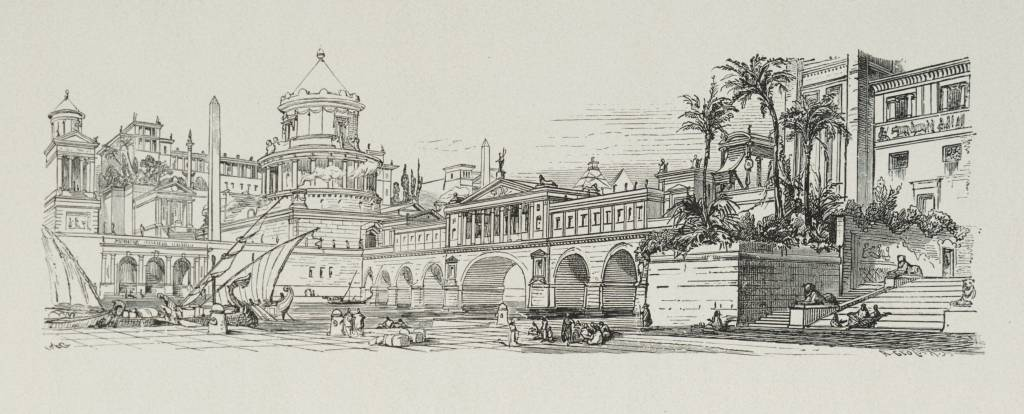
رسم لمدينة الإسكندرية قديمًا. تُعد هذه المدينة أشهر المدن التي أسسها الإسكندر على الإطلاق وأعظمها شأنًا.

أسس الإسكندر أكثر من عشرين مدينة تحمل اسمه في أنحاء مختلفة من إمبراطوريته في نواح كثيرة من الأراضي التي فتحها خلال حملاته العسكرية، غير أن أغلبها وقع شرق نهر دجلة. كانت أعظم تلك المدن بلا منازع هي الإسكندرية في مصر، والتي قُدّر لها فيما بعد أن تحتل مكانة مرموقة ومقامًا رفيعًا بين مدن العالم عمومًا وحوض البحر المتوسط خصوصًا. وقعت المدن التي أسسها الإسكندر على الطرق التجارية المهمة، في أماكن حصينة غالبًا، وسكنها الإغريق وأبناء البلدان الأصليون، وبعد وفاته حاول الكثير من الإغريق أبناء تلك المدن أن يعود إلى وطنه الأم، لكن قسمًا آخر آثر البقاء، وبعد حوالي القرن من موت الإسكندر، كانت مدنه تشهد أبهى عصورها، فقد بُنيت فيها المستشفيات والمراصد الفلكية والمعابد وغيرها من المصالح، وازداد عدد سكانها ذوي الأصول الإغريقية والبلدية وأضيف إليهم عنصر جديد هو العنصر الخليط بين الاثنين.

### هلينة العالم القديم

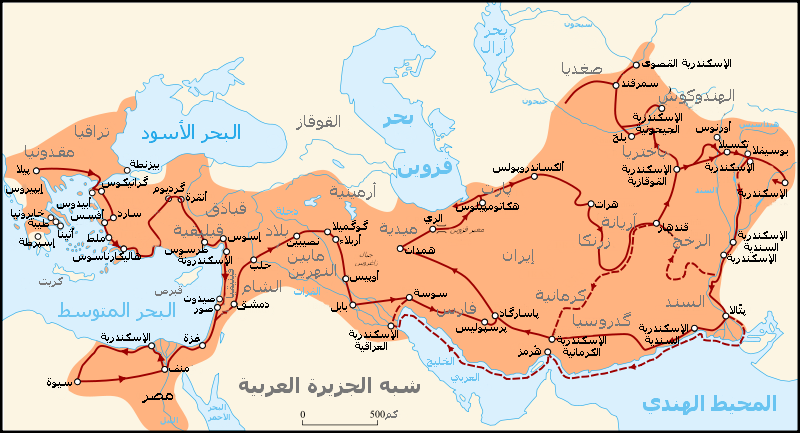
الإمبراطورية المقدونية كاملةً، ودروب حملات الإسكندر: العالم الهلنستي.

«الهلينة» هو تعريب لمصطلح ألماني لاتيني (Hellenismus) صاغه المؤرخ الألماني يوهان گوستاڤ دريزن ليُشير إلى انتشار اللغة، والثقافة، والجمهرة اليونانية، في أراضي الإمبراطورية الفارسية خلال وبعد فتوحات الإسكندر. وهذا الانتشار مؤكد لا يختلف عليه اثنان، وما زال بالإمكان ملاحظة آثاره في بعض المدن الهلنستية الكبرى مثل الإسكندرية، وأنطاكية، وسلوقية، سواء في المنشآت التاريخية أو في بعض أشكال المأكل ذات الأصل اليوناني، وغيرها. كان الإسكندر شديد الثقة بعظمة الحضارة اليونانية، وكان يطمح إلى أن ينشر لواء هذه الحضارة في كل أرض وطأتها سنابك خيله، بل كان يحلم بأن يصبغ العالم بأسره بالصبغة اليونانية، وكان في الوقت نفسه يؤمن بضرورة توحيد الشعوب، من أجل ذلك سعى إلى إدخال بعض عناصر تلك الثقافة إلى الحضارة الفارسية وتهجين كلا الثقافتين. أما خلفاؤه فلم يؤمنوا بذلك، فأهملوا السياسة التي اتبعها قائدهم الراحل، لكن على الرغم من ذلك، استمر هلينة شعوب الشرق طيلة عهدهم، كما أخذ الإغريق الذين استوطنوا البلاد الجديدة يستشرقون شيءًا فشيئًا.
كانت الثقافة الأثينية تُشكّل أساس الثقافة الهيلينية الأصلية، وقد لعب تجنيد الإسكندر لرجال من مختلف أنحاء اليونان دورًا في صهر اللهجات الإغريقية المختلفة في بوتقة واحدة، وظهور ما يُعرف باسم اللهجة الكوينية، أو الإغريقية العامية الشائعة. انتشرت اللغة اليونانية الكوينية بسرعة في العالم الهلنستي حتى أصبحت لغة التواصل المشترك طيلة سنوات طوال، وولدت اللغة اليونانية الحديثة من رحمها. بالإضافة إلى ذلك، كان التخطيط العمراني، ونظم التعليم، وشكل الحكومات المحلية، وأنماط الأعمال الفنية، مبنيةً على مثيلاتها الإغريقية التقليدية، ومع مرور الوقت تطورت إلى أساليب مميزة بذاتها عُرفت باسم الأساليب الهلنستية. استمرت بعض مظاهر الثقافة الهلنستية واضحة للعيان في تقاليد الإمبراطورية البيزنطية خلال أواسط القرن الخامس عشر.

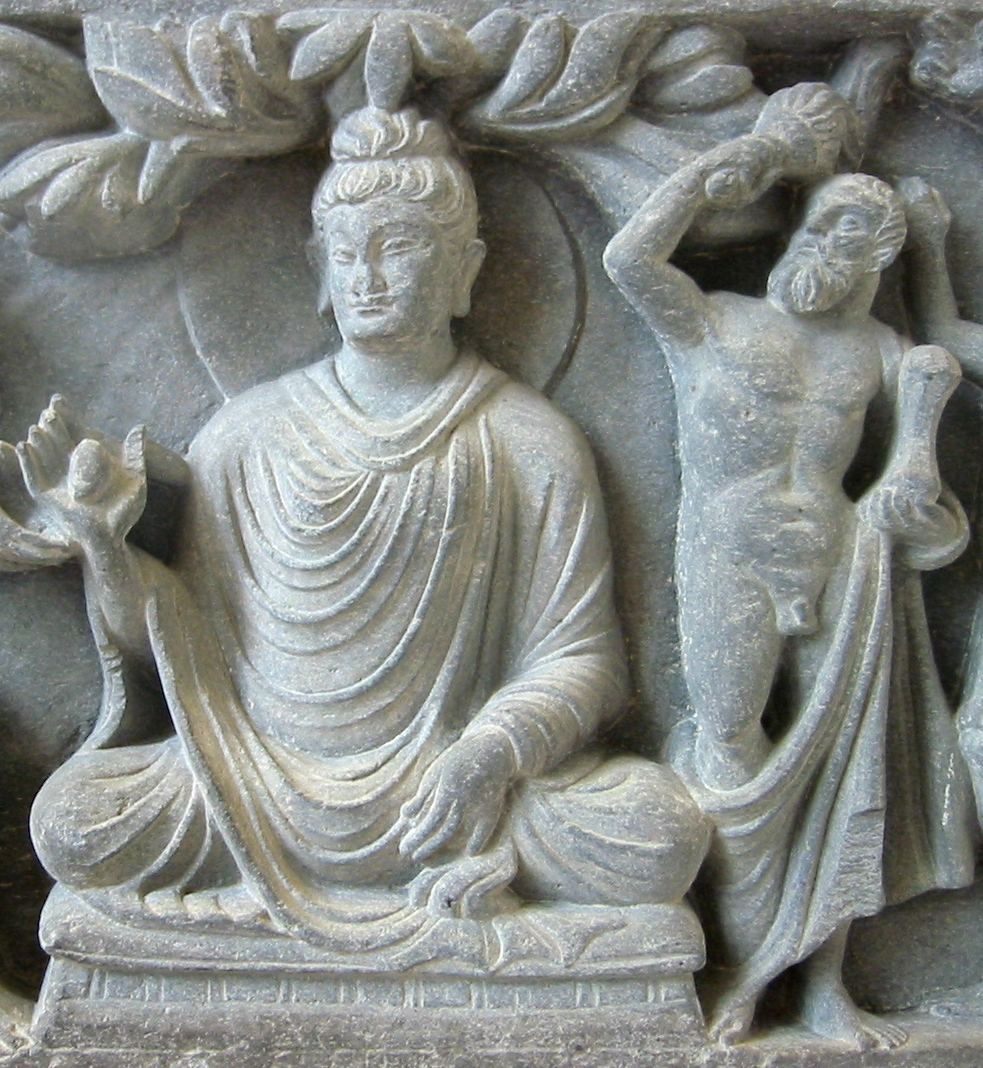
أحد أبرز الأمثلة على دخول الثقافة الإغريقية إلى الهند وتمازجها مع الثقافة البوذية: منحوتة يظهر فيها هرقل بصفته حاميًا لبوذا، تعود للقرن الثاني الميلادي، محفوظة بالمتحف البريطاني.

ما زال بالإمكان العثور على بعض مظاهر الهلنستية المميزة في الهند، وبالتحديد في المنطقة حيث قامت بضعة ممالك هندو إغريقية، فقد أدّت عزلة سكّانها الأوائل من الإغريق، وبُعدهم عن وطنهم الأم في أوروبا، إلى انصهار ثقافتهم اليونانية بالثقافة الهندية، وبالأخص تلك البوذية. يُلاحظ أن أوّل منحوتات بوذا ذات الشكل الإنساني أخذت تظهر خلال تلك الفترة، وقد تمّ نحتها بالاستناد إلى تماثيل الإله أپولو الإغريقية، كما يُعتقد أن عدّة تقاليد بوذية تأثرت تأثرًا كبيرًا بالديانة اليونانية القديمة، فعلى سبيل المثال تُعد البوداسفيّة بمثابة المُرادف الشرقي لأساطير الأبطال الإغريق، وبعض طقوس الماهايانا مثل حرق البخور وتكليل ووضع الطعام عند المذابح، كلها شبيهة بطقوس الإغريق القدماء. بالإضافة لذلك، استمدت البوذية الزنيّة بعض أفكارها ومبادئها من الفلسفة الرواقية اليونانية. يُعتقد أن أحد ملوك الإغريق، المدعو ميناندر الأول «المنقذ»، اعتنق البوذية مخلصًا، فتمّ تخليد ذكراه في نصوص البوذيين، وأشير إليه باسم «ميلينادا». لم تقتصر هلينة الهند على الجوانب الثقافية والدينية فحسب، بل امتدت لتشمل العلوم أيضًا، إذ تسرّبت الكثير من الأفكار والنظريات الفلكية شرقًا حتى وصلت الهند حيث أثرّت بعلوم الفلك تأثيرًا عظيمًا بحلول القرون الميلادية الأولى. وقد عُثر على أدوات إغريقية مخصصة لدراسة مواقع الكواكب والنجوم في مدينة «آي خانُم» اليونانية الباخترية، الواقعة في أفغانستان حاليًا، كما وُجدت في الهند مجسمات يونانية كروية للأرض وقد أحاطت بها مجسمات كروية أخرى للكواكب، وقد جعلت هكذا أدوات مع ما رافقها من معلومات قيمة، جعلت فكرة كروية الأرض تحل مكان فكرة الأرض المنبسطة التي سادت في الهند زمنًا طويلاً.

### تأثيره على روما
حصد الإسكندر ومنجزاته إعجاب الرومان عامةً، والقادة العسكريين منهم خاصةً، فاتخذوه قدوة، وغالبًا ما قارنوا مسيرتهم بمسيرته، وذلك بعد أن اطلعوا على مؤلّف المؤرخ اليوناني پوليبيوس حامل عنوان «التواريخ» (باللاتينية: Historiae)، الذي قام فيه بتذكير الرومان بإنجازات الإسكندر. اتخذ القائد الروماني پومپي لقب «الكبير» (باللاتينية: Magnus) تيمنًا بالإسكندر، بل إنه كان يقص شعره على نفس شكل قصّة شعر الأخير، وبلغ من شدّة إعجابه بالقائد المقدوني أن بحث في البلدان التي فتحها المقدونيون عن عباءة الإسكندر البالغة من العمر 260 سنة، والتي كان يضعها كإحدى علامات العظمة. أمر يوليوس قيصر صنّاعه بصب تمثال برونزي له وهو على صهوة جواده، يكون نسخة طبق الأصل عن إحدى تماثيل الإسكندر، وأن يستبدلوا وجهه بوجه الأخير، كما أقدم الإمبراطور أغسطس قيصر خلال زيارته الإسكندرية على استبدال نقش أبو الهول الموجود على خاتمه بصورة جانبية لوجه الإسكندر. من أبرز الأباطرة الرومان الذين أعجبوا بالإسكندر أيضًا: تراجان، ونيرون، وكاراكلا. احتفظت أسرة ماكريني، وهي الأسرة الرومانية الحاكمة خلال عهد الإمبراطور ماكرينوس، احتفظت بصور للإسكندر على متاعها، مثل المجوهرات، أو قامت بتطريزها على ملابس أفرادها.
استخدم بعض الكتّاب الرومان، وبالأخص الجمهوريون، قصة حياة الإسكندر لتحذير الرعيّة من مخاطر الأوتقراطية، وكيف أنه يمكن الحد من النزاعات المتولدة عن تلك الأخيرة عبر التمسك بالمثل الجمهورية العليا. وضع كتّاب آخرون صفات الإسكندر كمثال عن صفات جميع الحكّام، فقالوا أنهم أوفياء لأصدقائهم ورؤوفون بأعدائهم، وفي الوقت نفسه سريعو الغضب وذوو رغبة مفرطة في الحصول على المجد.

### في الأساطير

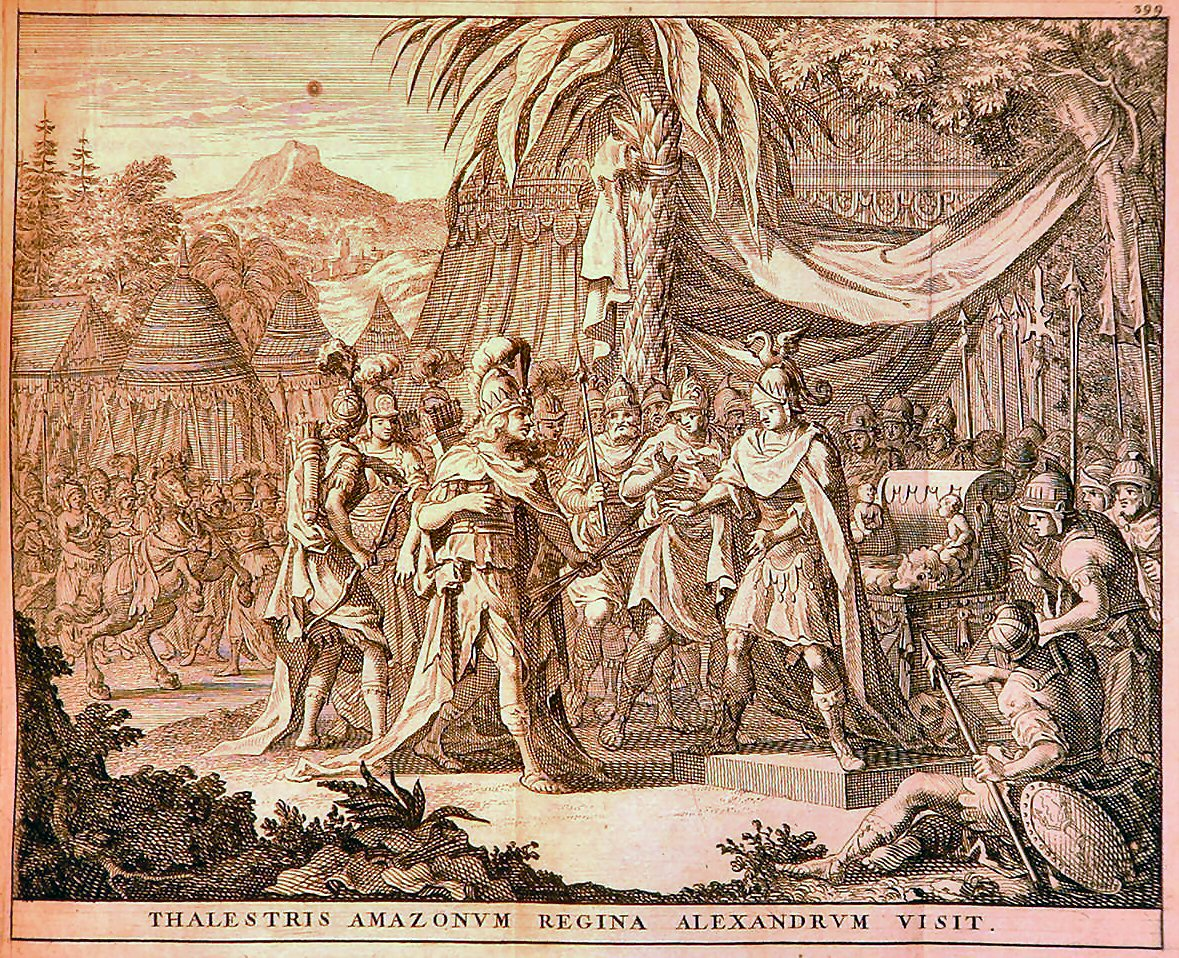
الإسكندر يتلقى زيارة من ملكة الأمازونيات. إحدى الأساطير التي أُدرجت ضمن سيرة حياة الإسكندر على يد مؤرخيه.

تضم سيرة حياة الإسكندر في طيّاتها عدد من الأساطير والقصص الخرافية، التي يُحتمل أن يكون الإسكندر نفسه قد شجع على إشاعتها وكتابتها. يقول مؤرخه الخاص كاليستنس أن البحر تراجع خوفًا منه عندما كان في قيليقية. وبعد فترة قصيرة من وفاة الإسكندر، اخترع مؤرخ آخر، وهو أونيسيكريتوس، قصة مفادها أن «ثاليتريس» ملكة الأمازونيات زارت الإسكندر وحصل بينهما نوع من الودّ، وعندما قرأ أونيسيكريتوس القصة على مسمع ليسيماخوس، أحد خلفاء الإسكندر، أجابه قائلاً: «أتساءل أين كنت في ذلك الحين؟».
جُمعت كل الأساطير المتعلقة بالإسكندر بعد قرون من رحيله في كتاب عُرف باسم «رومانسية الإسكندر»، في مدينة الإسكندرية على الأرجح، وقد نُسب هذا الكتاب خطأً إلى كاليستنس، ولهذا السبب يُلاحظ أنه يُدعى Pseudo-Callisthenes في بعض الأحيان. خضع هذا الكتاب لمراجعات عديدة وإضافات كثيرة طيلة العصور القديمة وصولاً إلى العصور الوسطى، ولذلك فهو يحوي عدد من القصص المشكوك بصحتها، كما تُرجم إلى لغات كثيرة من شاكلة اليونانية الرومية، والأرمنية، والسريانية، واللاتينية، وأغلب لغات أوروبا الغربية.

### في الثقافة القديمة والحديثة

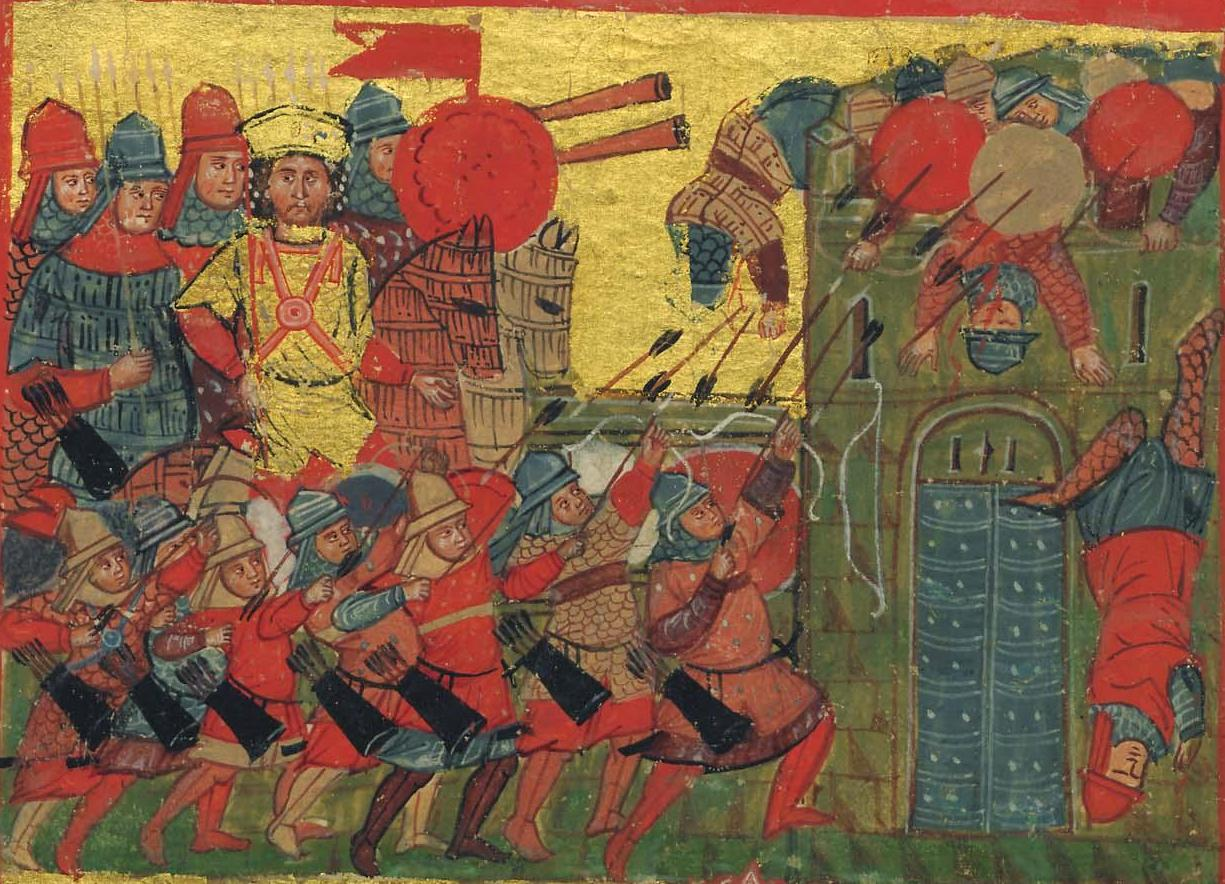
رسم للإسكندر من مخطوطة بيزنطية تعود للقرن الرابع عشر.

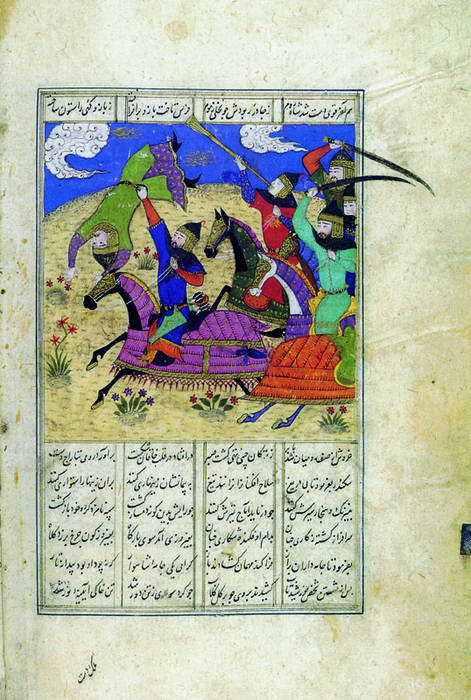
«إسكندر يُقاتل الأعداء»، مخطوطة فارسية من القرن الخامس عشر.

ذُكر الإسكندر ومنجزاته العظيمة في نصوص عدّة حضارات، سواء تلك القديمة أو الحديثة، فأوّل من ذكره في نصوصهم كان الإغريق أنفسهم خلال حياته، واستمر غيرهم من بعدهم يروي قصص هذا القائد جيلاً بعد الجيل حتى الزمن الحالي. لعب كتاب وروايات «رومانسية الإسكندر» دورًا لا يُستهان به في التأثير على صورته في الحضارات المتأخرة، وبالأخص الفارسية والأوروبية الوسطى واليونانية المعاصرة.
يظهر الإسكندر بشكل بارز في الفلكلور اليوناني المعاصر أكثر من أي شخصية قديمة أخرى، فقد أصبح الشكل العاميّ لاسمه باليونانية الحديثة (أوميگالكساندروس) لقبًا للكثير من العائلات، وهو البطل القديم الوحيد الذي يظهر في عروض الكركوز الهادفة لتسلية الأطفال. إحدى الخرافات الشائعة بين البحارة اليونانيون تتحدث عن حورية بحر وحيدة تُقدم على التعلق بمقدمات المراكب والسفن خلال العواصف لتسأل القبطان: «ألا يزال الملك الإسكندر حيًا؟»، ويجب على القبطان هنا أن يُجيب: «إنه حي وعلى ما يُرام ويحكم العالم أجمع!»، فتعود الحورية إلى البحر مطمئنة، أما لو أجاب القبطان بغير هذا، فتتحول الحورية إلى گورگون ثائر، يجر السفينة وركابها إلى قاع البحر.
كان الفرس قبل اعتناقهم الإسلام، ينعتون الإسكندر «الملعون»، حيث اتهموه بحرق معابدهم وإتلاف نصوصهم وكتبهم المقدسة. أما بعد دخول الإسلام إلى بلاد فارس، وانحسار المجوسية في جيوب صغيرة معزولة، واطلاع الفرس على مؤلف «رومانسية الإسكندر»، أخذت صورة جديدة أكثر إيجابًا تحل مكان تلك القديمة تدريجيًا. ففي كتاب الملوك (بالفارسية: شاهنامه) لأبا القاسم الفردوسي، ذُكر الإسكندر ضمن قائمة الملوك الشرعيين لفارس، ووُصف بأنه شخص أسطوري سافر إلى أقاصي العالم بحثًا عن ينبوع الشباب. قام بعض الكتّاب الفرس لاحقًا بربط الإسكندر والفلسفة، فرسموه وهو يجلس في نقاش مع فلاسفة كبار أمثال أرسطو وسقراط وأفلاطون، يتحدثون عن كيفية التوصل لمعرفة سر الخلود.

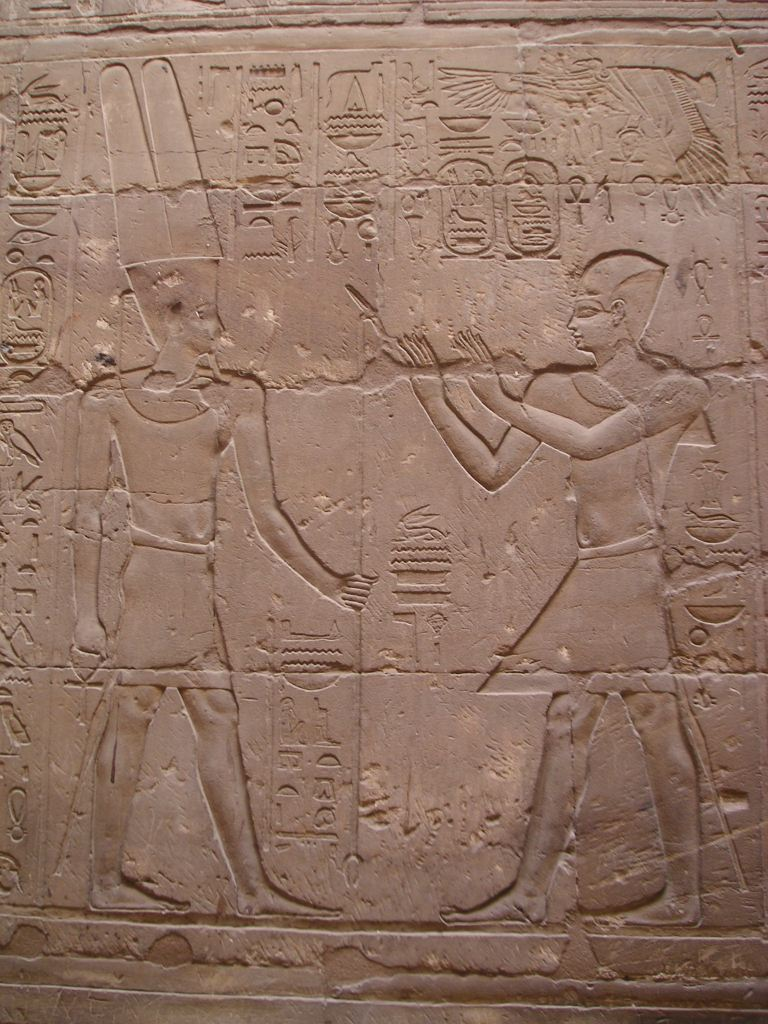
نقش مصري للإسكندر في معبد الأقصر، يظهر فيه رافعًا يديه متعبدًا إله الشمس آمون.

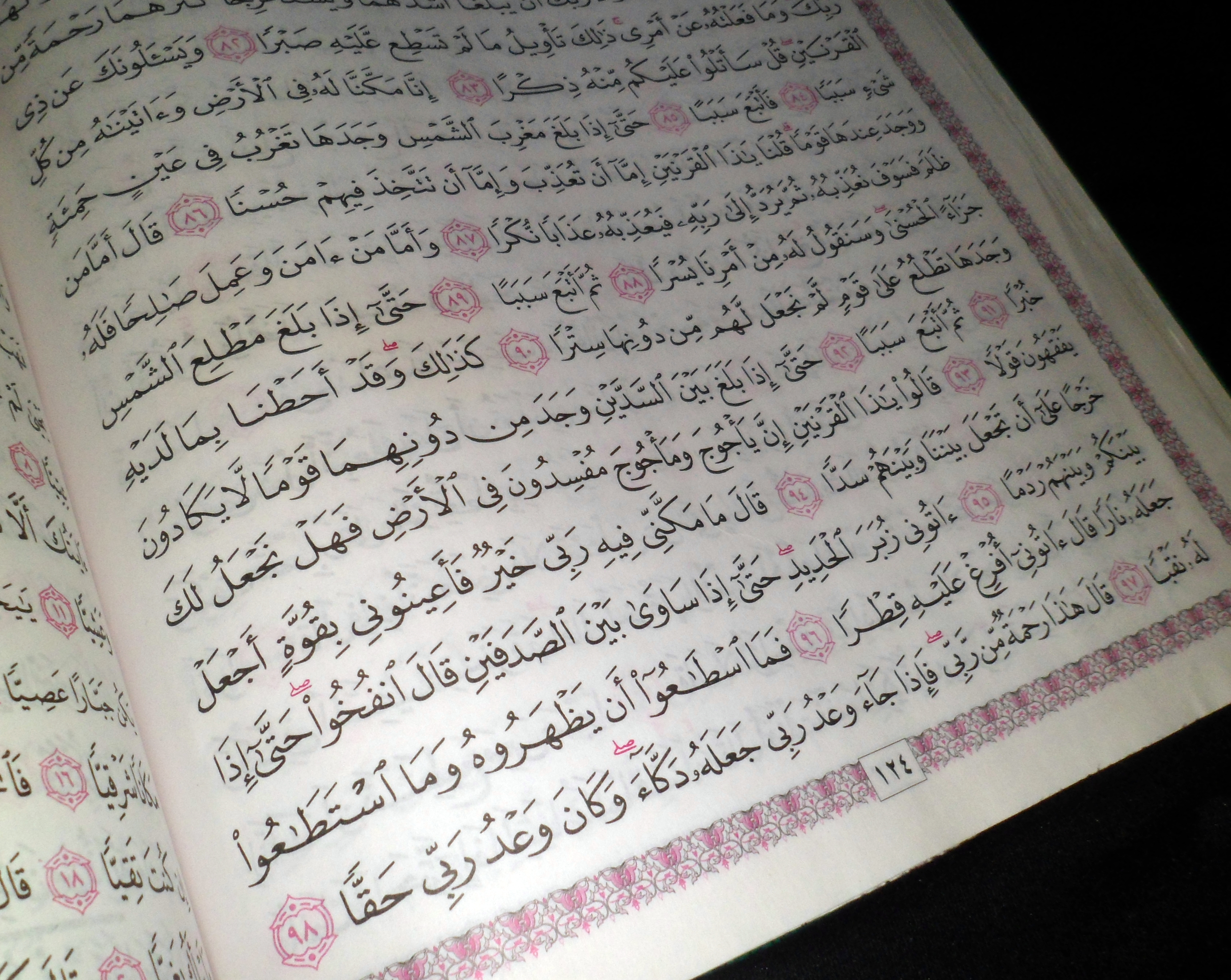
سورة الكهف من الآية الثالثة والثمانين حتى الآية الثامنة والتسعين، أي المقطع الذي ذُكرت فيه قصة ذو القرنين كاملةً.

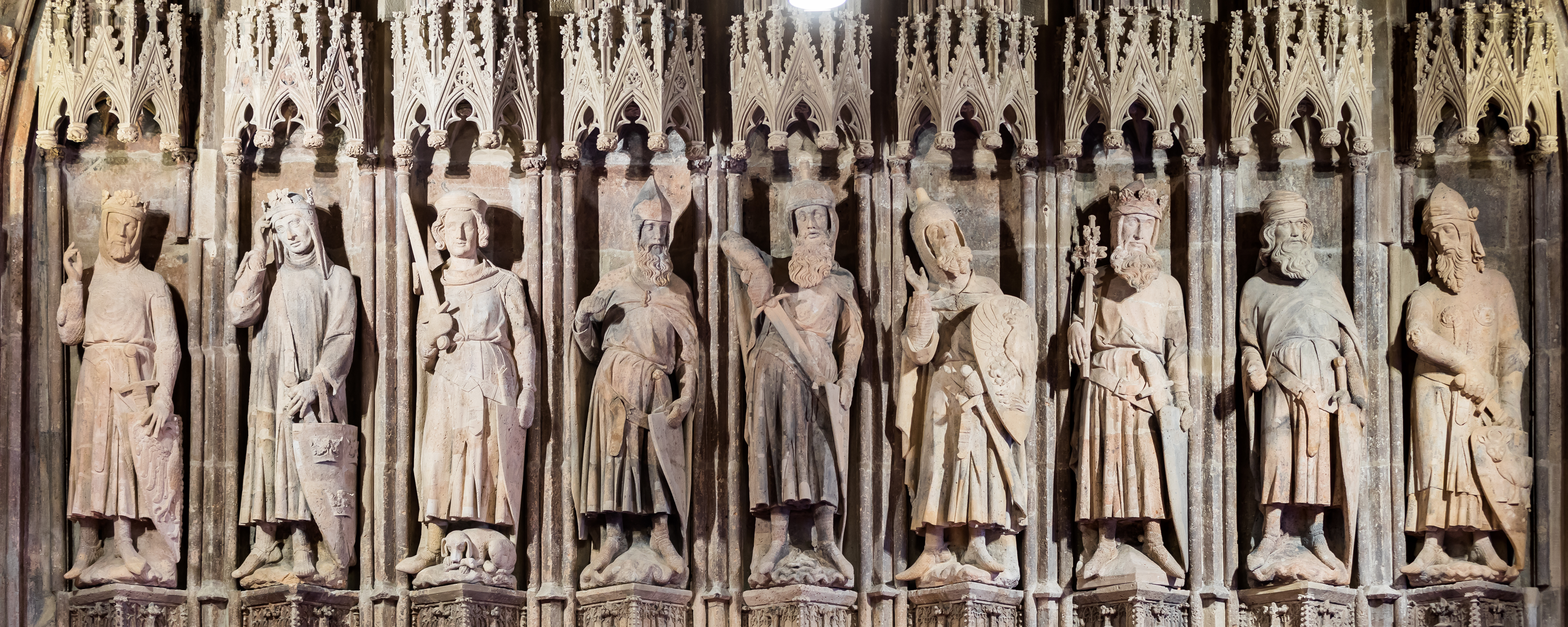
نحت للفاضلون التسعة، من اليسار إلى اليمين: المسيحيون الصالحون الثلاثة: شارلمان، والملك آرثر، وگودفري البويوني. الوثنيون الصالحون الثلاثة: يوليوس قيصر، وهكتور، والإسكندر الأكبر. اليهود الصالحون الثلاثة: النبي والملك داود، ويوشع بن نون، ويهوذا المكابي.

تُجسد النسخة السريانية من «رومانسية الإسكندر» القائد المقدوني كملك مسيحي صالح مواظب على الصلاة، يفتح الممالك المنيعة ابتغاء رضا الله ويدعو الناس إلى عبادته كونه الإله الحق. وُصف الإسكندر من قبل الكهنة والكتّاب المصريين القدماء على أنه ابن «نيكتانيبو الثاني»، آخر فراعنة مصر قبل الغزو الفارسي، وأن هزيمته الشاه دارا الثالث كانت بمثابة الخلاص الذي انتظرته مصر طويلاً، وأن مصر استمر يحكمها مصري.

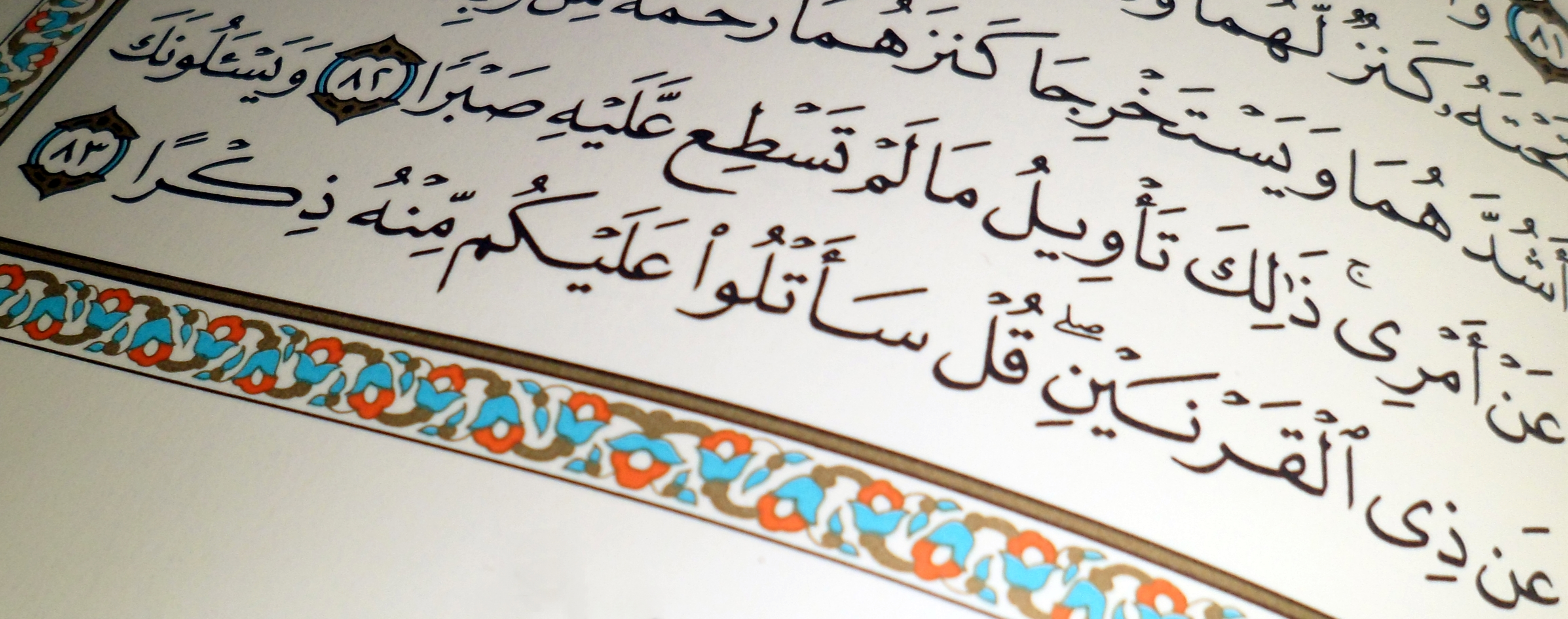
الآية الثالثة والثمانين من سورة الكهف التي بدأ فيها ذكر القائد الصالح «ذو القرنين».

ورد في الكتاب المقدس ذكرٌ صريح للإسكندر، كما ذُكر في الأخير وفي القرآن الكريم قصة قائد صالح، سُمي بذي القرنين أو صاحب القرنين أو «لوقرانائيم»، قال بعض مفسري التوراة والقرآن أنه يُحتمل أن يكون هو الإسكندر الأكبر، ومن المواضع التي ذُكر بها، سواء المؤكدة أو غير المؤكدة؛ سفر المكابيين الأول: إن الإسكندر بن فيلبس المقدوني بعد خروجه من أرض كتيم وإيقاعه بدارا ملك فارس وماداي ملك مكانه وهو أول من ملك على اليونان. ثم أثار حروبًا كثيرة وفتح حصونًا متعددة وقتل ملوك الأرض. واجتاز إلى اقاصي الأرض وسلب غنائم جمهور من الأمم فسكتت الأرض بين يديه فترفع في قلبه وتشامخ. وحشد جيشًا قويًا جدًا. واستولى على البلاد والأمم والسلاطين فكانوا يحملون إليه الجزية. وبعد ذلك انطرح على فراشه وأحس من نفسه بالموت. فدعا عبيده الكبراء الذين نشأوا معه منذ الصباء فقسم مملكته بينهم في حياته. وكان ملك الاسكندر اثنتي عشرة سنة ومات.المكابيين 1] وسفر دانيال: أَمَّا الْكَبْشُ الَّذِي رَأَيْتَهُ ذَا الْقَرْنَيْنِ فَهُوَ مُلُوكُ مَادِي وَفَارِسَ. وَالتَّيْسُ الْعَافِي مَلِكُ الْيُونَانِ، وَالْقَرْنُ الْعَظِيمُ الَّذِي بَيْنَ عَيْنَيْهِ هُوَ الْمَلِكُ الأَوَّلُ. وَإِذِ انْكَسَرَ وَقَامَ أَرْبَعَةٌ عِوَضًا عَنْهُ، فَسَتَقُومُ أَرْبَعُ مَمَالِكَ مِنَ الأُمَّةِ، وَلكِنْ لَيْسَ فِي قُوَّتِهِ. وَفِي آخِرِ مَمْلَكَتِهِمْ عِنْدَ تَمَامِ الْمَعَاصِي يَقُومُ مَلِكٌ جَافِي الْوَجْهِ وَفَاهِمُ الْحِيَلِ. وَتَعْظُمُ قُوَّتُهُ، وَلكِنْ لَيْسَ بِقُوَّتِهِ. يُهْلِكُ عَجَبًا وَيَنْجَحُ وَيَفْعَلُ وَيُبِيدُ الْعُظَمَاءَ وَشَعْبَ الْقِدِّيسِينَ. وَبِحَذَاقَتِهِ يَنْجَحُ أَيْضًا الْمَكْرُ فِي يَدِهِ، وَيَتَعَظَّمُ بِقَلْبِهِ. وَفِي الاطْمِئْنَانِ يُهْلِكُ كَثِيرِينَ، وَيَقُومُ عَلَى رَئِيسِ الرُّؤَسَاءِ، وَبِلاَ يَدٍ يَنْكَسِرُ.دانيال 8] أما في القرآن، فمما جاء وقيل باحتمال إشارته إلى الإسكندر ورد في سورة الكهف، وهو: ﴿وَيَسْأَلُونَكَ عَنْ ذِي الْقَرْنَيْنِ قُلْ سَأَتْلُو عَلَيْكُمْ مِنْهُ ذِكْرًا ۝٨٣ إِنَّا مَكَّنَّا لَهُ فِي الْأَرْضِ وَآتَيْنَاهُ مِنْ كُلِّ شَيْءٍ سَبَبًا ۝٨٤ فَأَتْبَعَ سَبَبًا ۝٨٥ حَتَّى إِذَا بَلَغَ مَغْرِبَ الشَّمْسِ وَجَدَهَا تَغْرُبُ فِي عَيْنٍ حَمِئَةٍ وَوَجَدَ عِنْدَهَا قَوْمًا قُلْنَا يَا ذَا الْقَرْنَيْنِ إِمَّا أَنْ تُعَذِّبَ وَإِمَّا أَنْ تَتَّخِذَ فِيهِمْ حُسْنًا ۝٨٦﴾؛ وأيضًا: ﴿حَتَّى إِذَا بَلَغَ بَيْنَ السَّدَّيْنِ وَجَدَ مِنْ دُونِهِمَا قَوْمًا لَا يَكَادُونَ يَفْقَهُونَ قَوْلًا ۝٩٣ قَالُوا يَا ذَا الْقَرْنَيْنِ إِنَّ يَأْجُوجَ وَمَأْجُوجَ مُفْسِدُونَ فِي الْأَرْضِ فَهَلْ نَجْعَلُ لَكَ خَرْجًا عَلَى أَنْ تَجْعَلَ بَيْنَنَا وَبَيْنَهُمْ سَدًّا ۝٩٤ قَالَ مَا مَكَّنِّي فِيهِ رَبِّي خَيْرٌ فَأَعِينُونِي بِقُوَّةٍ أَجْعَلْ بَيْنَكُمْ وَبَيْنَهُمْ رَدْمًا ۝٩٥ آتُونِي زُبَرَ الْحَدِيدِ حَتَّى إِذَا سَاوَى بَيْنَ الصَّدَفَيْنِ قَالَ انْفُخُوا حَتَّى إِذَا جَعَلَهُ نَارًا قَالَ آتُونِي أُفْرِغْ عَلَيْهِ قِطْرًا ۝٩٦ فَمَا اسْطَاعُوا أَنْ يَظْهَرُوهُ وَمَا اسْتَطَاعُوا لَهُ نَقْبًا ۝٩٧ قَالَ هَذَا رَحْمَةٌ مِنْ رَبِّي فَإِذَا جَاءَ وَعْدُ رَبِّي جَعَلَهُ دَكَّاءَ وَكَانَ وَعْدُ رَبِّي حَقًّا ۝٩٨﴾ [الكهف:93–98]. يقول علماء التفسير أن ذا القرنين هذا كان عبدًا صالحًا طاف الدنيا وبنى سدًا ضخمًا في وجه قوم يأجوج ومأجوج الذين عاثوا فسادًا في الأرض، وقال بعضهم أن هذا الرجل هو الإسكندر، وخالف آخرون هذا الرأي.vii[›]
يُشير اسم «إسكندر» أو «سكندر» في الهند وباكستان، وبالتحديد في البنجاب، إلى شخص يافع موهوب تنمو قدراته شيئًا فشيئًا. جُعل الإسكندر عضوًا في جماعة «الفاضلون التسعة» في أوروبا خلال العصور الوسطى، والجماعة المذكورة كانت تضم رجالاً اعتُبروا أكثر فرسان عصرهم شهامةً ونبلاً، مثل شارلمان ويوليوس قيصر وغيرهما. أنتجت هوليوود فيلمًا سينمائيًا عن حياة الإسكندر في سنة 2004، لعب فيه الممثل الإيرلندي كولين فاريل دور القائد المقدوني، وقد واجه الفيلم انتقادات واسعة من قبل الجمهور اليوناني والمؤرخين، سواء اليونانيين أو الإيرانيين، الذين اعتبروه غير دقيق في تصويره الأحداث، حتى أن مجموعة من المحامين اليونان حاولت مقاضاة شركة الإنتاج والمخرج.

## تأريخ حياة الإسكندر
إن جميع النصوص المكتوبة من قبل أشخاص عاشروا الإسكندر ورافقوه في حملاته أو جمعوها من أخبار رفاقه وأصحابه، قد ضاعت كلها ولم يبق منها إلا بضعة مخطوطات منها ما هو كامل ومنها ما استحال فتاتًا. من الأشخاص المعاصرين للإسكندر والذين كتبوا عن حياته: مؤرخه الخاص كاليستنس، والقادة في جيشه بطليموس ونيارخوس، وأحد الضبّاط الصغار المدعو «أريستوبولوس»، وكبير الربّان «أونيسيكريتوس». كُتبت كل النصوص التي تناولت حياة الإسكندر بالاستناد إلى تلك التي كتبها هؤلاء الرجال، وأول النصوص المنقولة كان ذاك الخاص بالمؤرخ ديودورس سلوقس (القرن الأول ق.م)، تلاه نص كوينتس كورتيوس روفوس (ما بين أواسط وأواخر القرن الأول ق.م)، ثم آريان (ما بين القرن الأول والثاني الميلادي)، فپلوتارخ (ما بين القرن الأول والثاني الميلادي)، وأخيرًا جستن صاحب المؤلف العائد للقرن الرابع الميلادي. يُعد مؤلف آريان الأكثر وثوقًا إجمالاً، نظرًا لأنه لجأ إلى نصوص بطليموس وأريستوبولوس كمراجع أوليّة، يليه مؤلف ديودورس.